# Peinture brésilienne

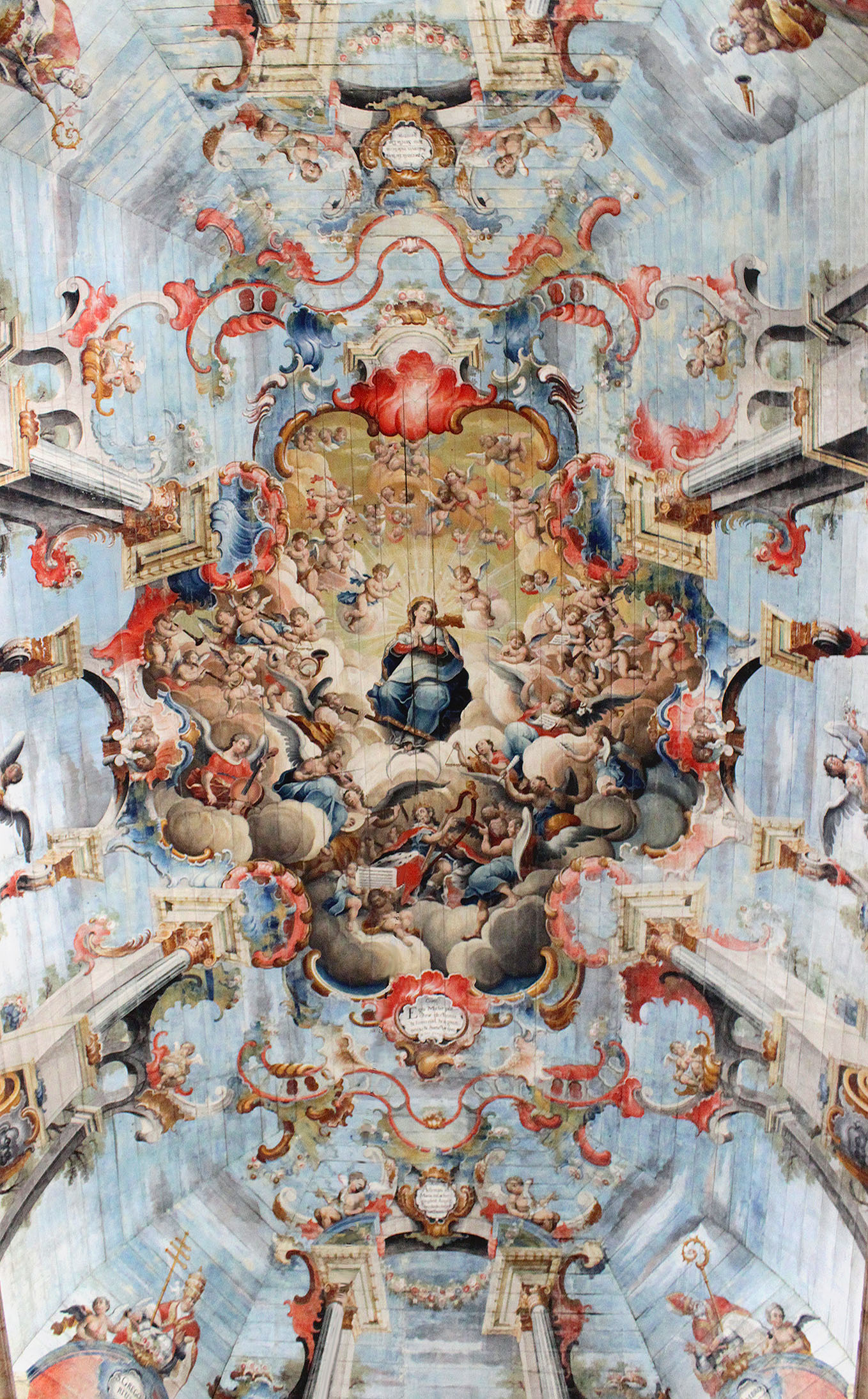
Glorificação de Nossa Senhora, peinture en trompe l'œil de Mestre Ataíde au plafond de l'église Saint-François-d'Assise d'Ouro Preto (1804).

La peinture brésilienne est née avec les premiers enregistrements visuels du territoire, de la nature et des indigènes brésiliens, réalisés par des explorateurs et des voyageurs européens environ cinquante ans après la découverte du Brésil. Les autochtones pratiquaient déjà depuis longtemps certaines formes de peinture corporelle, sur les murs des grottes et sur des objets, mais leur art n'a pas influencé l'évolution ultérieure de la peinture brésilienne, qui est devenue dépendante des motifs apportés par les conquistadors et les missionnaires portugais ou européens.
Au XVIIe siècle, la peinture au Brésil a déjà connu un développement considérable, bien que diffus et limité à la côte, et depuis lors, elle a connu un progrès ininterrompu et toujours avec plus de force et de raffinement, avec de grands moments : le premier a eu lieu à l'apogée du baroque, avec la peinture décorative dans les églises ; puis, dans la seconde moitié du XIXe siècle, avec l'action de l'Académie impériale des Beaux-Arts de Rio de Janeiro, qui essaie d'introduire un sentiment de brésilianité au travers de la peinture romantique brésilienne ; dans les années 1920, lorsque le mouvement moderniste commence et parvient à introduire cette brésilianité ; puis à l'époque contemporaine, lorsque la peinture brésilienne a commencé à se distinguer à l'étranger et que le système de production, d'enseignement, de diffusion et de consommation de la peinture a été fermement stabilisé grâce à de nombreux musées, cursus universitaires et petites écoles, expositions et galeries commerciales, en plus d'être une activité qui compte d'innombrables praticiens professionnels et amateurs.

## Avant la colonisation européenne

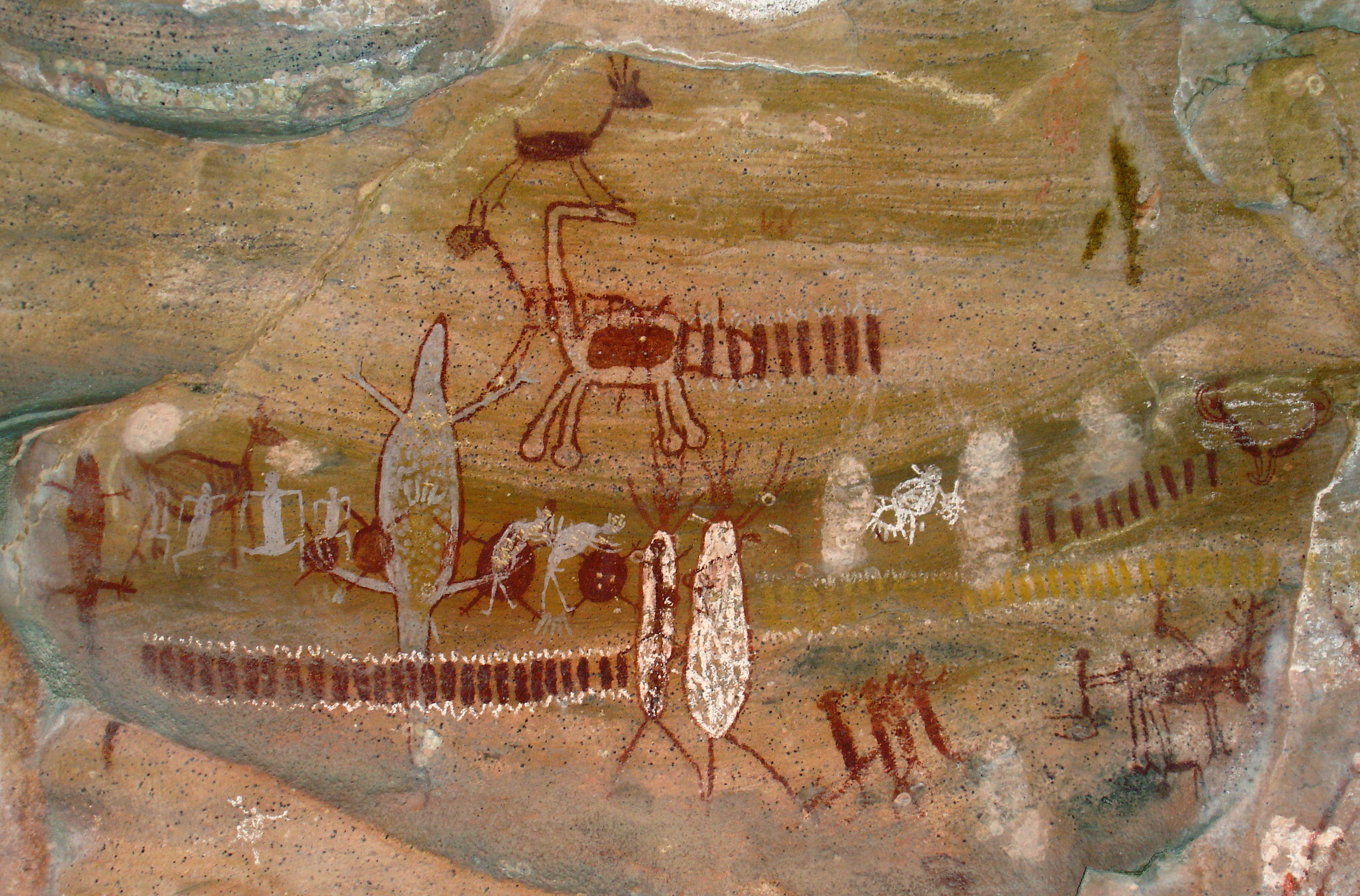
Peintures rupestres dans le parc national de la Serra da Capivara.

On sait relativement peu de choses sur l'art pictural pratiqué au Brésil avant la découverte du territoire par les Portugais. Les peuples autochtones qui ont été rencontrés par les colons ne pratiquaient pas la peinture telle qu'elle était connue en Europe, utilisant des peintures dans l'ornementation du corps et dans la décoration des objets en céramique. Parmi les vestiges indigènes qui ont survécu de cette période, on trouve une grande collection de pièces provenant des cultures marajoara, tapajós et Santarém, mais les traditions de la céramique et de la peinture corporelle ont été conservées par les Indiens qui vivent encore au Brésil, étant parmi les éléments les plus distinctifs de leurs cultures. Il y a également plusieurs panneaux peints de scènes de chasse et d'autres figures, réalisés par les peuples préhistoriques dans les grottes et les parois rocheuses de certains sites archéologiques. Ces peintures avaient probablement des fonctions rituelles et auraient été considérées comme dotées de pouvoirs magiques, capables de capturer l'âme des animaux représentés et donc d'assurer une bonne chasse. Le plus ancien groupe pariétal connu est situé dans le parc national de la Serra da Capivara, dans le Piauí, qui présente des peintures rupestres datant de 32 000 ans, mais aucune de ces traditions n'a été intégrée dans le courant artistique introduit par le colonisateur, qui est devenu prédominant. Comme l'a dit Roberto Burle Marx, l'art du Brésil colonial est dans tous les cas un art de la métropole portugaise, bien qu'il ait subi sur le sol brésilien plusieurs adaptations dictées par les circonstances spécifiquement locales du processus de colonisation.

## Précurseurs

### Premiers explorateurs

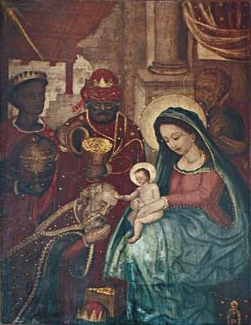
Adoração dos Reis Magos, de Belchior Paulo (XVIe siècle, à Serra).

Parmi les premiers explorateurs de la terre nouvellement découverte, des artistes et des naturalistes ont été chargés de réaliser un registre visuel de la faune, de la flore, de la géographie et des populations indigènes, en ne travaillant qu'à l'aquarelle et à la gravure. On peut citer le Français Jean Gardien (pt), qui a réalisé les illustrations d'animaux pour le livre Histoire d'un Voyage faict en la terre du Brésil, autrement dite Amerique, publié en 1578 par Jean de Léry ; et le Père André Thevet, qui dit avoir fait d'après nature les illustrations de ses trois livres scientifiques publiés en 1557, 1575 et 1584, dont un portrait du chef indien tupinamba Cunhambebe (pt),.
La production des voyageurs montre des traces d'art de la Renaissance tardive — c'est-à-dire maniériste —, et relève davantage de l'art européen, pour le public duquel elle a été produite, que de l'art brésilien, bien qu'elle présente un grand intérêt pour ses paysages et ses portraits de gens des premiers temps de la colonisation. Le premier peintre européen à avoir produit des œuvres au Brésil est le prêtre jésuite Manuel Sanches (ou Manuel Alves), qui est passé par Salvador en 1560 en direction des Indes orientales mais a laissé au moins un panneau peint au collège de la Compagnie de Jésus dans cette ville. Plus important, le frère Belchior Paulo (pt), arrivé au Brésil en 1587 avec d'autres jésuites, a laissé des œuvres de décoration éparpillées dans de nombreux collèges jésuites importants jusqu'à ce que sa trace soit perdue en 1619. Avec Belchior commence effectivement l'histoire de la peinture au Brésil,.

### Pernambuco et les Néerlandais

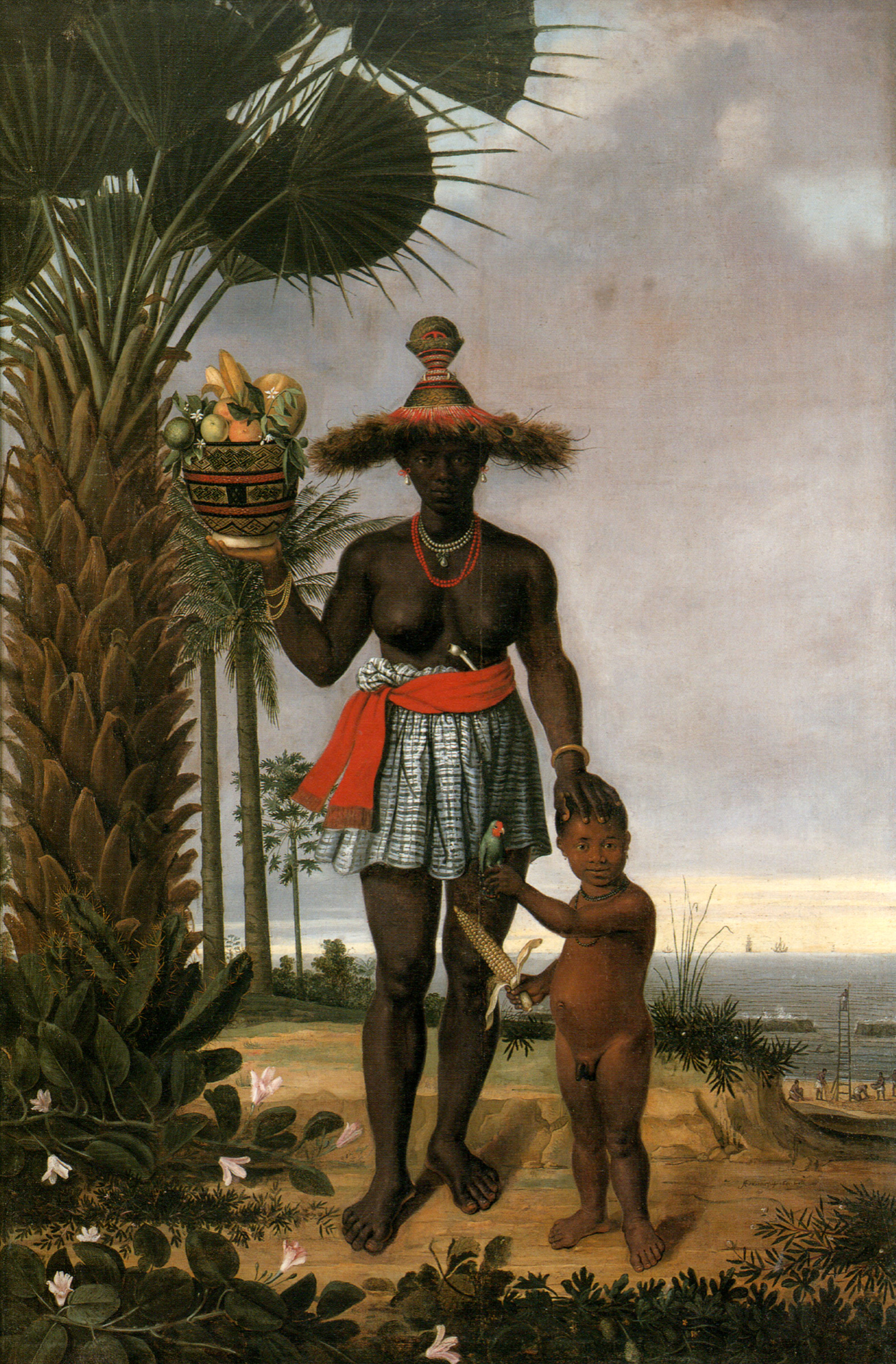
Mulher Africana, de Albert Eckhout (1641, Musée national du Danemark à Copenhague).

Le premier noyau culturel brésilien ressemblant à une cour européenne a été fondé à Recife, également connue comme « Pernambouc », dans la capitainerie de Pernambouc, en 1637 par l'administrateur néerlandais, le comte Jean-Maurice de Nassau-Siegen. Ainsi que l'explique Fernando da Cruz Gouvêa, héritier de l'esprit de la Renaissance, Nassau a mis en œuvre une série d'améliorations administratives et infrastructurelles dans ce qu'on appelle le « Brésil néerlandais ». En outre, il a fait venir dans son entourage une multitude de scientifiques, d'humanistes et d'artistes, qui ont produit sur place une brillante culture profane, et bien qu'il n'ait pas pu atteindre tous ses objectifs élevés, sa présence a permis d'élaborer une œuvre culturelle bien supérieure à ce qui était fait par les Portugais dans d'autres parties du territoire. Deux peintres se sont distingués dans son entourage, Frans Post et Albert Eckhout, réalisant des œuvres qui allient un caractère documentaire méticuleux à une certaine qualité esthétique, et qui constituent jusqu'à aujourd'hui l'une des principales sources pour l'étude du paysage, de la nature et de la vie des indigènes et des esclaves de cette région. Cette production, bien qu'elle soit largement revenue en Europe lors du retrait du comte en 1644, représente, dans le tableau, le dernier écho de l'esthétique de la Renaissance dans les terres brésiliennes.

## Éclosion du baroque

### Contexte général

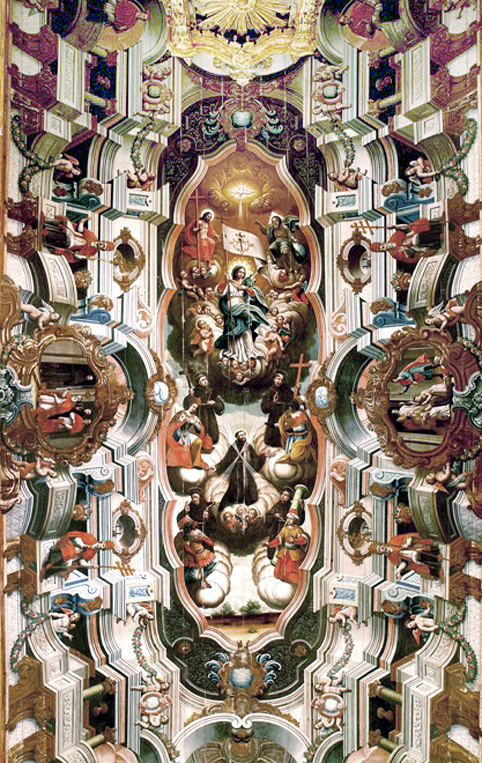
Détail de la Glorificação dos Santos Franciscanos, attribuée à José Joaquim da Rocha (entre 1766 et 1769). Plafond de l'église du Centro Cultural São Francisco, à João Pessoa.

Entre le XVIIe siècle et le XVIIIe siècle, le style de la peinture brésilienne a suivi l'évolution du baroque pratiqué en Europe, un style en réaction au classicisme de la Renaissance. En plus de représenter un courant esthétique, il constitue un véritable mode de vie et donne le ton à toute la culture de l'époque, une culture qui, dans les arts visuels, met l'accent sur l'asymétrie, l'excès, l'expressivité, l'irrégularité, le contraste, le conflit, le dynamisme, le drame, la grandiloquence, la dissolution des limites, ainsi qu'un goût accentué par les effets de l'opulence et de la somptuosité, devenant un véhicule parfait pour l'Église catholique de la Contre-Réforme et les monarchies absolutistes montantes peuvent exprimer visiblement leurs idéaux. Les structures monumentales érigées au cours du baroque, comme les palais, les grands théâtres et les grandes églises, ont cherché à créer un impact de nature spectaculaire et exubérante, proposant une intégration entre les différents langages artistiques et tenant l'observateur dans une atmosphère cathartique et passionnée. Pour Sevcenko, aucune œuvre d'art baroque ne peut être adéquatement analysée sans rapport avec son contexte, car sa nature est synthétique, agglutinante et impliquante. Cette esthétique était largement acceptée dans la péninsule ibérique, en particulier au Portugal, dont la culture, en plus d'être essentiellement catholique et monarchique, était imprégnée de millénarisme et de mysticisme, favorisant une religiosité caractérisée par une intensité émotionnelle. Du Portugal, le mouvement s'est déplacé vers sa colonie en Amérique, où le contexte culturel des peuples indigènes, marqué par le ritualisme et la festivité, a fourni une toile de fond réceptive,.
Le baroque au Brésil a été formé par un réseau complexe d'influences européennes et locales, bien que généralement coloré par l'interprétation portugaise du style. Il faut rappeler que le contexte dans lequel le baroque s'est développé dans la colonie était complètement différent de celui qui lui a donné naissance en Europe. Dans la colonie, l'environnement était marqué par la pauvreté et la pénurie, et tout restait à faire. Contrairement à l'Europe, il n'y avait pas de cour ; l'administration locale était confuse, inefficace et lente, ouvrant un vaste champ d'activité à l'Église et à ses bataillons missionnaires, qui administraient au-delà des offices divins une série de services civils tels que les registres des naissances et des décès. Ils ont été à l'avant-garde de la conquête de l'intérieur du territoire, servant d'évangélisateurs et de pacificateurs des peuples indigènes, fondant de nouveaux établissements, organisant une grande partie de l'espace urbain sur la côte et dominant l'enseignement et l'assistance sociale ; ils ont maintenu de nombreux collèges et orphelinats, hôpitaux et asiles. En construisant de grands temples et couvents décorés avec luxe et en revigorant l'environnement culturel dans son ensemble, l'Église a pratiquement monopolisé la peinture coloniale brésilienne, avec une rare expression profane,. Castilho Costa rappelle également que le temple catholique n'était pas seulement un lieu de culte, mais également le lieu le plus important de fraternisation du peuple, un centre de transmission des valeurs sociales de base et souvent le seul lieu sûr dans la vie souvent turbulente de la colonie. Bientôt enraciné, se confondant avec une grande partie de l'identité et du passé nationaux et leur donnant forme, le baroque a été appelé par l'écrivain Affonso Romano de Sant'Anna « l'âme du Brésil ».

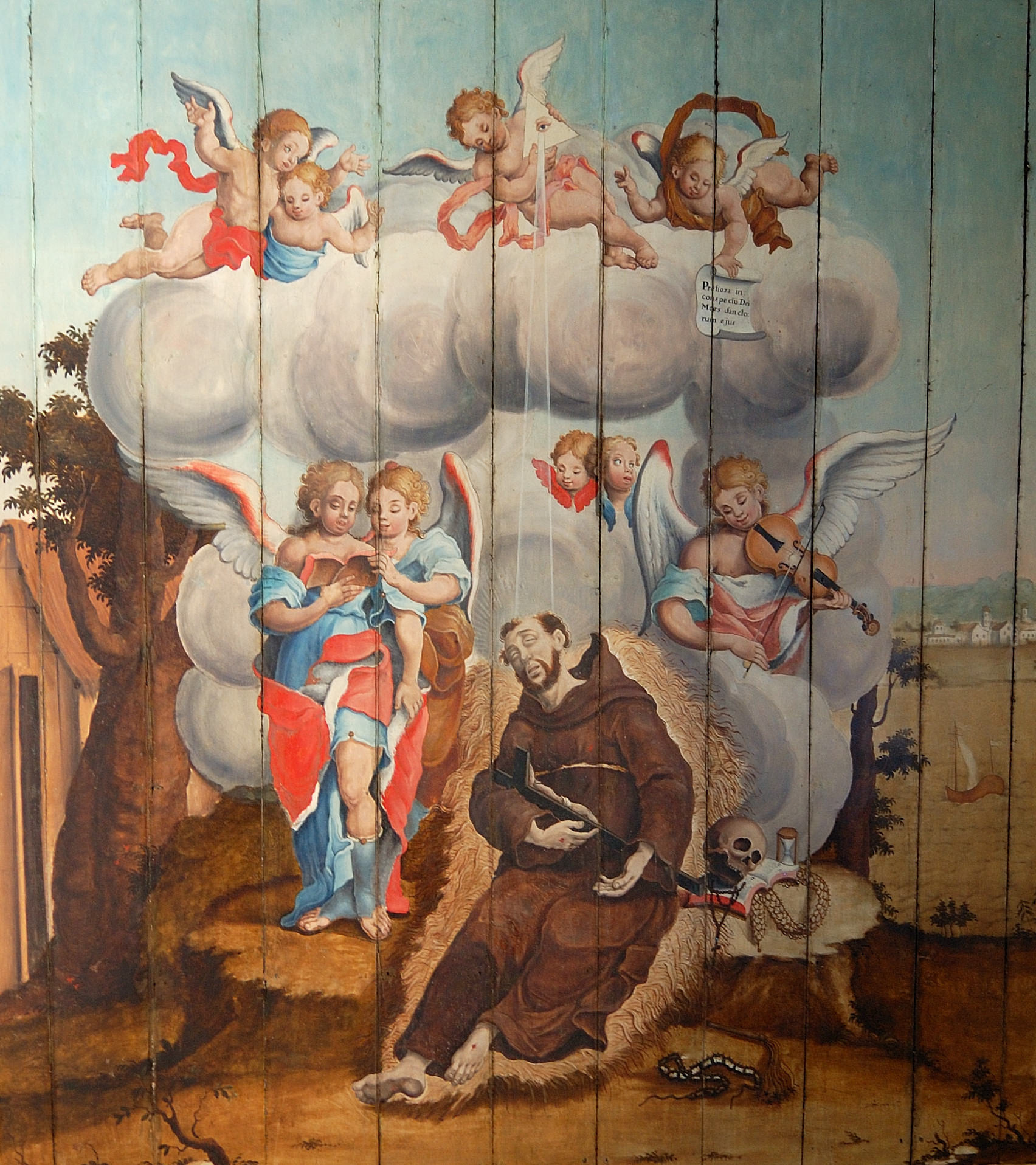
São Francisco de Assis agonizante, de Mestre Ataíde (c. 1800, église du Tiers-Ordre de Saint François d'Assise, à Mariana).

Dominant le panorama artistique colonial, la peinture parrainée par l'Église catholique visait essentiellement à jouer un rôle didactique, selon les principes définis par la Contre-Réforme. En termes techniques, cela signifiait la forte dépendance de l'art à un contenu narratif programmatique, où le dessin occupe un rôle central en tant que définisseur et organisateur de l'idée, la couleur restant un élément secondaire, fournissant essentiellement l'accent nécessaire pour la meilleure efficacité fonctionnelle du dessin. Dans ce contexte, la peinture coloniale est toujours rhétorique, et entend présenter au public une leçon morale, en utilisant une série de conventions formelles significatives et d'éléments plastiques symboliques qui étaient alors de compréhension générale. À titre d'exemple, la scène de São Francisco de Assis agonizante (saint François d'Assise en agonie, c. 1800) de Mestre Ataíde, peinte dans l'église du Tiers-Ordre de Saint François d'Assise (pt) à Mariana, montre le saint tenant une croix, à côté de laquelle se trouve un ensemble d'objets associés à la pénitence et à la fugacité de la vie : le crâne, le sablier, le chapelet, le livre, le fouet et la cilice. Au-dessus, un ange joue du violon, une image traditionnellement liée au saint, tandis que d'autres l'attendent parmi les nuages du Paradis et pointent vers un triangle avec un œil au centre, une figure symbolique traditionnelle de la Sainte Trinité, qui jette un rayon de lumière sur le saint ; tout cela signifiant la fin de ses épreuves terrestres et la conquête du prix de la vie éternelle. Dans l'ensemble de l'image, le dessin précis, avec des contours clairs, garantit la reconnaissance immédiate de chaque objet qui compose la scène et la compréhension du message proposé.
Au XVIIIe siècle, à la suite de l'expansion du territoire colonisé, à l'enrichissement de certains ordres religieux et confréries, ainsi que de riches mécènes, à la croissance des villes et à la relative stabilité économique, la peinture brésilienne abandonne son caractère ponctuel, se répand, se multiplie et mûrit, devenant une école. Comme c'était la règle pendant la période coloniale dans tout le Brésil, la grande majorité des œuvres qui nous sont parvenues ont une paternité inconnue, et une grande partie a certainement été produite par des religieux de divers ordres ; d'autre part, il existe une quantité considérable de noms d'artistes enregistrés dans les archives ecclésiastiques, attestant d'une grande activité picturale, mais sans nous donner d'indications sur les œuvres qu'ils auraient réalisées et généralement sans données biographiques. Comme l'explique Teixeira Leite :

« Toute la peinture coloniale est liée aux tendances et aux styles européens, cherchant à les imiter avec un décalage chronologique compréhensible, et avec des ressources techniques limitées. Les influences flamandes, espagnoles et, dans une moindre mesure, italiennes, souvent absorbées par les reproductions en gravure d'œuvres européennes célèbres, filtrent à travers la vision portugaise pour former un ensemble d'œuvres respectables, où un sens chromatique vif anime parfois un dessin brut et improvisé, au goût éminemment populaire. »

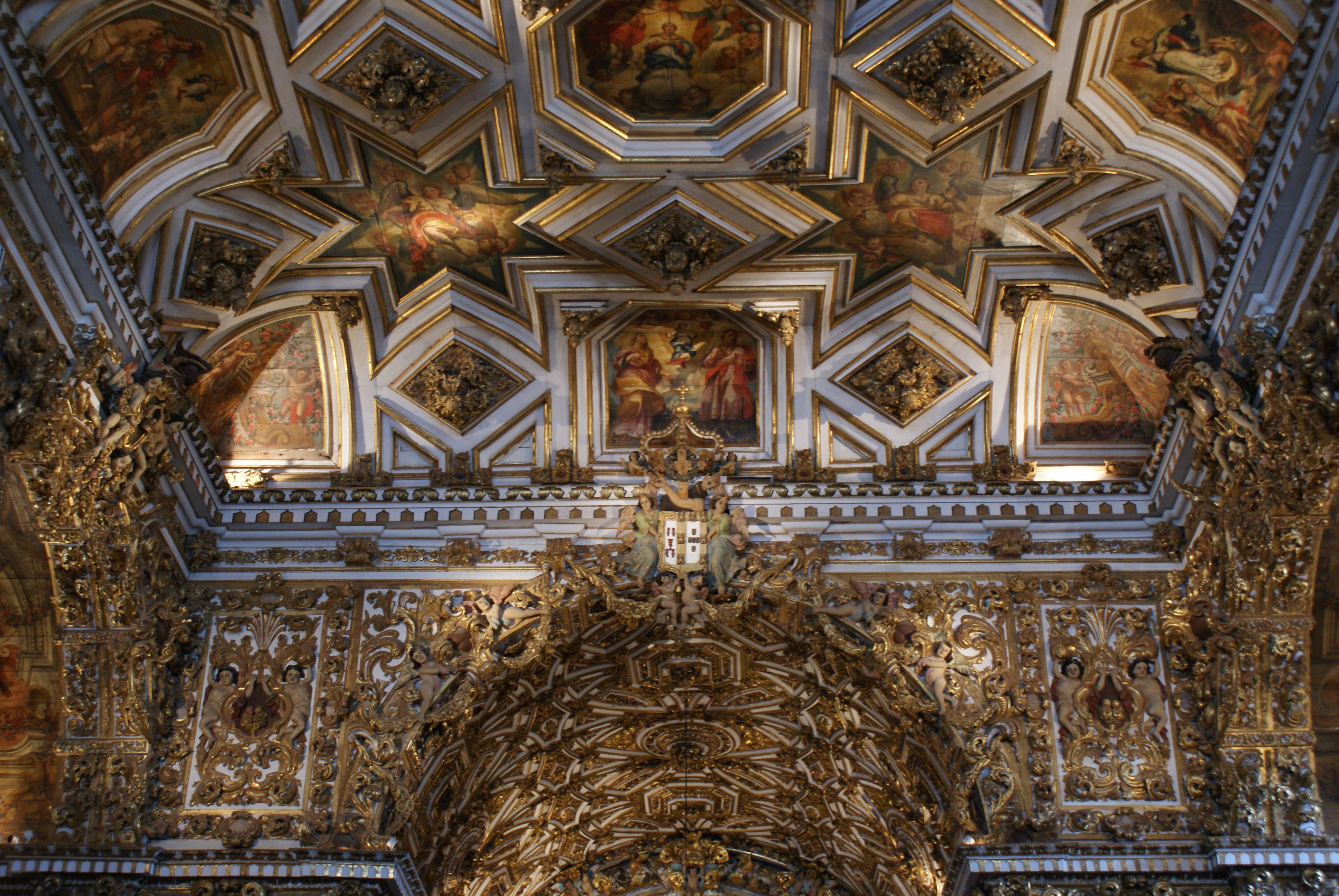
Intérieur de l'église du Convent de Saint-François, à Salvador. Le plafond est recouvert de peintures insérées dans des médaillons crantés, s'intégrant dans le programme décoratif global de l'ensemble architectural.

Ces influences hétérogènes sont les grandes responsables du caractère multiforme et de la faible unité formelle de la peinture baroque de la colonie brésilienne, et même dans l'œuvre d'un même artiste, les grandes divergences stylistiques sont fréquentes. Cela est vérifiable même dans le cas du plus grand peintre de cette période, Mestre Ataíde, qui a travaillé dans la région de Minas Gerais. Un autre aspect important de la peinture coloniale brésilienne est la popularisation, à partir du XVIIIe siècle, du genre de l'ex-voto, un mémorial visuel en action de grâces pour quelque bénéfice reçu par l'intercession d'un saint, qui est devenu un trait caractéristique de la religiosité populaire, dynamisant un grand marché et possédant, en outre, une grande valeur documentaire. En général, les ex-votos sont l'œuvre d'artisans anonymes ; ils célèbrent la guérison de certaines maladies, et leur iconographie montre généralement le patient sur un lit à côté d'une épiphanie de son saint patron, ou la partie du corps affligée par le mal.
La condition sociale des peintres et les circonstances de leur travail dans le Brésil colonial sont encore peu connues, ce qui donne lieu à un débat académique. On ne sait pas exactement si l'activité du peintre relevait des arts libéraux, disposant d'une relative autonomie, ou si elle restait subordonnée aux statuts des arts mécaniques et artisanaux. Selon Pietro Maria Bardi, la société luso-brésilienne aurait été guidée par les règles des guildes d'artisans, les anciennes guildes médiévales, régies par des statuts définis en 1572 à Lisbonne, avec toutefois une tendance pour les peintres et les sculpteurs à se rapprocher progressivement des professionnels libéraux, conformément aux documents émis par le bureau du médiateur à Rio de Janeiro en 1741. Au Portugal, le statut libéral avait déjà été signé pour les peintres, mais dans la colonie, les conditions réelles du marché du travail étaient encore très artisanales et laissaient les artistes dans une position douteuse. D'une manière générale, il semble que la forme corporative ait été la forme prédominante jusqu'à l'avènement de l'Empire, organisée de la manière suivante : le maître peintre était au sommet de la hiérarchie, il était responsable en dernier ressort des travaux et de la formation et de la qualification des nouveaux apprentis ; en dessous se trouvait l'officier, un professionnel préparé, mais sans diplôme, à terminer les grands travaux ; puis venaient les assistants, les jeunes apprentis, et les esclaves restaient à la base.

### Écoles régionales

#### Bahia

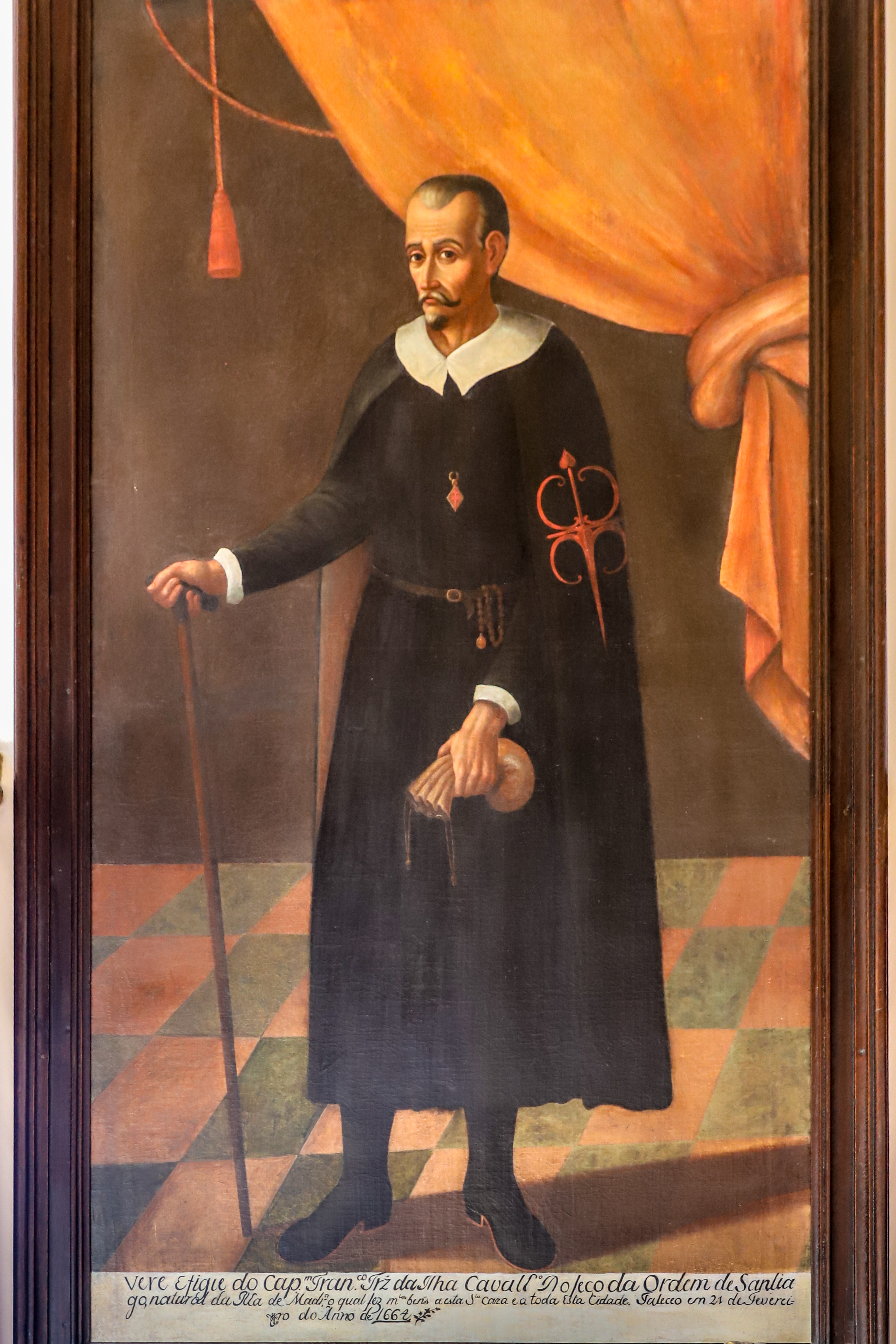
Retrato do Capitão Francisco Fernandes da Ilha, de Lourenço Veloso (1699,, à Salvador).

À Bahia, la première école de peinture régionale a été formée, et l'une des plus importantes, active depuis l'arrivée de Manuel Alves et de Belchior Paulo au milieu du siècle précédent. Plus connu est le frère Eusébio de Matos (pt), qui a peut-être étudié à la cour néerlandaise de Nassau ; Lourenço Veloso (pt), dont le seul tableau restant, Retrato do Capitão Francisco Fernandes da Ilha (« Portrait du capitaine Francisco Fernandes da Ilha », 1699), se trouve à la Santa Casa de Salvador ; João Álvares Correia a travaillé à la peinture et à la dorure de la sacristie de la Santa Casa de Misericórdia et, en 1714, a terminé les 24 peintures du revêtement de la chapelle principale de l'ordre de la Terceira do Carmo, à Salvador, et a peut-être été l'auteur de certaines œuvres conservées de l'ordre de la Terceira do Carmo de Rio de Janeiro ; et Francisco Coelho a peint une Santa Ceia (Sainte Cène) et quinze autres figures de saints et de personnalités de la Compagnie de Jésus pour le collège des jésuites de Bahia.

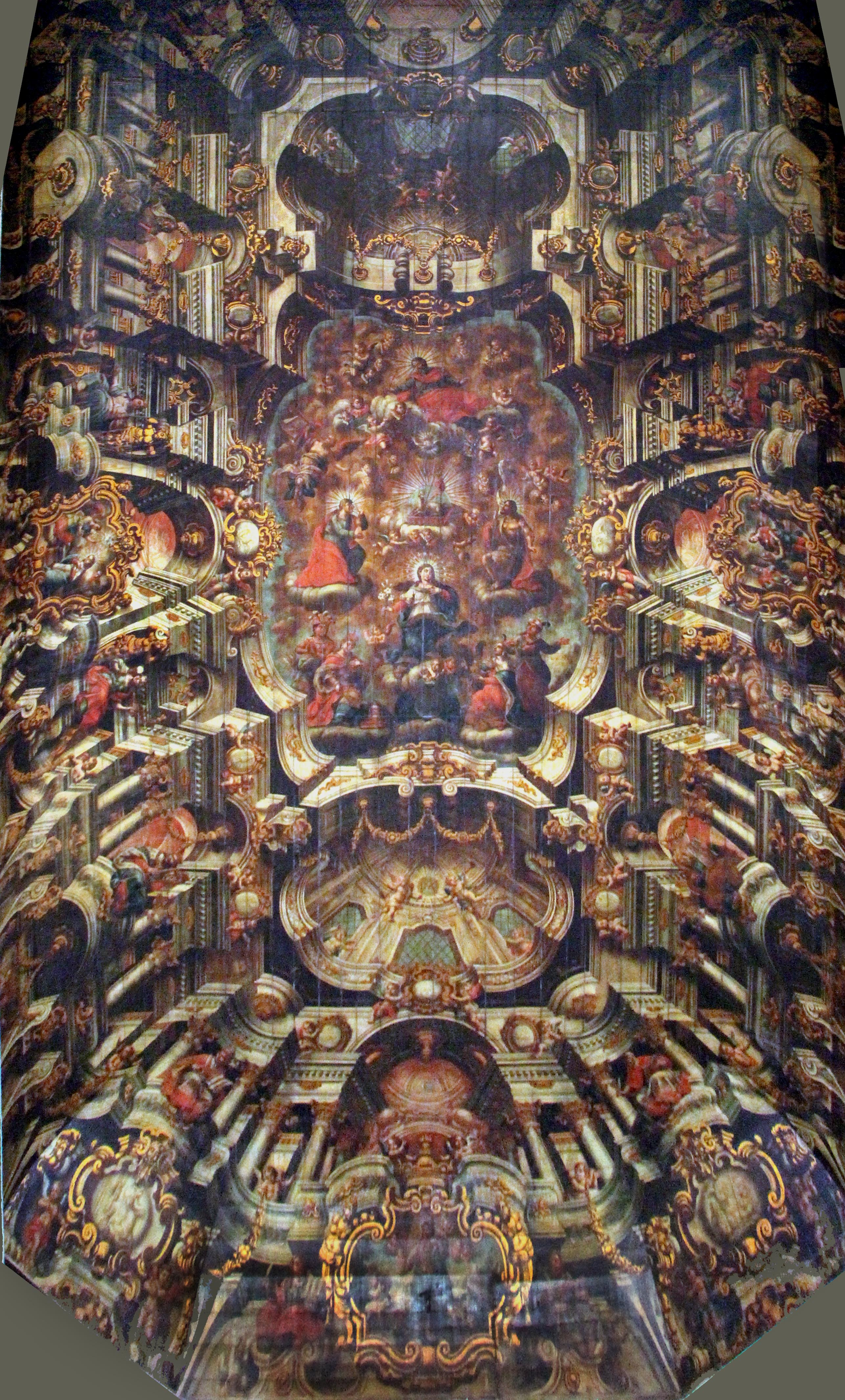
A Glorificação do Cordeiro de Deus, quadratura au plafond de la.

Antônio Simões Ribeiro, qui est arrivé à Salvador vers 1735 et a travaillé dans plusieurs églises locales, a été l'initiateur à Bahia de la technique de peinture de l'illusion architecturale sur les plafonds des églises, une ressource systématisée par l'Italien Andrea Pozzo dans son traité Perspectiva Pictorum atque Architectorum. Cette décoration produit un effet scénographique typique du baroque, car elle offre des illusions d'architectures ouvertes sur l'espace, à la rencontre de cieux où planent des saints, des anges et d'autres figures glorieuses de l'Église. Ribeiro a laissé une grande postérité artistique. Parmi ses étudiants les plus remarquables figure Domingos da Costa Filgueira (pt),.
Un autre groupe a travaillé autour de José Joaquim da Rocha, qui semble enregistré en 1764 comme assistant du peintre Leandro Ferreira de Souza, mais son nom est perdu jusqu'en 1769, date à laquelle il a peut-être étudié à Lisbonne. Il a peint le plafond de la basilique de Nossa Senhora da Conceição da Praia (pt), l'une de ses meilleures réalisations, qui lui a valu la célébrité en son temps comme le meilleur peintre de Bahia, surpassant son rival Filgueira, qui n'a jamais réalisé d'œuvre majeure. Dans les années suivantes, Rocha a peint plusieurs autres plafonds en perspective, restant en activité jusqu'au début du XIXe siècle. Parmi ses disciples, on compte Antônio Pinto et Antônio Dias, auteurs du tableau du revêtement de la nef de Matriz do Passo, à Salvador, et Antônio Joaquim Franco Velasco (pt), mais surtout José Teófilo de Jesus (pt). Teófilo étudie à Lisbonne et entre en contact avec Pedro Alexandrino de Carvalho (pt), devenant à partir de 1816 le peintre le plus remarquable de Bahia jusqu'à sa mort en 1847, bien que sa prédilection soit la peinture de chevalet. Il laisse une œuvre volumineuse et de qualité, exceptionnelle aussi pour avoir abordé de nombreux thèmes profanes. Il a travaillé jusqu'à un âge avancé, mais n'a formé qu'un seul élève. D'autres élèves de José Joaquim da Rocha sont Manoel José de Souza Coutinho, Mateus Lopes, José da Costa Andrade, João Nunes da Mata.

#### Pernambuco

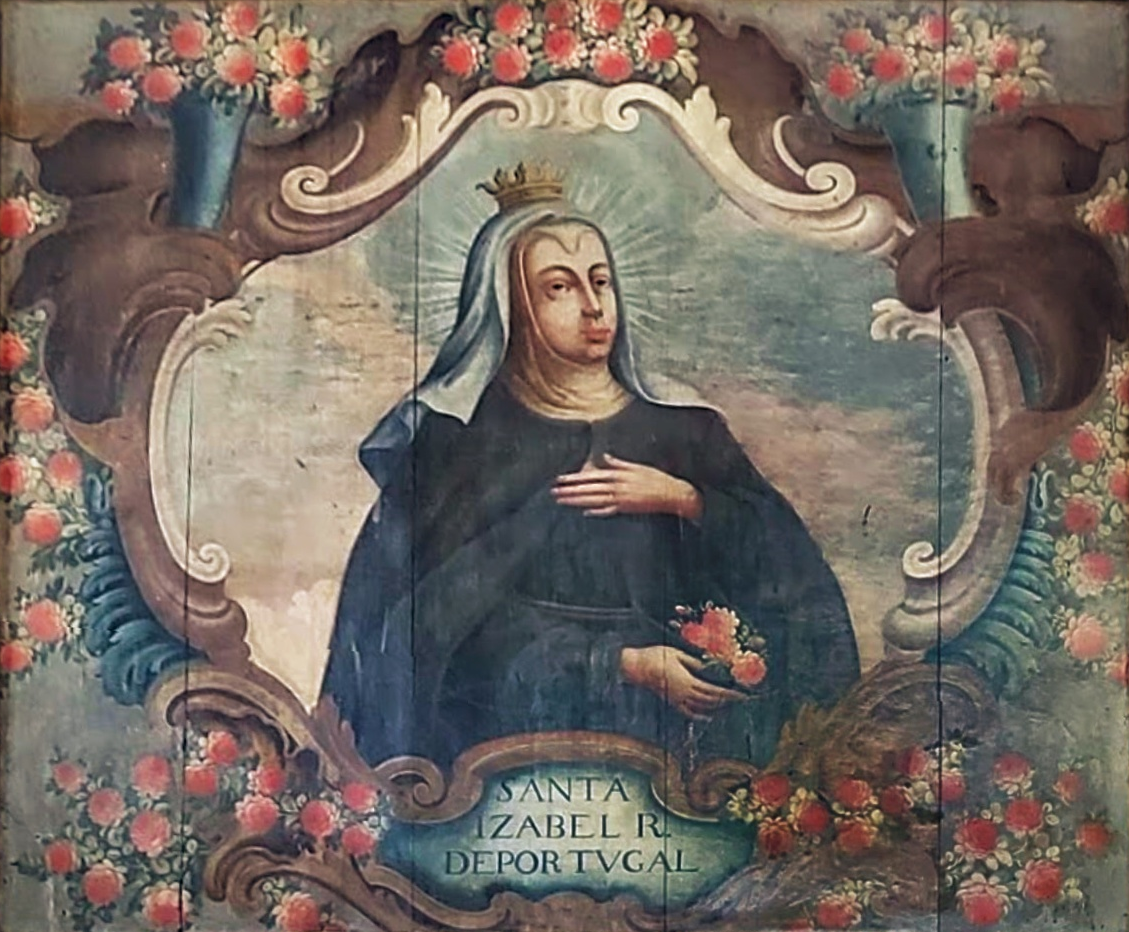
Santa Izabel R. de Portugal, de (XVIIIe siècle, Chapelle d'or du Tiers-Ordre de Saint François d'Assise de la Pénitence, à Recife).

Les premières expressions notables de la peinture baroque au Pernambouc se trouvent dans la Chapelle d'or du Tiers-Ordre de Saint François d'Assise de la Pénitence, à Recife. D'une paternité incertaine, Gonsalves de Melo a proposé que certaines des peintures de saints et de saintes aient été réalisées par José Pinhão de Matos (d), peut-être le meilleur peintre du Pernambouc en activité à son époque. La chapelle abrite également deux grands panneaux de date ultérieure, représentant les principaux martyrs franciscains. Les panneaux importants de l'église Saint-Cosme et Damien à Igarassu, illustrant des épisodes de l'histoire de la ville, et de nombreuses autres pièces dispersées dans différentes villes, notamment Olinda, sont également sans auteur défini. Les principaux artistes baroques du Pernambouc étaient João de Deus Sepúlveda (pt), José Eloi et Francisco Bezerra, avec les figures plus petites mais aussi intéressantes de Manuel de Jesus Pinto (pt), João José Lopes da Silva, Sebastião Canuto da Silva Tavares, Luis Alves Pinto et José Rebelo de Vasconcelos.
Sepúlveda, le plus important du groupe, est issu d'une famille d'artistes et a laissé des œuvres remarquables dans l'église du Tiers-Ordre du Mont Carmel (pt), dans la Concatedral de São Pedro dos Clérigos (pt) et dans l'église de Notre Dame de la Conception des Militaires. José Eloi a réalisé plusieurs panneaux pour le monastère de São Bento de Olinda (pt), avec un style original. Bezerra est l'auteur des dix panneaux sur la vie de Saint Pierre qui ornaient autrefois le plafond du Concatedral de São Pedro dos Clérigos, et qui ont été perdus, mais on peut évaluer son talent par les scènes de la vie de Saint Benoît qu'il a exécuté en 1791 pour la sacristie de l'église du monastère de Saint Benoît d'Olinda.

#### Maranhão et Pará

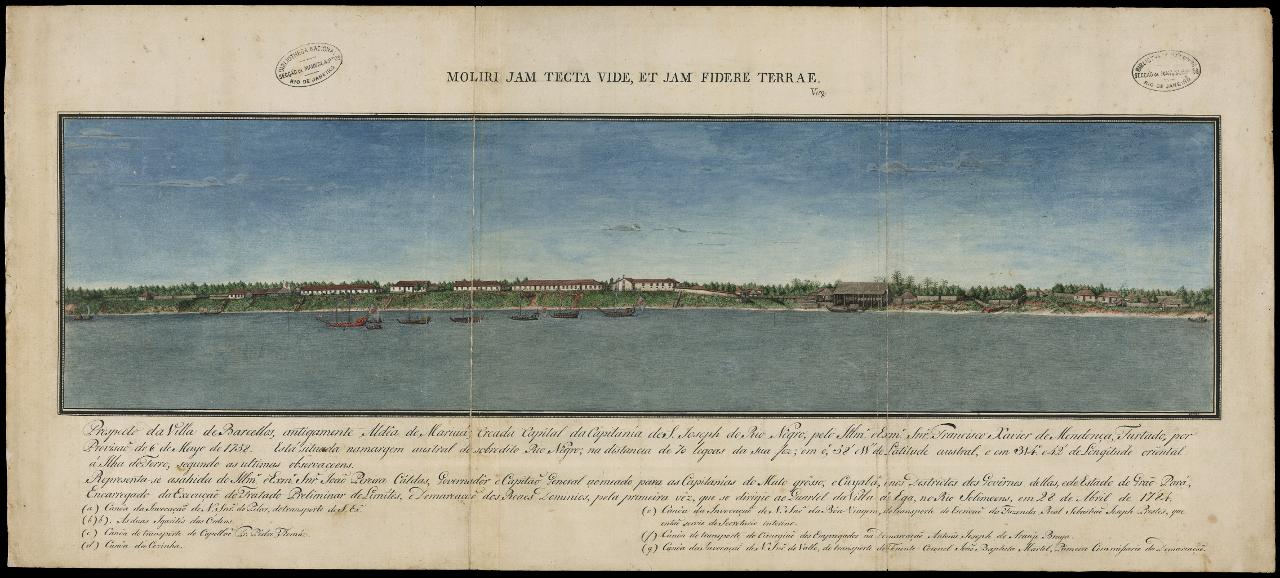
Vue du village de Barcelos, ancienne Aldeia de Mariuá. Expédition scientifique d'Alexandre Rodrigues Ferreira (1756-1815). Dessin de José Joaquim Freire (publié en 1784, Bibliothèque nationale du Brésil).

Parmi les artistes du Maranhão et du Pará dont on dispose d'informations biographiques figurent Luís Correia et Agostinho Rodrigues. Du premier, aucune œuvre n'a cependant été identifiée avec certitude, mais il se peut qu'il ait aidé Rodrigues et João Xavier Traer, comme le pense Germain Bazin, à peindre des panneaux dans l'église de São Francisco Xavier, à Belém. Baltazar de Campos (pt) a produit des toiles sur la vie du Christ pour la sacristie de l'église Saint-François-Xavier, et João Felipe Bettendorff a décoré plusieurs églises de la région. Deux aquarellistes du Real Gabinete de História Natural do Museu da Ajuda de Lisboa, Joaquim José Codina et José Joaquim Freire, qui ont accompagné Alexandre Rodrigues Ferreira lors son expédition de 40 000 kilomètres à travers la forêt amazonienne entre 1783 et 1792, ont produit une documentation visuelle considérable de cette région, aujourd'hui dispersés entre le Portugal et le Brésil, qui mérite d'être signalée,.

#### Rio de Janeiro

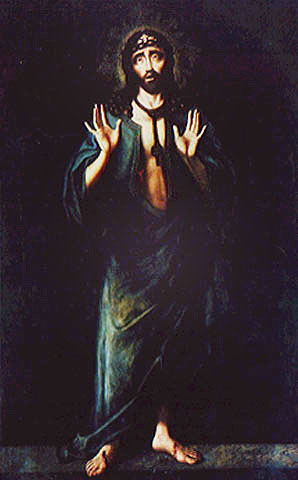
Senhor dos Martírios (c. 1690, dans la sacristie du monastère de Saint-Benoît, à Rio de Janeiro).

L'école de peinture fluminense est la mieux documentée. Elle a été fondée avec l'arrivée du frère allemand Ricardo do Pilar (pt) au milieu des années 1660. Son œuvre la plus connue se trouve dans la sacristie du monastère de Saint-Benoît : il s'agit d'un grand panneau représentant le Senhor dos Martírios (Seigneur du Martyre), datant des dernières années de sa vie et montrant des affinités avec les peintures flamandes-portugaises des XVe et XVIe siècles. En 1732, Caetano da Costa Coelho (pt) a réalisé pour l'église du Tiers-Ordre de São Francisco da Penitência la première peinture en perspective réalisée au Brésil, anticipant ainsi l'introduction de la technique à Bahia. Pour Araújo Porto-alegre, le véritable disciple du frère Ricardo et chef de l'école de peinture fluminense était José de Oliveira Rosa (pt), peintre de thèmes religieux, d'allégories et de portraits. Son œuvre la plus importante est le grand panneau décoratif, déjà détruit, de la salle d'audience du Palais impérial, représentant le Gênio da América (Génie de l'Amérique) ; mais d'autres pièces restent dans l'ancienne église des Carmélites et le Monastère de Saint-Benoît. Manuel da Cunha (pt), un esclave, a très tôt fait preuve d'un talent artistique, obtenant plus tard l'autorisation d'étudier avec João de Souza, pour se perfectionner ensuite à Lisbonne. Porto-alegre lui attribue la paternité du revêtement de la chapelle du Senhor dos Passos et des peintures à thème religieux réalisées pour l'église Saint-François-de-Paule. Cunha était également enseignant, maintenant dans sa résidence un cours régulier d'une durée de sept ans.

#### Minas Gerais
Un autre noyau important a émergé dans la région du Minas Gerais à la suite des cycles de l'or et du diamant, où il y a eu une riche floraison urbaine avec de nombreuses nouvelles églises nécessitant une ornementation interne. Jusqu'en 1755, la peinture de Minas Gerais imite les tendances qui se développent dans les régions côtières, sans toutefois parvenir à une véritable intégration avec l'architecture, et avec un style archaïque et lourd. Un exemple typique de cette première phase est le revêtement de la nef de la basilique mineure de Notre Dame du Pilar (pt), à Ouro Preto.
La deuxième phase est délimitée par l'introduction de la peinture en perspective d'Antônio Rodrigues Belo, auteur du revêtement de la chapelle principale de Notre Dame de Cachoeira do Campo (pt), à Ouro Preto. Désormais, les garnitures des caissons sont remplacées par du carton ondulé, plus adapté pour recevoir le nouveau type de décoration picturale. Dans un troisième temps, à la fin du XVIIIe siècle, la peinture perspectiviste déborde des limites naturelles de l'architecture dans des ensembles de grande fantaisie imaginative, déjà décrits dans l'esthétique du Rococo. Deux centres principaux se distinguent dans la région minière : Diamantina et Ouro Preto. La première, plus ancienne, était animée par la production de José Soares de Araújo et de ses disciples, un peu comme l'œuvre bahianaise, dans des compositions sévèrement structurées, de couleur sombre et de forte veine dramatique.

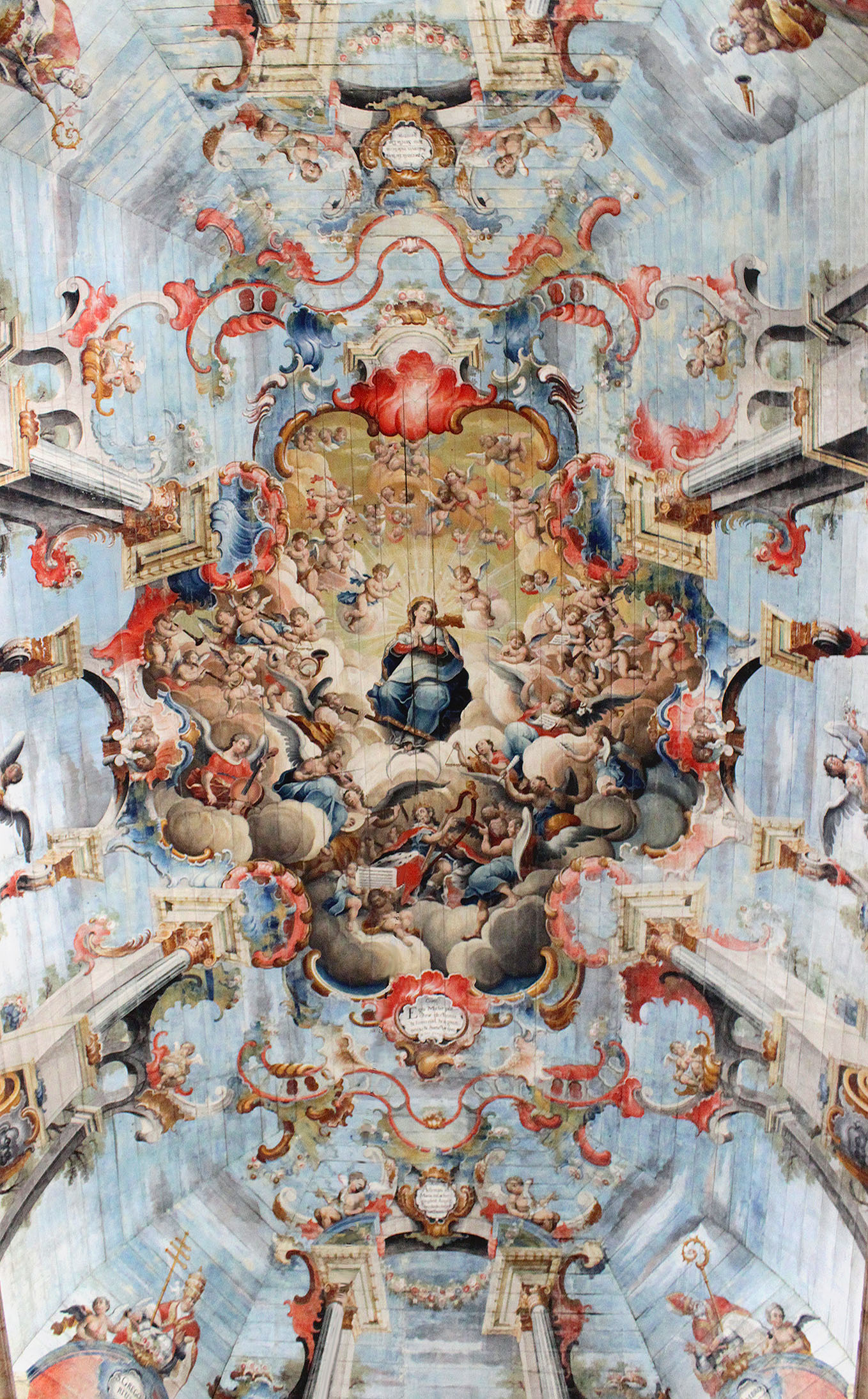
Glorificação de Nossa Senhora, peinture en trompe l'œil de Mestre Ataíde au plafond de l'église Saint-François-d'Assise d'Ouro Preto (1804).

Le noyau d'Ouro Preto était très différent, marqué par des couleurs riches et des formes légères, typiquement rococo, montrant souvent l'influence des styles orientaux. Ce centre tient dans l'œuvre de Mestre Ataíde son apogée ; le plafond qu'il a peint dans l'église Saint-François-d'Assise d'Ouro Preto, représentant l'Assomption de la Vierge parmi les anges musiciens et les saints, est considéré comme le point culminant de toute la peinture coloniale brésilienne. Ataíde a également laissé plusieurs tableaux de chevalet, comme la série représentant des scènes de la vie d'Abraham, dans l'église de São Francisco de Ouro Preto, et la célèbre Ceia do Senhor (Cène du Seigneur), du Colégio do Caraça (pt), l'une de ses dernières œuvres et la seule qui soit signée et datée. Ataíde a également collaboré avec le célèbre Aleijadinho qui a peint les statues du Chemin de croix du Sanctuaire de Bom Jesus de Matosinhos à Congonhas. Il faut aussi mentionner João Nepomuceno Correia e Castro, Joaquim José da Natividade (pt), Antônio Martins da Silveira (pt), Joaquim Gonçalves da Rocha (pt) et Silvestre de Almeida Lopes (pt).
La Capitainerie de Minas Gerais avait la particularité d'être empêchée, par volonté royale, d'accueillir les ordres religieux conventuels et missionnaires, qui étaient les plus grands mécènes de l'art pour le reste du Brésil colonial, puisque la priorité administrative était l'exploitation de l'or et des diamants et non l'évangélisation des mécréants. Ainsi, la religiosité et l'art sacré dans la région dépendaient beaucoup de l'organisation de confréries laïques, des institutions d'origine médiévale qui fournissaient une assistance à leurs membres et finançaient également la construction et la décoration de nombreux temples et chapelles. Plusieurs de ces confréries étaient formées de noirs et de mulâtres, ce qui explique l'apparition de représentations ethniques correspondantes dans l'art, même lorsque les saints, les papes et les docteurs de l'Église étaient considérés comme blancs, ce qui, selon les mots de Carla Oliveira, a en quelque sorte subverti le discours visuel européen et a fait une déclaration de classe et d'ethnicité « dans une société coloniale qui en tout niait les qualités des métis et des noirs ».

#### São Paulo

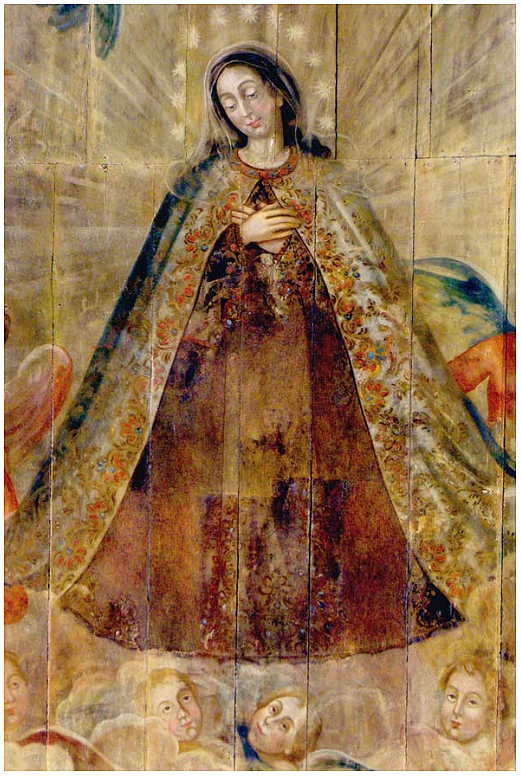
Détail du plafond de l'église du Tiers-Ordre du Carmel de São Paulo, de Jesuíno do Monte Carmelo (entre 1796 et 1798).

La province de São Paulo, qui à l'époque de la colonie comprenait les états actuels de São Paulo et du Paraná, n'a jamais développé une école de peinture comparable aux centres mentionnés précédemment, avec peu d'artistes et une économie beaucoup moins dynamique. Cependant, une modeste école régionale s'est formée surtout à partir de l'œuvre de José Patrício da Silva Manso (pt) au milieu du XVIIIe siècle, bien que de rares exemples soient apparus auparavant, notamment des œuvres dans des genres très rares au Brésil, comme un portrait équestre de Francisco Nunes de Siqueira par João Moura, dans la capitale, et des décorations dans un style similaire au grotesque du maniérisme italien, dans la chapelle de la Fazenda Santo Antônio, à São Roque. Le chef-d'œuvre de Manso était peut-être le revêtement de la chapelle principale de l'église Nossa Senhora da Candelária (pt) à Itu, ce qui trahit l'influence de la peinture d'illusion architecturale pratiquée à Minas Gerais.
Le frère Jesuíno do Monte Carmelo (pt) a été l'élève de Manso, considéré par Mário de Andrade comme le principal peintre colonial de São Paulo, mettant en valeur dans sa production les œuvres des églises de Nossa Senhora do Carmo d'Itu et de São Paulo, marquées par la veine naïve du peintre populaire. Manoel do Sacramento et Antônio dos Santos, à qui sont attribuées les peintures de l'église du Tiers-Ordre du Mont Carmel à Mogi das Cruzes, de grande qualité, s'approchent dans le style de la peinture du Minas Gerais, et ont peut-être été eux-mêmes mineurs. Le dernier peintre important de São Paulo fut Miguel Arcanjo Benício da Assunção Dutra, connu sous le nom de Miguelzinho Dutra (pt), qui, bien qu'il fût déjà actif dans l'Empire, poursuivit la tradition précédente. Il a travaillé à l'église Notre-Dame de la Bonne Mort de Piracicaba, mais s'est surtout distingué par ses aquarelles naïves, dans lesquelles il a dépeint des aspects de la ville et des personnages populaires, une production d'une valeur documentaire uniquement comparable à l'œuvre d'Hercule Florence, membre de l'expédition Langsdorff (pt). Au Paraná, Joaquim José de Miranda et João Pedro (dit O mulato, le métis) sont les auteurs de gouaches et d'aquarelles qui représentent des personnages populaires et des scènes historiques dans un style naïf.

#### Autres centres
Le Mato Grosso, Goiás et Rio Grande do Sul ont également eu une certaine production en peinture, mais toujours à une échelle plus réduite que São Paulo. Francisco Xavier de Oliveira (pt), actif dans le Mato Grosso principalement comme cartographe, a peut-être été l'auteur de quelques portraits pour la Câmara de Cuiabá ; le père José Manuel de Siqueira a joué le rôle d'illustrateur, et João Marcos Ferreira a travaillé sur le retable de l'église de la Matriz do Senhor Bom Jesus de Cuiabá ; Reginaldo Fragoso de Albuquerque et Antônio da Costa Nascimento ont travaillé à Pirenópolis ; Bento José de Souza, de Vila Boa de Goiás, a réalisé plusieurs retables pour des églises locales, et André Antônio da Conceição a été l'auteur du plafond de l'église São Francisco de Paula dans le même village. Dans le Rio Grande do Sul, il y a des rapports d'activité picturale dans le cadre des réductions jésuites, mais toute la production a été perdue.

#### Galerie d'œuvres du baroque brésilien

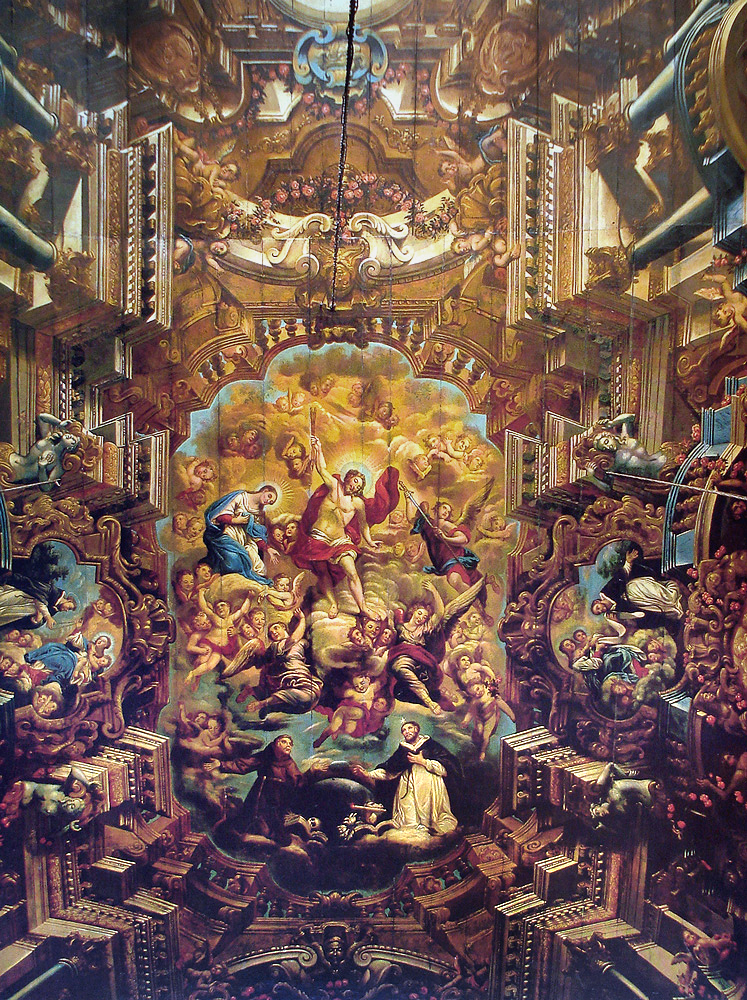
José Joaquim da Rocha, Apoteose de São Domingos (n. d., église de São Domingos, Salvador).
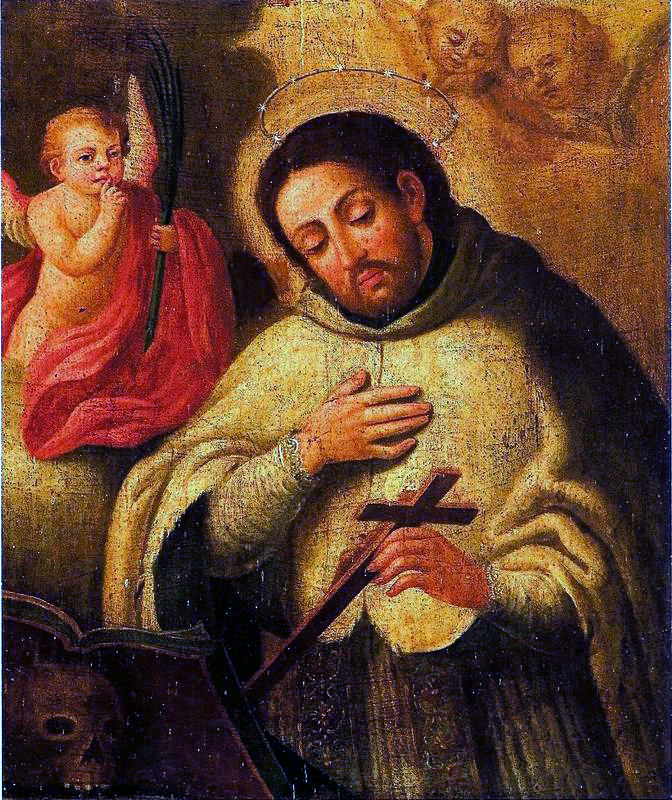
Veríssimo de Freitas (pt), São João Nepomuceno (n. d., Musée Afro Brasil, São Paulo).
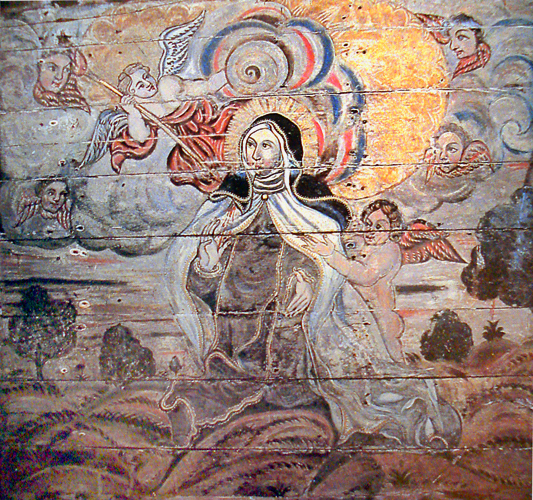
Anonyme, Santa Teresa, église du Carmel (n. d., São Cristóvão).
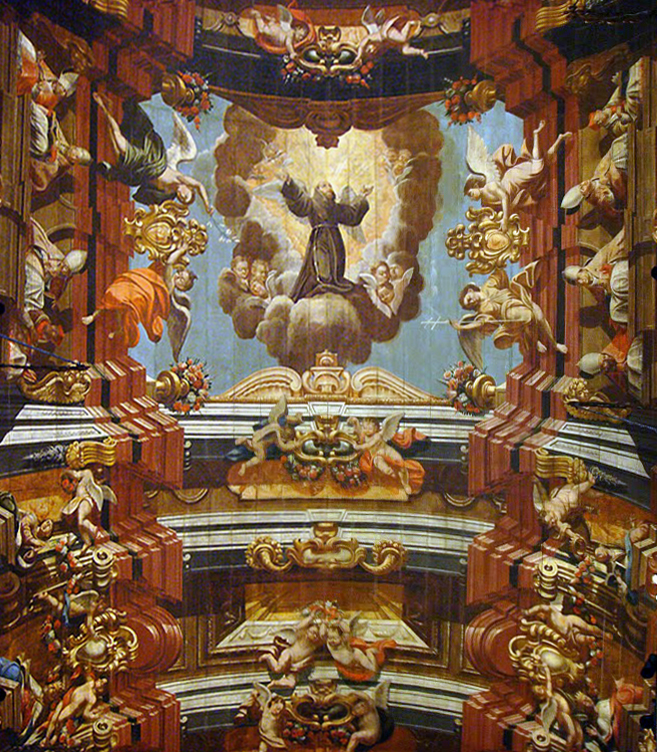
Caetano da Costa Coelho (pt), Glorificação de São Francisco (1732, église du Tiers-Ordre de Saint-François de la Pénitence, Rio de Janeiro).
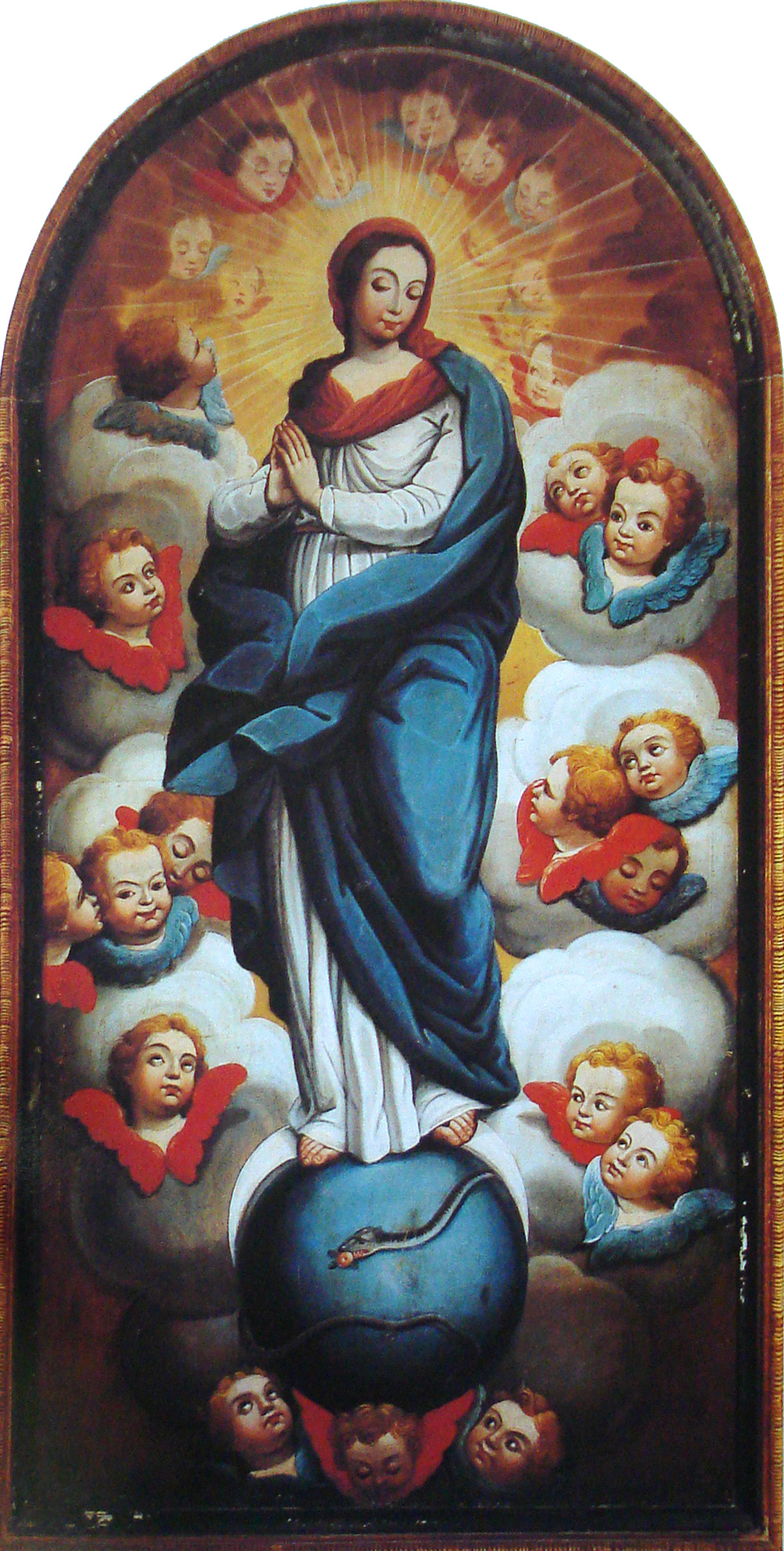
João Nepomuceno Correia e Castro, Imaculada Conceição (n. d., Musée de la confiance (pt), Ouro Preto).
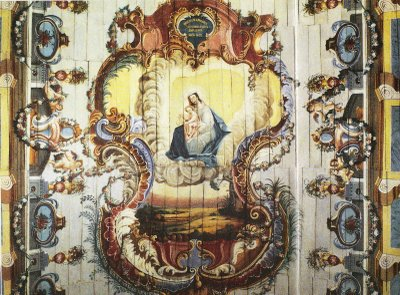
Antônio da Costa Nascimento, plafond de l'église de Notre Dame du Rosaire de Pirenópolis (pt) (n. d., perdu dans un incendie).
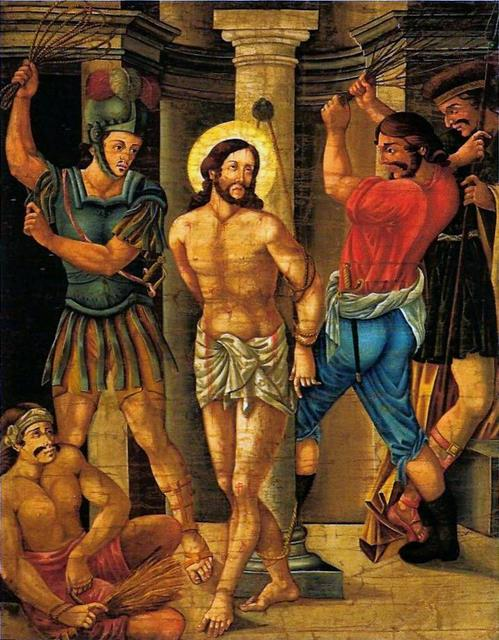
Joaquim José da Natividade, Bandeira da Procissão de Cristo (n. d., Musée Afro Brasil, à Salvador).
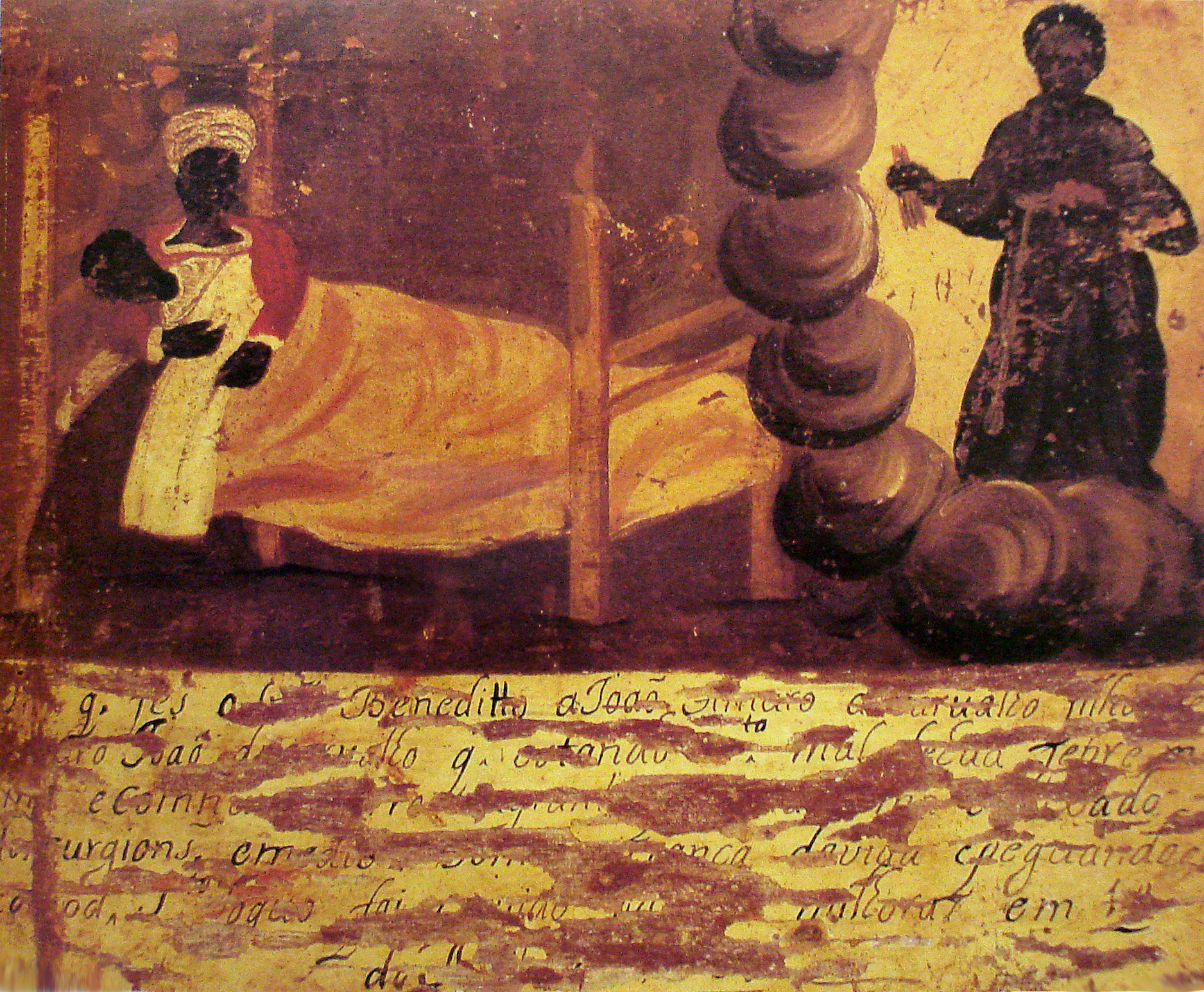
Ex-voto d'invocation de Saint-Benoît (n. d., Musée de la confiance, Ouro Preto.
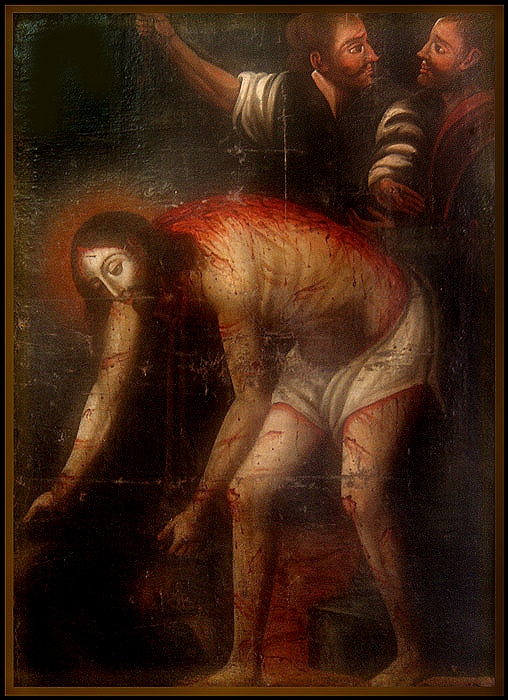
Anonyme, Flagelação de Cristo (n. d., Musée d'Art Sacré de Pernambouc (pt)).

## Transition vers le néo-classicisme

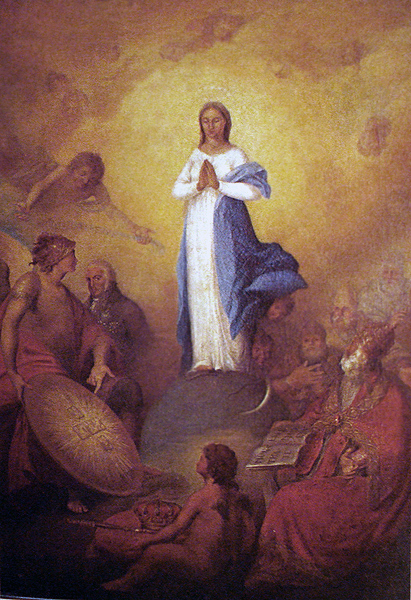
Alegoria de Nossa Senhora da Conceição, de Manuel Dias de Oliveira (1813, Musée national des Beaux-Arts, à Rio de Janeiro).

À partir du milieu du XVIIIe siècle, on observe un changement progressif de l'esprit colonial dû à l'impact des idéaux des Lumières et classicistes apportés d'Europe, reflétant le déclin de l'influence de l'Église sur la société européenne à cette époque et réagissant contre les excès dramatiques du baroque et le décorativisme courtois et capricieux du rococo. Cependant, selon Anna Monteiro de Carvalho, dans le domaine de l'art, ces changements se sont produits davantage sur un plan théorique que pratique, puisque les valeurs du monde portugais ne s'étaient pas encore complètement dissociées de leur participation aux manifestations monarchiques et religieuses, ce qui a entraîné un paradoxe : la transmission de ces concepts de modernité, tant dans les aspects rococo que néo-classiques, d'autant plus que le baroque a toujours existé comme toile de fond de cette société. Il n'existait pas non plus dans la métropole — et encore moins dans la colonie — de système standardisé et institutionnalisé d'éducation artistique sous forme d'Académie, qui existait déjà depuis le XVIIe siècle dans d'autres pays, qui soit capable d'incorporer, de systématiser et de transmettre les nouveautés rationalistes et scientifiques des Lumières et du néo-classicisme au domaine des arts portugais (en). Les tentatives de normalisation, telles que la création de cours d'art à la Royal Casa Pia et à l'Academia do Nu, ont été très mal accueillies par la population, tant les préjugés étaient encore bien ancrés.

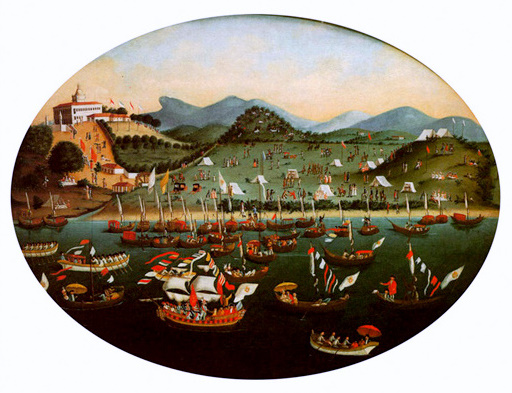
Procissão Marítima, de Leandro Joaquim (fin du XVIIIe siècle, Musée historique national en dépôt au Musée national des Beaux-Arts, à Rio de Janeiro).

Quoi qu'il en soit, les changements étaient inévitables et ils sont apparus pour la première fois à Rio de Janeiro qui, depuis 1763, était devenue la capitale de la colonie et était le principal débouché pour la production des minerais du Minas Gerais, ce qui a entraîné la formation d'une riche classe bourgeoise qui faisait concurrence à la noblesse et au clergé pour la commande d'œuvres d'art. En conséquence, la peinture brésilienne a commencé à connaître une plus grande laïcisation, voyant proliférer les genres du portrait civil, du paysage, de la scène urbaine, de l'allégorie profane et de la nature morte. De plus, plusieurs artistes de la fin du baroque ont eu l'occasion d'étudier en Europe, se mettant ainsi au diapason des tendances les plus progressistes, ce qui s'est traduit par une production hybride, redevable à la fois au baroque et au rococo et aux références néoclassiques.

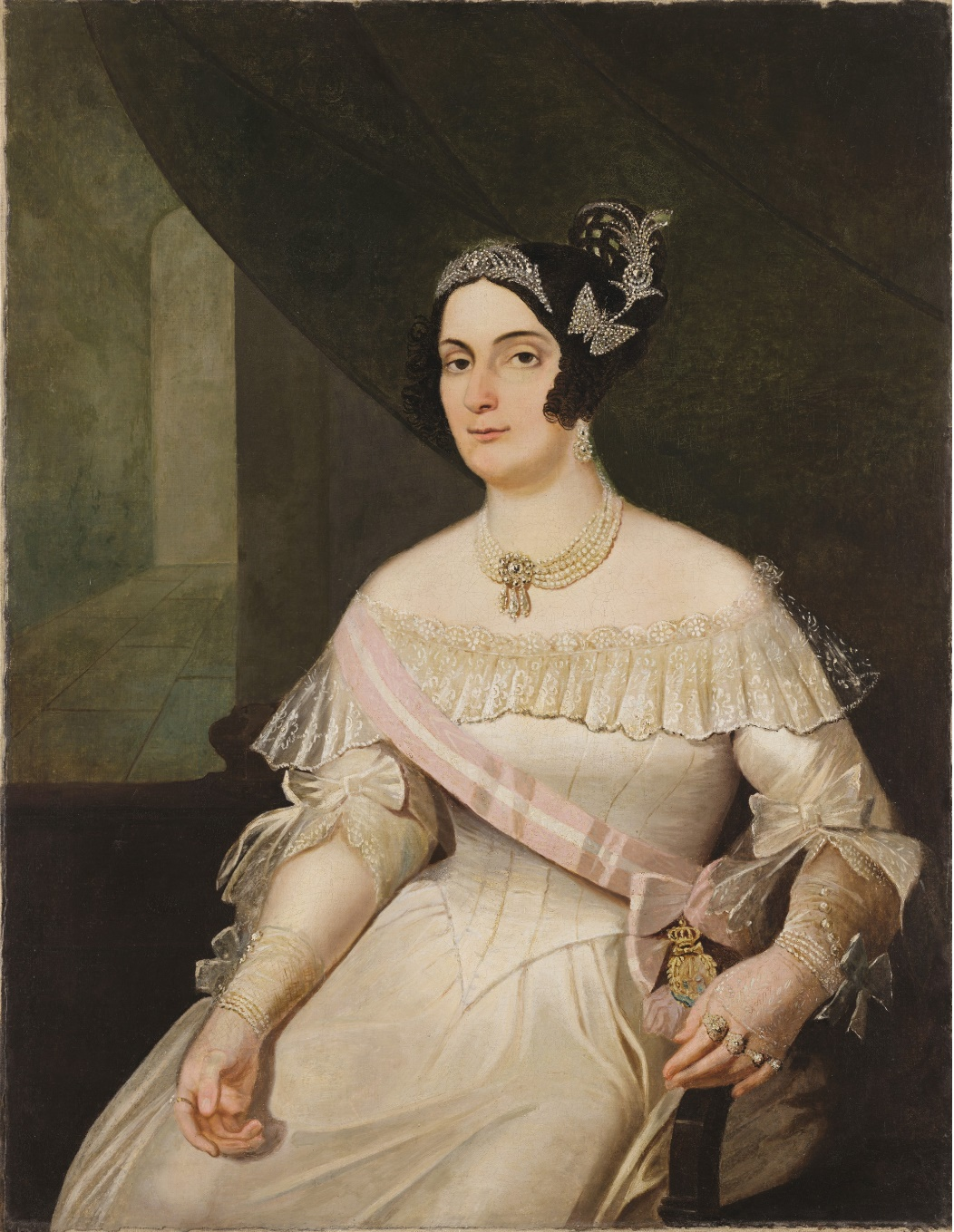
Retrato de Domitila de Castro Canto e Melo, Marquesa de Santos, de Francisco Pedro do Amaral (1826, Musée historique national).

Il est important de souligner que dans le reste du pays, la peinture du patrimoine baroque sera encore pratiquée pendant une période importante. À titre d'exemple, il suffit de mentionner Mestre Ataíde, chef de l'école du Minas Gerais, qui mourut en 1830, José Teófilo de Jesus (pt), l'une des plus grandes figures de Bahia, qui ne disparut de la scène qu'en 1847, et José Rodrigues Nunes (pt), qui mourut en 1881 ; le premier a laissé une œuvre parfaitement rococo ; le second, des œuvres dans lesquelles on remarque une légère actualisation stylistique, avec des éléments pré-classicistes ; et le troisième, une œuvre encore en tout point baroque. Outre ces nombreux autres artistes, principalement les plus populaires, ils ont maintenu la vieille tradition jusqu'à la fin du XIXe siècle. De tels exemples montrent la complexité de l'évolution de l'art de la peinture au Brésil et la multiplicité des forces en mouvement, qui ont une trajectoire très peu linéaire. Parmi les maîtres les plus connus de la transition, nous pouvons citer, à Bahia, José Maria Cândido Ribeiro (pt) et Antônio Joaquim Franco Velasco (pt), qui fut à son tour professeur de José Rodrigues Nunes et de Bento José Rufino Capinam (pt). À Rio, Leandro Joaquim (pt), qui a laissé des œuvres religieuses, des portraits et des paysages, est connu pour ses six panneaux de scènes de Rio de Janeiro, qui sont parmi les plus anciens du genre ; José Leandro de Carvalho est peut-être le portraitiste le plus demandé de Rio de Janeiro au début du XIXe siècle, produisant également pour la cour du roi Jean VI ; enfin, Francisco Muzzi, qui a innové avec le genre du portrait collectif, Manuel Dias de Oliveira, étudiant à Rome du célèbre Italien Pompeo Batoni, et Francisco Pedro do Amaral (pt), dernière grande figure de l'école fluminense, l'un des premiers élèves de Jean-Baptiste Debret et chef des décorations de la maison impériale, ont travaillé au palais de la Quinta da Boa Vista et au palais impérial, mais leurs meilleures œuvres se trouvent dans le palais qui appartenait à la Marquise de Santos, aujourd'hui le Musée du Premier Règne (pt).

## Académisme

### Création d'un académisme brésilien

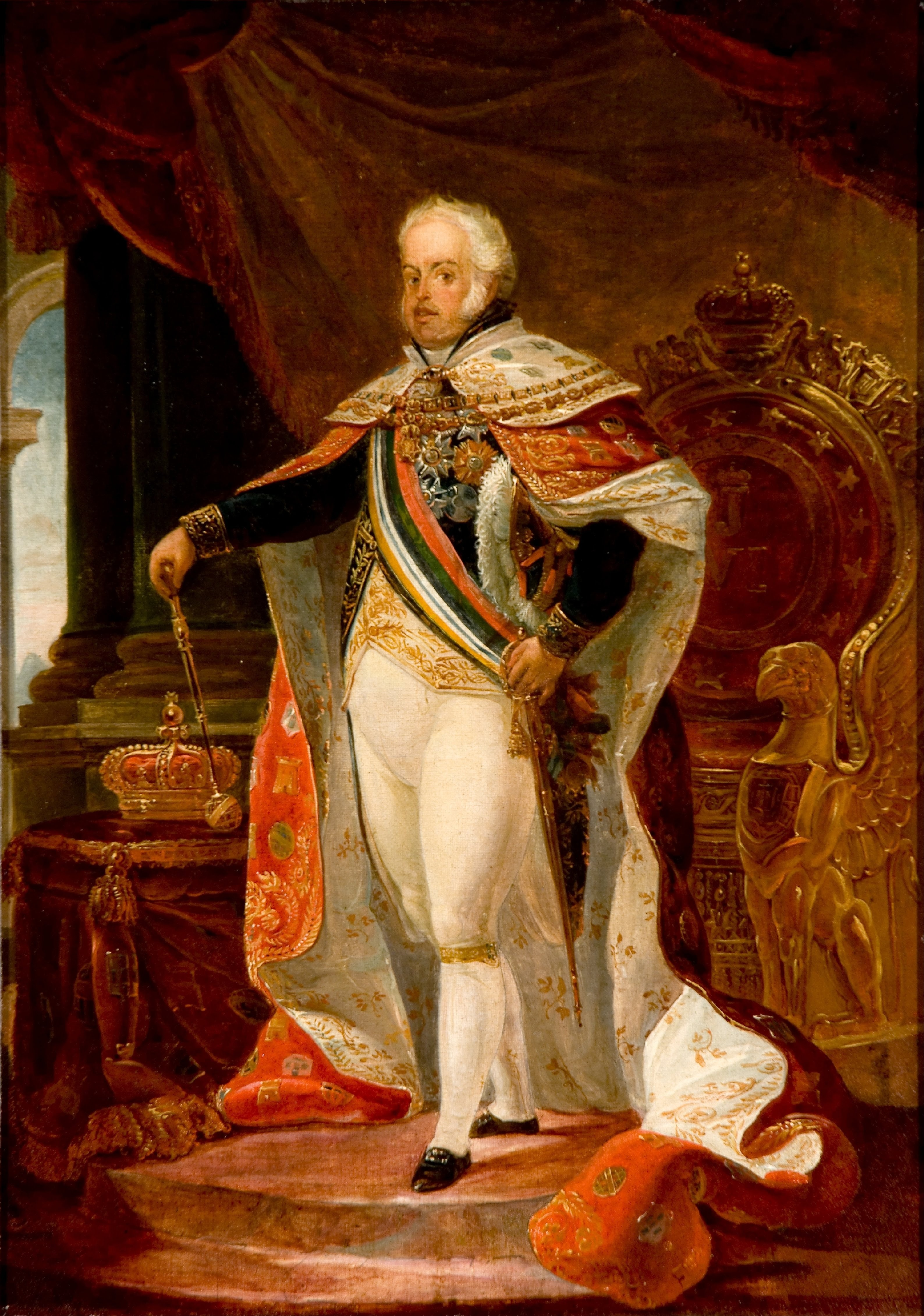
Dom João VI em trajes de sua aclamação, de Jean-Baptiste Debret (1817, Musée national des Beaux-Arts, à Rio de Janeiro).

Avec le transfert de la cour portugaise à Rio de Janeiro en 1808, un nouveau cycle culturel a commencé au Brésil. Parmi les diverses mesures prises par Jean VI pour améliorer la vie dans la colonie, on peut citer la création d'écoles, de musées et de bibliothèques. Cependant, c'est le premier projet d'institutionnalisation, de standardisation et de stabilisation de l'enseignement artistique avec la création de l'École royale des sciences, des arts et des métiers en 1816 qui a eu l'impact le plus important sur les arts nationaux. Les causes réelles du lancement de ce projet sont quelque peu obscures, mais il semble que l'initiative soit d'abord venue d'un groupe d'artistes français dirigé par le Français Joachim Lebreton, qui a proposé au roi, dans un mémorandum, la création d'un établissement d'enseignement supérieur artistique. Le groupe a été connu sous le nom de Mission artistique française, et parmi plusieurs artistes se trouvaient les peintres Jean-Baptiste Debret et Nicolas Antoine Taunay, responsables de la diffusion constante du style néoclassique dans les terres brésiliennes,.
Lebreton a proposé d'établir une nouvelle méthodologie d'enseignement avec des sujets systématisés et gradués. L'enseignement se déroulerait en trois phases :
- Conception générale et copie des modèles des maîtres ;
- Dessin de figures et de la nature ;
- Peinture avec modèle vivant.

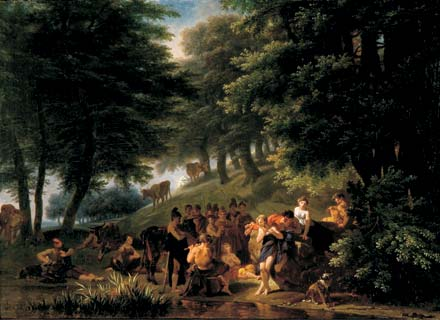
Apolo visitando Admeto, de Nicolas Antoine Taunay (n. d., Musée national des Beaux-Arts, à Rio de Janeiro).

En parallèle, Lebreton a structuré l'enseignement de la sculpture, de la gravure et de l'architecture et a également suggéré d'introduire l'enseignement de la musique, ainsi que de systématiser le processus et les critères d'évaluation et d'approbation des étudiants et le calendrier des cours. Il a indiqué les moyens d'utilisation publique des diplômés et a projeté l'expansion des collections officielles avec leurs œuvres, à réorganiser la répartition des ressources humaines et matérielles pour le bon fonctionnement de l'École et a prévu la nécessité de former des artisans auxiliaires compétents par la proposition de création parallèle d'une école de dessin des arts et des métiers, dont l'enseignement serait gratuit mais tout aussi systématique. L'orientation didactique établie par Lebreton a guidé le fonctionnement de l'Académie, avec quelques modifications, jusqu'à la fin du Second Règne.

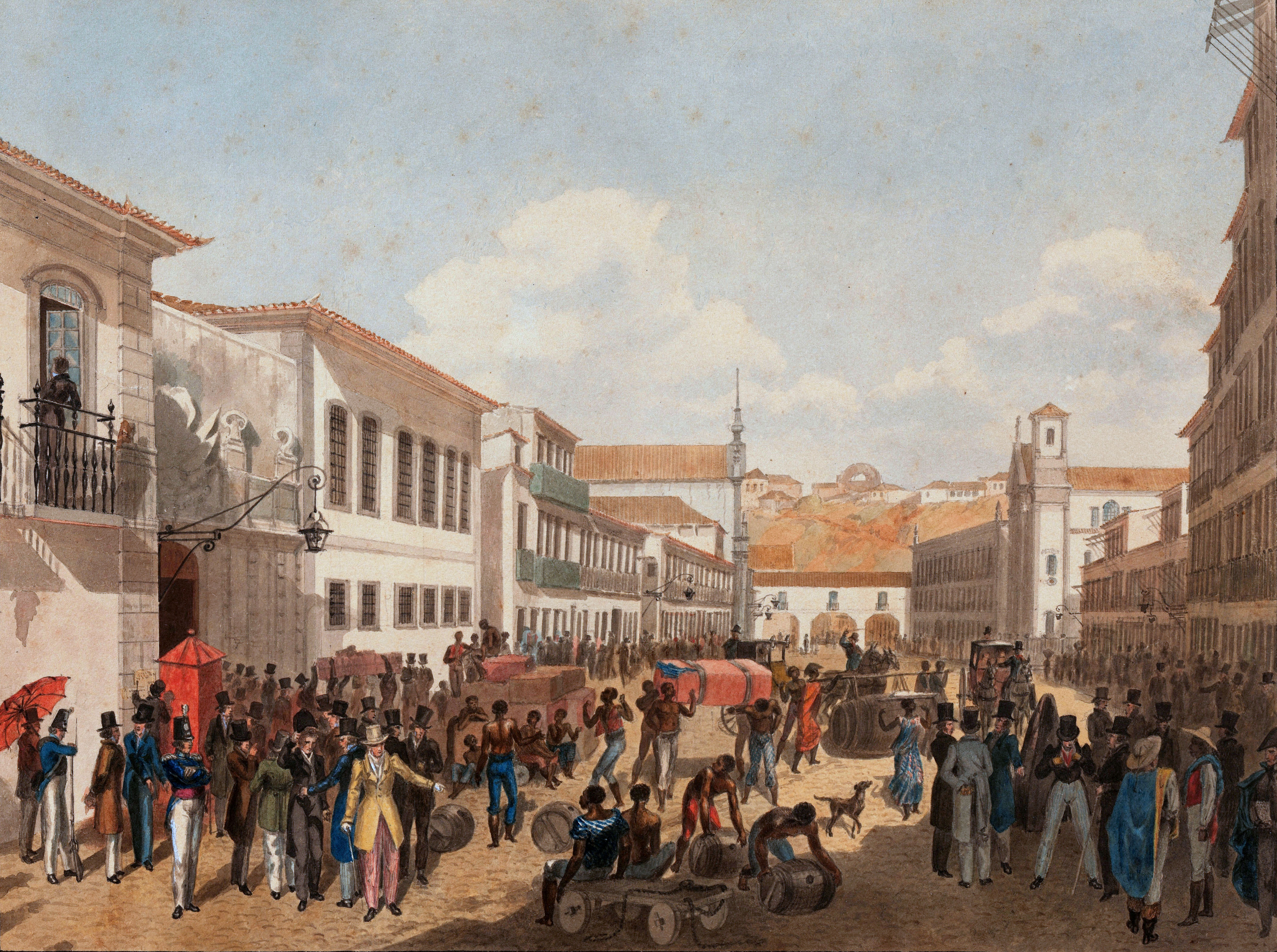
Rua Direita, de Félix-Émile Taunay (1823, Pinacothèque de l'État de São Paulo, à São Paulo).

L'école a été créée sur le papier, mais a mis du temps à s'établir, faisant face à de nombreuses oppositions, intrigues de palais et hostilités déclarées de la part d'artistes établis. Lebreton meurt en 1819, et jusqu'alors les cours étaient donnés de manière plus ou moins informelle. L'entrée en fonction de Henrique José da Silva, critique impitoyable des Français, comme directeur de l'école en 1820, aggrave l'ostracisme dont souffrent les étrangers. Nicolas Antoine Taunay, qui abandonne et quitte le pays en 1821, laisse son fils Félix-Émile, qui deviendra lui aussi peintre attitré et directeur de l'institution. Debret a formé quelques disciples et est resté au Brésil pendant dix ans, période pendant laquelle il a réalisé une documentation visuelle complète et précieuse sur la nature, les indigènes et les esclaves et la vie urbaine de Rio de Janeiro et d'autres régions brésiliennes dans une série d'aquarelles et de dessins, reproduits plus tard dans le célèbre ouvrage Voyage pittoresque et historique au Brésil (pt), qu'il a publié en France. La Mission a eu peu de résultats visibles immédiatement, et étant une greffe culturelle dans un environnement peu réceptif, elle a subi de sévères critiques depuis sa création. Sa plus grande contribution au système artistique brésilien a été l'introduction d'un système éducatif de niveau supérieur, basé sur les modèles institutionnels européens de tradition ancienne et d'efficacité prouvée et avec un objectif clairement progressiste, mais la mise en place de ce modèle prendra des décennies à se consolider à Rio et encore plus dans le reste du pays.

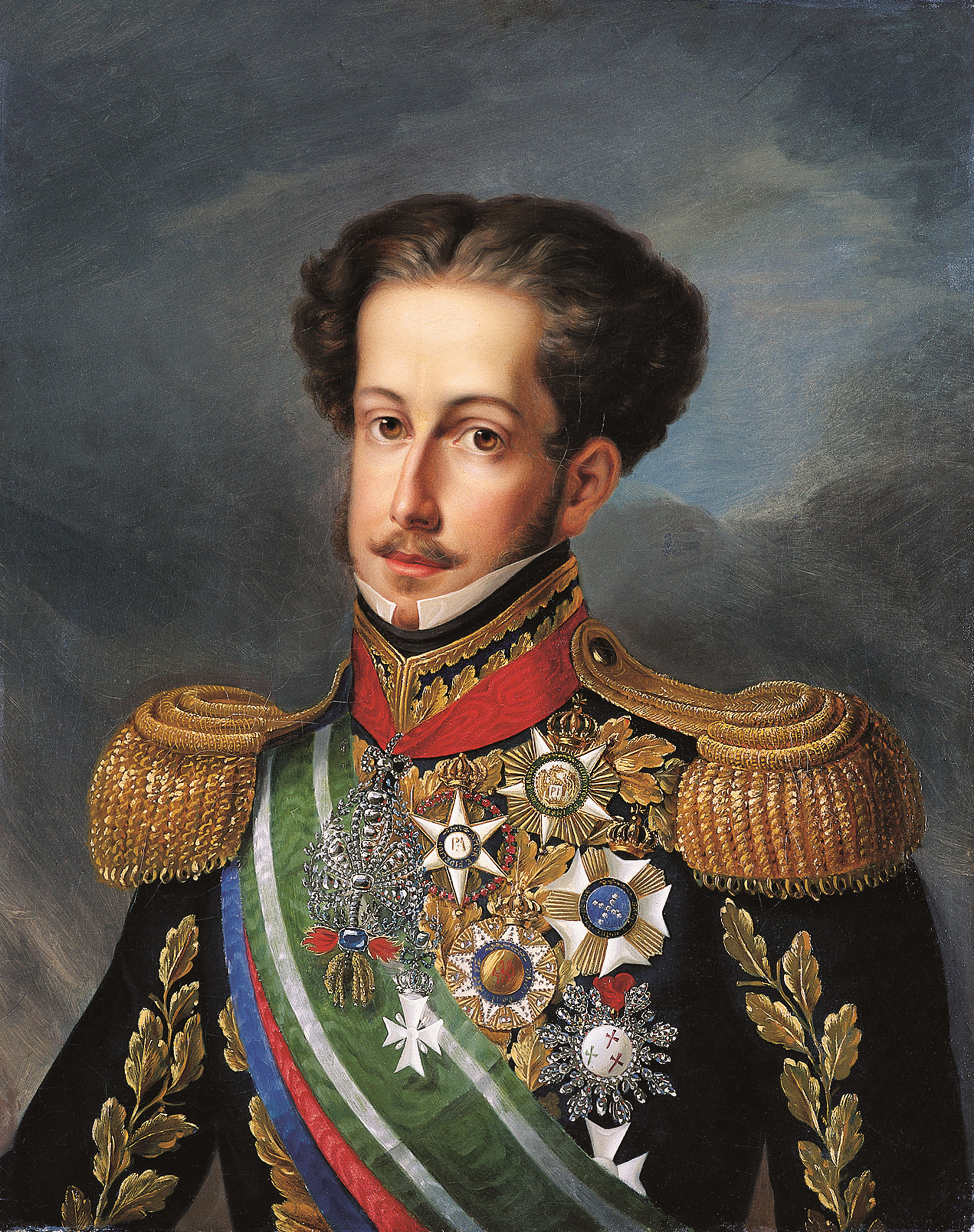
Dom Pedro I, de Simplício Rodrigues de Sá (c. 1830, Musée impérial du Brésil, à Petrópolis).

Après de nombreuses impasses et un fonctionnement précaire, l'École, aujourd'hui appelée Académie impériale des Beaux-Arts, ne commença ses activités régulières que le 5 novembre 1826, grâce à l'intervention du marquis Estêvão Ribeiro de Resende (pt) et du vicomte José Feliciano Fernandes Pinheiro (pt). Sa première exposition publique d'œuvres d'art, la première du genre au Brésil, fut inaugurée le 2 décembre 1829, avec plus de 150 œuvres de différentes techniques, provenant d'étudiants et de professeurs. En peinture, ont exposé Jean-Baptiste Debret, avec dix tableaux, parmi lesquels A Sagração de D. Pedro I, O Desembarque da Imperatriz Leopoldina et Retrato de D. João VI ; Félix-Émile Taunay, avec quatre paysages de Rio de Janeiro ; Simplício Rodrigues de Sá, avec quelques portraits ; José de Cristo Moreira, avec des figures historiques, marines et paysagères ; Francisco de Sousa Lobo (pt), avec des portraits et des figures historiques ; José dos Reis Carvalho (pt), avec des marines, des images décoratives, des fleurs et des fruits ; José da Silva Arruda, avec plusieurs études, et Afonso Augusto Falcoz (pt), avec des études de tête, des portraits, des croquis et des dessins.

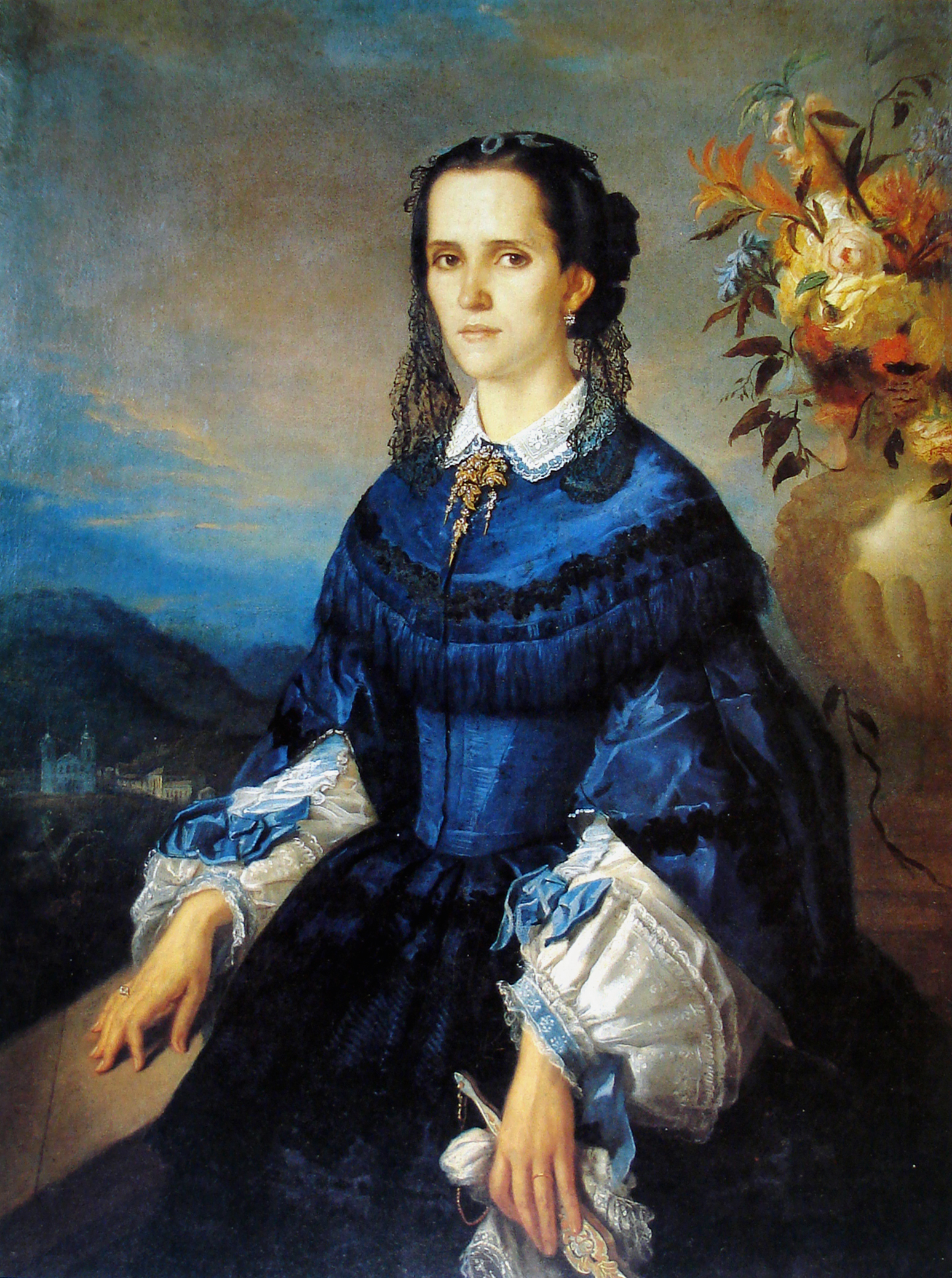
Retrato da Baronesa de Vassouras, d'Augusto Müller (entre 1861 et 1864, Musée impérial du Brésil, à Petrópolis).

Après la mort d'Henrique José da Silva en 1834, la direction de l'école passe à Félix-Émile Taunay, qui reprend l'orientation française primitive altérée par son prédécesseur et met en œuvre plusieurs améliorations. Au même moment, Simplício Rodrigues de Sá prend la chaire de dessin, puis celle de peinture historique. Debret retourne ensuite en Europe, et une autre période improductive et conflictuelle commence, si bien qu'une troisième exposition n'a lieu qu'en 1840. Cette année, une nouvelle impulsion a été donnée par l'institution de prix et de décorations, et d'expositions régulières, et en 1845 ont été institués les bourses pour que les étudiants aillent s'améliorer à l'étranger.
Cependant, dès l'exposition de 1849, Manuel de Araújo Porto-Alegre avait émis de fortes critiques sur les résultats présentés, accusant les artistes d'être mal préparés. Il aura l'occasion d'apporter des améliorations à l'enseignement en prenant la direction de l'Académie entre 1854 et 1857, en agrandissant le bâtiment et en introduisant de nouvelles chaires, ainsi qu'en créant la pinacothèque de l'Académie, qui s'enrichit de la production de maîtres et d'étudiants exceptionnels, comme Agostinho José da Mota, qui obtient le prix du voyage en Europe, d'où il revient pour enseigner à l'école qui l'a formé, étant un excellent peintre de paysages et de natures mortes ; José Correia de Lima (pt), bon portraitiste et futur professeur de Victor Meirelles, et Augusto Müller, peintre paysagiste et portraitiste de talent supérieur et digne successeur de l'école française.

### Apogée de l'académisme brésilien
La stabilité du Second règne et le patronage personnel de l'empereur Pierre II ont créé les conditions d'un autre cycle de grand développement dans les arts. Cependant, cette stabilité politique a, d'une certaine manière, laissé l'environnement national quelque peu étranger aux avant-gardes du moment, et à certains problèmes sociaux existants. Les boursiers en Europe ont eu peu de contacts avec les personnalités innovatrices, préférant rester dans un giron sûr et acceptable pour la société qui les soutenait. La production centrale de cette phase peut être décrite comme romantique, avec un imaginaire et un traitement de nature héroïque, dramatique et fière, et s'est alignée sur un projet nationaliste sans précédent dans l'histoire culturelle du Brésil, aboutissant à une série de chefs-d'œuvre où brillent certaines des images les plus notoires de l'art brésilien de tous les temps,.

Independência ou Morte! ou O grito do Ipiranga, de Pedro Américo (1888, Museu Paulista, à São Paulo).

Pendant cette même période, le Brésil n'ayant pas d'histoire officielle ancienne et noble comme celle de l'Europe, le thème indigène acquiert du relief comme symbole d'une brésilianité archétypale, authentique et pure. Même si ces personnages étaient très glamourisés, leur passage à un plan plus en évidence dans le grand art académique fut une donnée importante dans le sauvetage des racines nationales. L'homme noir, en revanche, à de très rares exceptions près, ne cessa d'apparaître comme un élément anonyme et une simple partie du paysage pour prendre le devant de la scène que lorsque le mouvement abolitionniste gagna une force irrépressible, car par la suite la République devint plus commune et acceptable. L'œuvre des grandes figures de cette génération démontre bien les intérêts de l'ordre actuel. Pedro Américo, l'un des plus grands peintres brésiliens du XIXe siècle, a privilégié les scènes historiques de thèmes nationaux, dans un style grandiose qui glorifiait tant les réalisations du peuple et de ses protagonistes que l'auguste bienveillance et la fermeté de la Couronne. Ses œuvres les plus importantes, O grito do Ipiranga (L'Indépendance ou la Mort, 1888) et Batalha do Avaí (Bataille d'Avaí, de 1872 à 1877), sont des pièces capitales de l'académisme national, et sont le panégyrique du nationalisme et de l'ordre établi, sans que cela leur enlève leurs qualités esthétiques vigoureuses. Il a également peint de nombreuses scènes religieuses et allégoriques, ainsi que de nombreux portraits

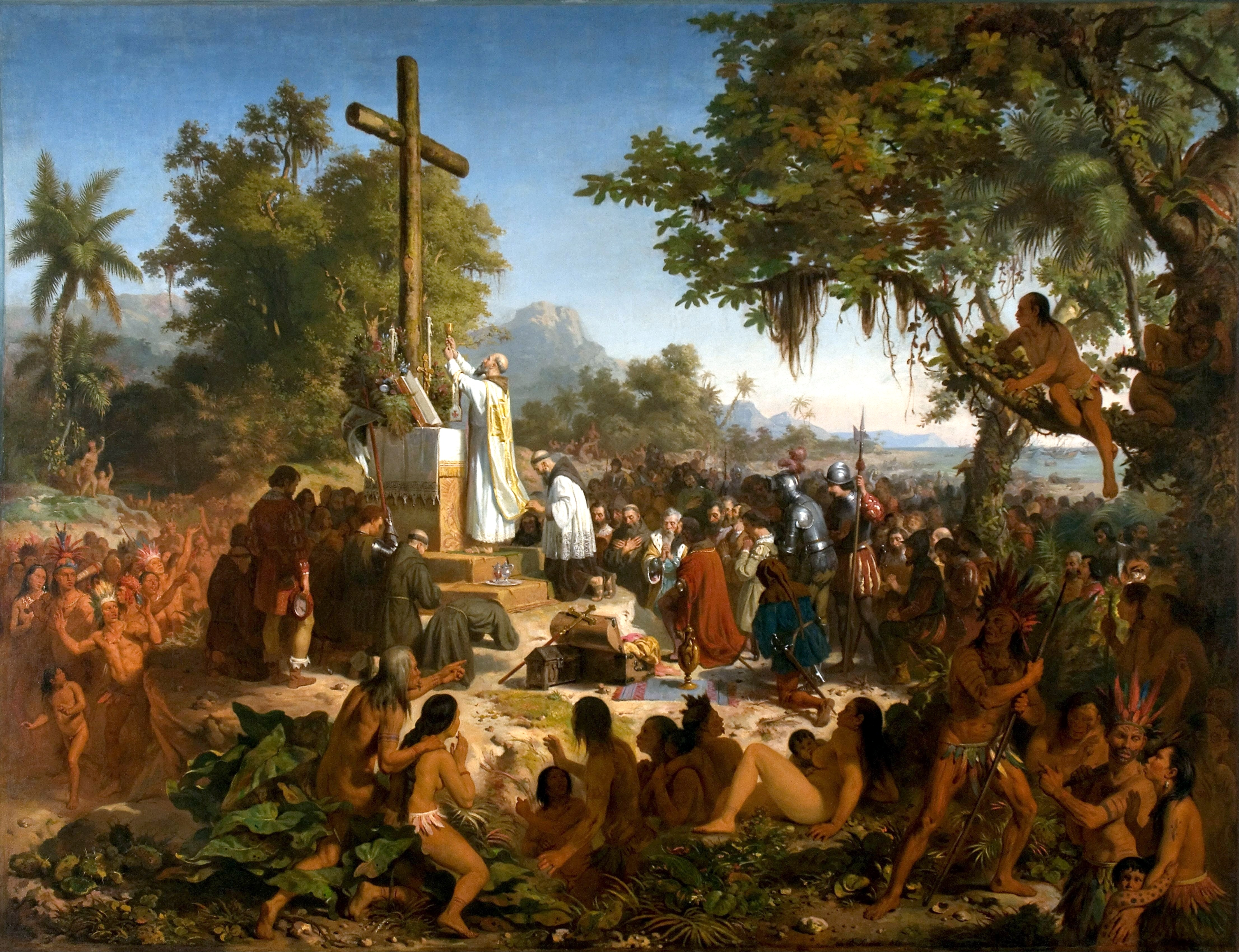
Primeira Missa no Brasil, de Victor Meirelles (c. 1861, Musée national des Beaux-Arts, à Rio de Janeiro).

Un autre maître de cette phase est Victor Meirelles, qui appartient lui aussi à la même lignée de grands créateurs, au service de leurs mécènes, mais possédant un talent qui transcende la politique et l'idéologie héroïque, avant qu'ils ne s'en servent pour exprimer la force de leur propre génie. Il est également l'auteur de peintures qui restent vivantes à ce jour dans l'imaginaire national : Primeira Missa no Brasil (Première messe au Brésil, c. 1861), d'apparence calme et de composition impeccable, Moema, pièce maîtresse du nationalisme indigène, typiquement romancée, le Combat naval de Riachuelo (c. 1882-1883), la Batalha dos Guararapes (Bataille des Guararapes, 1875–1879) et Passagem de Humaitá (Le passage de Humaitá, 1868-1872), trois œuvres sur des moments de l'histoire nationale traités avec beaucoup de souffle et de maîtrise. Ses autres compositions, sur des thèmes sacrés ou mythologiques, sont moins impressionnantes, plus formelles, mais toujours correctes,.

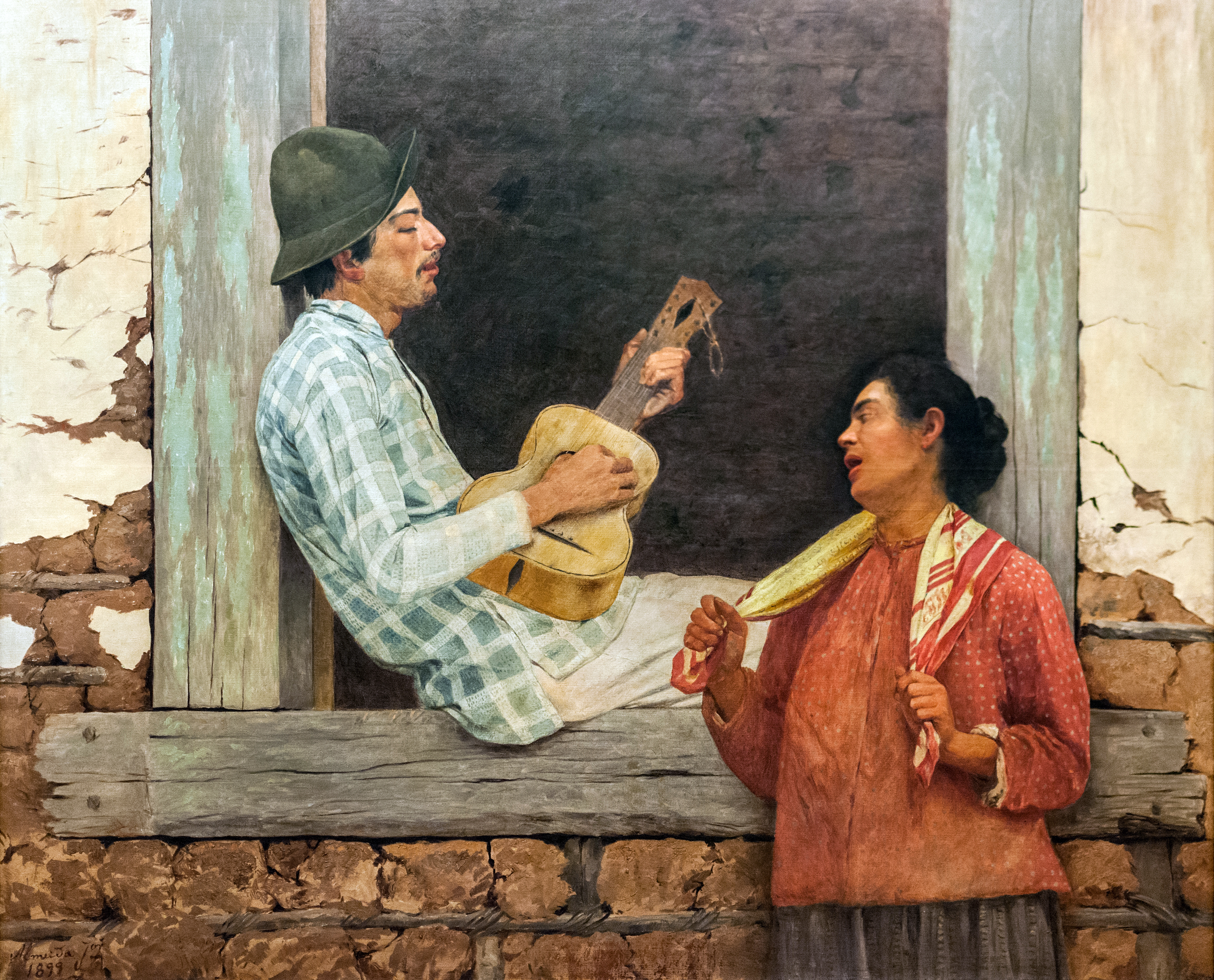
O Violeiro, de José Ferraz de Almeida Júnior (1899, Pinacothèque de l'État de São Paulo, à São Paulo).

À cette époque, l'Académie était déjà devenue une institution solide et respectée, et jouait un rôle décisif et sélectif dans l'orientation des courants artistiques qui devaient ou non perdurer. L'enseignement donnait des fruits visibles et de qualité, influençant d'autres centres, la collection de la pinacothèque de l'Académie s'enrichissait constamment, des expositions indépendantes commençaient à apparaître hors de ses murs, et d'autres noms importants apparaissaient sur la scène, tels que Rodolfo Amoedo et Henrique Bernardelli.
À São Paulo, Oscar Pereira da Silva se distingue, et surtout José Ferraz de Almeida Júnior, propriétaire d'un style original, transite avec la même aisance et le même génie des thèmes historiques vers des moments et des scènes bourgeoises de la vie du Brésilien commun, de la campagne rustique, en introduisant des notes de réalisme jamais vues dans la production académique précédente et qui seront une force de renouvellement par rapport à la tendance romantique. La création en 1873 du Liceu de Artes e Ofícios de São Paulo (pt), qui en 1905 disposera d'une pinacothèque, l'actuelle Pinacothèque de l'État de São Paulo, l'un des plus grands musées d'art du pays, et à Bahia, une Académie des Beaux-Arts sur le modèle carioca, fondée en 1877, a développé une activité régulière et rentable.

### Autres étrangers

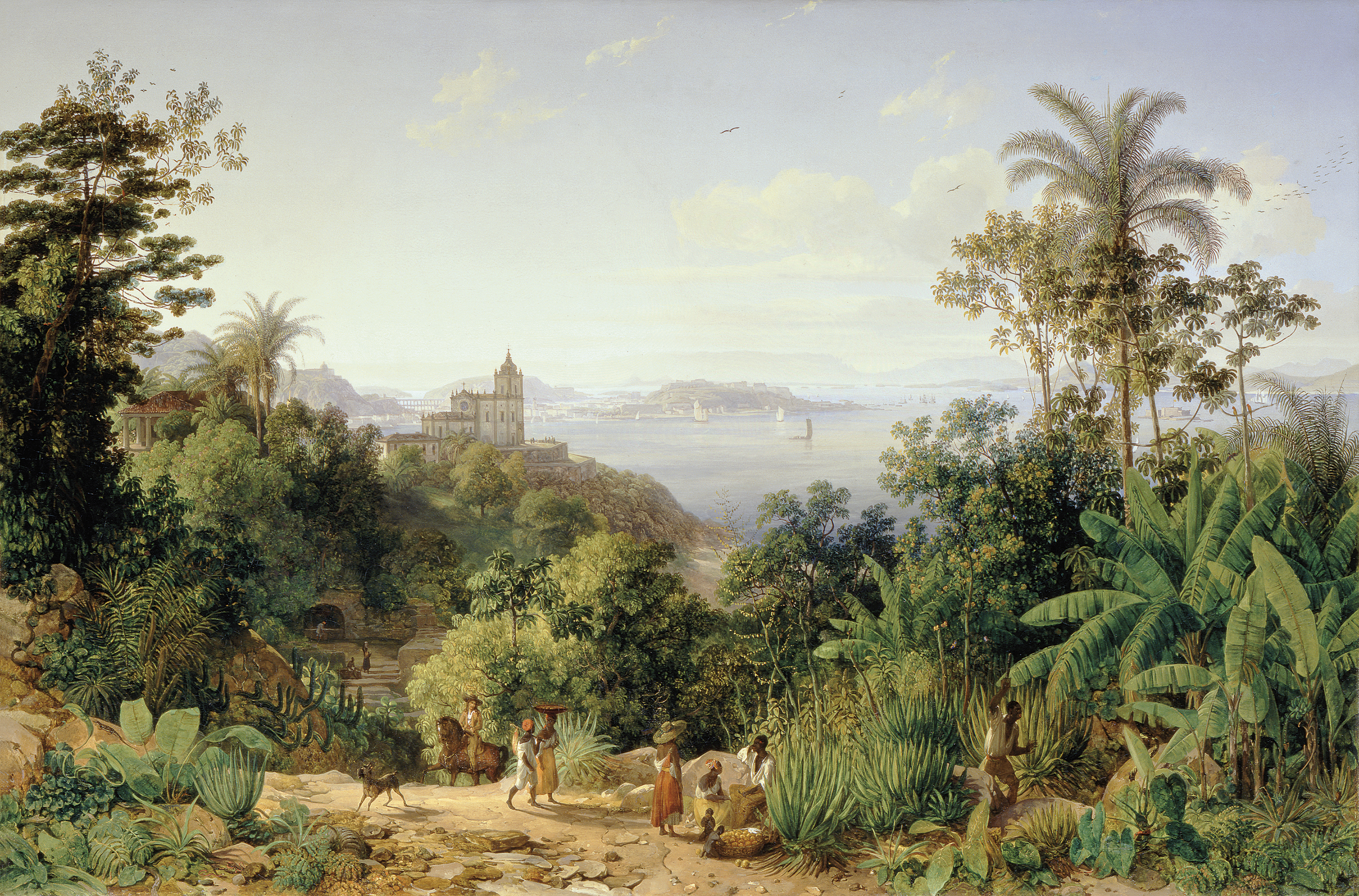
Vista do Rio de Janeiro, de Thomas Ender (1817, Académie des beaux-arts de Vienne).

Le paysage tropical exubérant du Brésil a toujours suscité l'admiration et attiré les étrangers. Au cours du XIXe siècle, plusieurs artistes extérieurs s'y établirent, à intervalles plus ou moins longs, principalement à Rio de Janeiro, et laissèrent des traces appréciables du paysage et des coutumes. Parmi les artistes actifs du XIXe siècle, citons les aquarellistes Richard Bate (pt) et Friedrich Hagedorn (pt) ; Augustus Earle, peintre de scènes de genre animées ; Charles Landseer, portraitiste de personnages et de coutumes ; et Maria Callcott, préceptrice de la princesse Maria da Glória et autrice d'une série de paysages raffinés de la capitale de l'Empire. Le plus important était Thomas Ender, aquarelliste, membre de l'entourage de la princesse Marie-Léopoldine et auteur de précieuses scènes de coutumes et de travail. Mais il s'agissait de présences isolées, de spectateurs du paysage qui avaient déjà reçu une éducation préalable à leur arrivée, et qui n'avaient pas d'influence sur le développement de la peinture nationale, même s'ils avaient attiré des témoignages précieux de l'environnement naturel et humain.

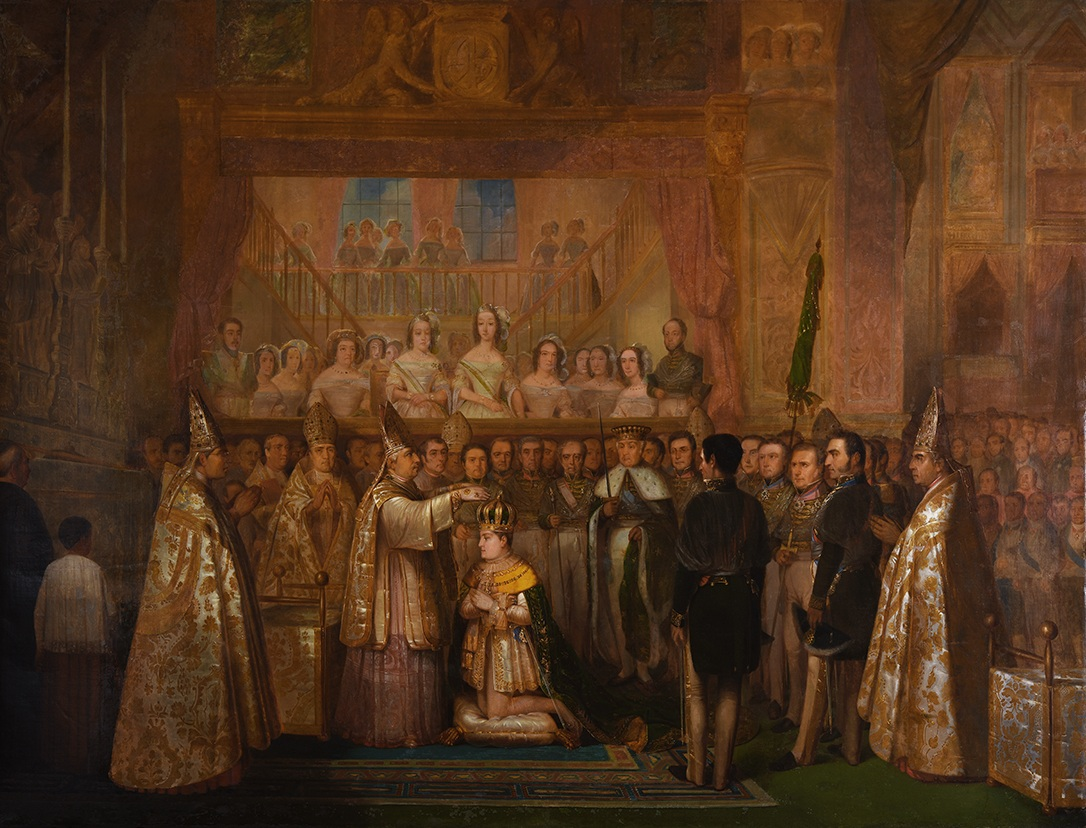
Sagração de Dom Pedro II, de François-René Moreaux (1842, Musée impérial du Brésil, à Petrópolis).

Très actif dans le circuit officiel, François-René Moreaux participe entre 1840 et 1859 à de nombreuses expositions de l'Académie, voyage beaucoup à travers le Brésil et est l'un des fondateurs du Lycée des Arts et Métiers de Rio de Janeiro, en plus de réaliser de nombreux portraits de personnalités illustres de l'époque, dont la scène de la Sagração de Dom Pedro II (Couronnement du roi Pedro II, 1842), pour laquelle il reçoit l'habit de l'Ordre du Christ. Son frère Louis-Auguste expose également à l'Académie et il reçoit en 1841 la médaille d'or pour la toile Rancho de Mineiros (Ranch de mineurs, 1841), puis l'Ordre de la Rose en 1843 pour Jesus Cristo e o Anjo (Jésus-Christ et l'Ange, 1843). Un autre lauréat est Raymond Monvoisin, arrivé à Rio à un âge avancé mais dont le travail a fait une excellente impression. Abraham-Louis Buvelot, avec une œuvre paysagère très sensible, a été salué par Porto-Alegre. Nicola Antonio Facchinetti (pt), un grand paysagiste, Eduardo De Martino, un mariniste de premier plan, méritent également l'attention, et les Portugais José Maria de Medeiros (pt) et Augusto Rodrigues Duarte (pt), qui dans leurs ouvrages historiques raffinés traduisent parfaitement le romantisme encore en vigueur, sont remarquables vers la fin du siècle.

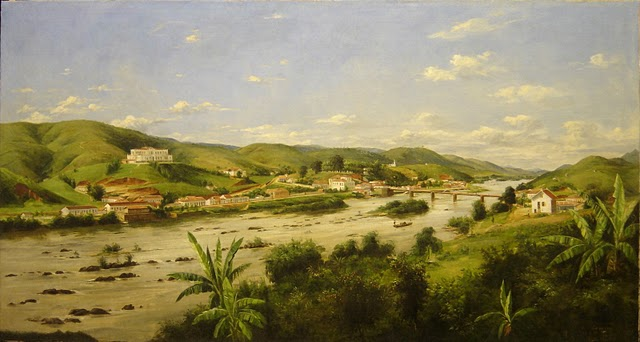
Pintura do município de Paraíba do Sul, RJ, Brasil do ano de 1886, de Georg Grimm (1886, Câmara de Paraíba do Sul, à Paraíba do Sul).

Georg Grimm est celui qui a le plus laissé sa marque sur la scène nationale. En 1882, lors de son passage dans les salles de l'Académie, il a exposé pas moins de 105 paysages naturels, remportant un immense succès. La même année, il est nommé professeur intérimaire de paysages, fleurs et animaux, popularisant ainsi la pratique de l'éducation en plein air qui avait peut-être été introduite par Agostinho José da Mota bien des années auparavant, en utilisant les nouveautés techniques représentées par l'apparition des peintures en tuyaux et des toiles préparées. Son séjour dans l'institution ne dura que deux ans, inadapté au formalisme dominant. À son départ, un groupe de disciples l'a accompagné, créant une école qui a révélé certains des meilleurs paysagistes brésiliens : Giovanni Battista Castagneto, Antônio Parreiras et Domingo Garcia y Vásquez (pt), et quelques autres. Son influence durera jusqu'à la fin du XXe siècle.

## Crise de la Première république

A Proclamação da República, de Henrique Bernardelli (c. 1900, Académie militaire d'Agulhas Negras, à Resende).

Depuis plusieurs années avant la proclamation de la République, l'Académie avait été attaquée par les critiques de la jeune génération, dirigée par Luiz Gonzaga Duque Estrada, qui considérait son système de valeurs comme utopique, anémique, élitiste, décalé, servile à l'État et trop dépendant de l'Europe, déconnecté des temps modernes et sans plus grande pertinence pour la culture nationale,. Cependant, les universitaires contemporains ont tendance à considérer ces opinions partielles, historiquement datées et aujourd'hui dépassées, et à réaffirmer l'importance du projet académique impérial dans son ensemble, même s'il peut être critiqué sous certains aspects. Ce qui a manqué au duc et à son entourage semble être essentiellement l'absence d'une perspective historique adéquate, ne tenant pas compte des déterminants du progrès qui a conduit au développement artistique brésilien au XIXe siècle, ni ne semble avoir correctement estimé les possibilités réelles de renouvellement culturel à grande échelle d'un pays qui se consolidait à peine en tant qu'entité indépendante et qui possédait un héritage baroque long et enraciné qui, même à la fin du XIXe siècle, survivait encore dans diverses régions et dans diverses expressions de l'art et de la culture populaires, et qui était peu affecté par ce qui se passait dans la capitale nationale,,.
Lorsque la république a été établie en 1889, d'autres signes de crise sont apparus l'année suivante. Rodolfo Bernardelli a pris la direction de l'Académie — aujourd'hui transformée en Escola de Belas Artes —, et bientôt l'intense activité précédente s'est éteinte. Il est accusé de détournement de fonds, des galeries sont fermées et s'effondrent, il choisit des professeurs qui le soutiennent pour perpétuer sa position, et change les statuts, avec lesquels les classes se vident. Mais un mouvement contre sa direction se développe inexorablement, qui, dit-on, « transforme l'Ecole des Beaux-Arts en une foire ».

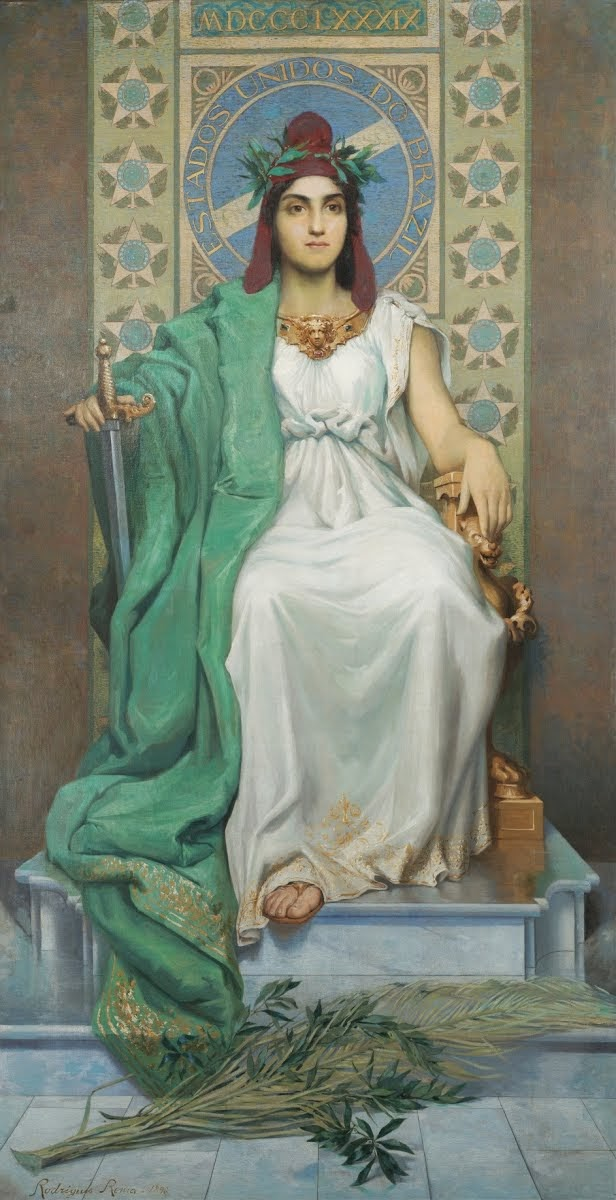
Alegoria da República, de Manuel Lopes Rodrigues (1896,, à Salvador).

La crise institutionnelle et esthétique générée a néanmoins donné lieu à une réévaluation des concepts et des objectifs, car l'institution est née dans la monarchie il y a cent ans et ne pouvait pas rester identique dans le nouveau régime républicain et au milieu d'une atmosphère sociale diverse, bourgeoise, multiforme et bouillonnante avec les villes en pleine croissance et sous l'impact des récentes innovations technologiques. Le nouvel État républicain lui-même a immédiatement utilisé la peinture pour illustrer ses nouvelles valeurs et ses nouveaux héros, en réinterprétant pour ses propres besoins la formalisation iconographique antérieure et en essayant en même temps de s'en distancier en introduisant des personnages et une esthétique plus actuels, qui n'avaient aucun lien significatif avec le passé monarchique et avaient au contraire un rapport avec les perspectives de modernité, de démocratie et de progrès. Pour cela, il a trouvé des interprètes exceptionnels dans ses propres académies, comme Pedro Américo dans ses œuvres tardives comme Tiradentes esquartejado, et dans Manuel Lopes Rodrigues, auteur d'une Alegoria da República (allégorie de la République) qui est une icône marquante dans le nouvel ordre, en plus de coopter d'autres maîtres déjà consacrés ou en devenir comme Rodolfo Amoedo, Henrique Bernardelli, Eliseu Visconti et Antônio Parreiras,,. Au début des années 1930, l'École nationale a été incorporée à l'Université fédérale de Rio de Janeiro — devenant ce qui est aujourd'hui l'Escola de Belas Artes —, mettant ainsi fin à son histoire en tant qu'institution autonome.
Même en cette période troublée, certains noms se distinguent par leur mérite. La peinture se portait plutôt bien, et la vigueur et la variété de la production de ces artistes émergents, dont beaucoup sont des femmes, le démontre : Pedro Alexandrino Borges (pt), Arthur Timótheo da Costa, Helios Seelinger, Carlos Chambelland (pt), Rodolfo Chambelland, Georgina de Albuquerque, Antônio Garcia Bento (pt), Belmiro de Almeida, Leopoldo Gotuzzo (pt) et surtout Eliseu Visconti, ont tous reflété dans leurs œuvres la diversité des tendances de l'époque, comme le réalisme, l'impressionnisme, le symbolisme, l'éclectisme et l'Art Nouveau, ouvrant une quantité énorme de nouveaux champs formels dans la peinture et accélérant les transformations vers un nouvel ordre de valeurs qui serait breveté dans la polémique moderniste,.

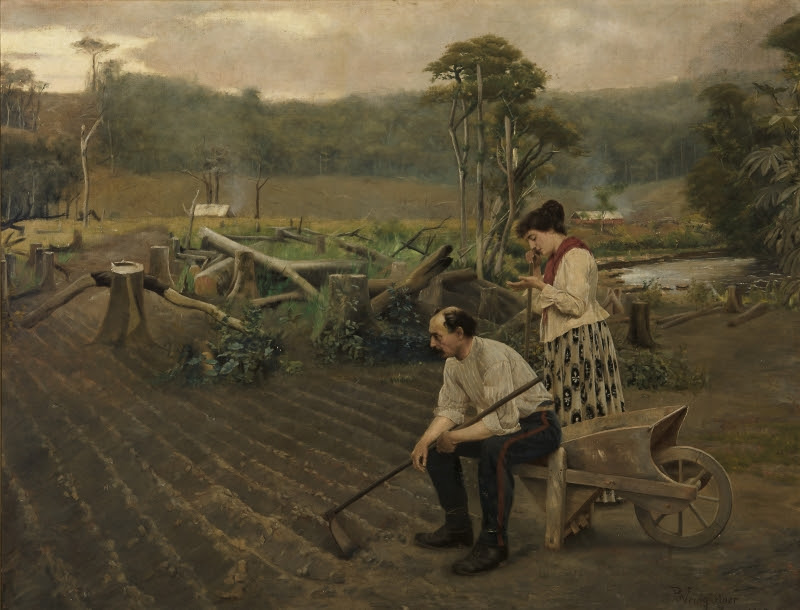
Tempora mutantur, de Pedro Weingärtner (1889, musée d'Art Rio Grande do Sul Ado Malagoli, à Porto Alegre).

Depuis l'extérieur du centre du pays, quelques artistes plus ou moins isolées sont à signaler, tels que Jerônimo José Telles Júnior, paysagiste à Pernambuco, Rosalvo Ribeiro (pt), enseignant à Alagoas, Benedito Calixto, agissant sur la côte de São Paulo. Le cas du Rio Grande do Sul mérite également d'être souligné, où quelques artistes locaux ont été très actifs quoique très isolés : Pedro Weingärtner et Antônio Cândido de Menezes (pt), tous deux dotés d'une solide formation universitaire et ayant laissé un travail de qualité, surtout le premier mentionné.

## Modernisme

### La Semaine de l'art moderne et la première génération de modernistes

Di Cavalcanti en 1965.

Dans les premières décennies du XXe siècle, São Paulo s'affirmait déjà comme l'une des grandes villes brésiliennes, portée par la richesse de la culture du café et l'industrialisation, et avec une classe bourgeoise aisée. Loin de l'influence directe de l'Académie, l'environnement artistique a pu évoluer un peu plus librement, dans un esprit plus cosmopolite, où l'afflux d'artistes étrangers a été plus important, apportant des idées progressistes d'Europe, même si les premières avancées significatives ont été visiblement réalisées dans le domaine de l'architecture, de la littérature et des arts graphiques. L'environnement était divisé entre un courant rétrograde fidèle à l'académisme, et un autre secteur dont l'insatisfaction et l'irritation face à l'état de stagnation des choses s'exprimaient avec force. Selon les mots du peintre Di Cavalcanti :

« L'académisme idiot des critiques littéraires et artistiques des grands journaux, l'empathie des sous-lettrés, creux, verbiageux, installés dans la mondanité et la politique, et la présence morte des médaillons nationaux et étrangers, puant l'environnement intellectuel d'une pauliceia qui se présentait commercialement et industriellement pour sa grande aventure progressiste, ce désespérait notre petit clan de créatures ouvertes aux nouvelles spéculations artistiques, curieuses de nouvelles formes littéraires, déjà imprégnées de nouvelles doctrines philosophiques. »

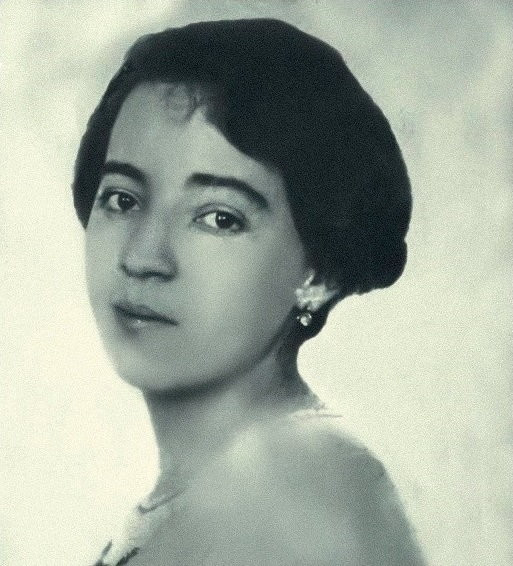
Anita Malfatti en 1912.

Le clan auquel il faisait référence était un groupe d'intellectuels, dont beaucoup avaient été formés en Europe, mis au courant des courants de l'avant-garde européenne de l'époque, tels que l'expressionnisme, le fauvisme, le futurisme et le cubisme. Selon Contier, parmi tous les courants, le futurisme a joué le plus grand rôle dans le lancement du modernisme brésilien, à tel point que, dans les premières années, les participants du mouvement étaient connus comme futuristes. Le groupe comprenait entre autres les écrivains et poètes Oswald de Andrade, Guilherme de Almeida (pt) et Mário de Andrade, ainsi que Victor Brecheret en sculpture. La Semaine d'art moderne, point de repère inaugural du modernisme au Brésil, a été marquée par la célébration de l'exposition d'Anita Malfatti en 1917. Attaqué par Monteiro Lobato dans l'article Paranoia ou Mistificação? (pt), le groupe moderniste se réunit immédiatement pour défendre Anita, et la controverse est déclarée. D'autres manifestations d'avant-garde ont eu lieu dans les années suivantes, et enfin une série de récitals, de conférences et d'expositions a été organisée les 13, 15 et 17 février 1922, constituant cette Semaine de l'art moderne.
Couvrant un éventail d'expressions artistiques, des récitals poétiques aux conférences en passant par des concerts, la participation de la peinture à la Semaine a été modeste. Les sources sont contradictoires, mais il semble qu'il n'ait effectivement été exposé que des peintures d'Anita Malfatti, Di Cavalcanti, Vicente do Rego Monteiro et John Graz (pt), et le catalogue de l'exposition lui-même est inexact. Intensément attaquée par les artistes réunis, l'exposition de peinture elle-même est passée presque inaperçue de la presse et des critiques. Mais ce qui importe vraiment, c'est l'émoi que l'ensemble de l'événement a suscité dans l'environnement de l'art de São Paulo et bientôt de l'art brésilien. L'esprit de rupture et de révolution était clair pour tout le monde, mais il n'y avait pas vraiment d'unité d'idées et de propositions. Les premiers modernistes avaient tendance à identifier le progrès à l'Europe, rejetant en quelque sorte la réalité culturelle nationale et ses propres rythmes, mais le besoin d'actualiser le Brésil avec ce qui se passait dans des pays plus « civilisés » a été ressenti par beaucoup comme une urgence non seulement artistique, mais aussi sociale, politique et même économique, qui s'exprimerait plus clairement dans le sillage du mouvement Pau-Brasil (pt) de 1924, lorsqu'un nationalisme est apparu dans les consciences et a servi de point focal au progrès,.
À cette époque, Di Cavalcanti commençait à aborder le thème des mulâtres, un choix délibéré qui s'inscrivait dans le processus moderniste de sauvetage des racines mixtes du pays, contribuant à redéfinir le sens de la brésilianité dans l'art et la création de nouveaux standards de beauté et d'authenticité nationale, donnant naissance à une iconographie prise comme représentation de tout un mode de vie qui devint très populaire, et Tarsila do Amaral émergea avec une œuvre très originale, qui avait déjà métabolisé l'influence directe de l'étranger, en s'adressant plus directement aux personnages brésiliens. D'autres mouvements ont suivi, comme le mouvement anthropophage, lancé par le manifeste d'Oswald de Andrade, inspiré de la toile Abaporu de Tarsila (1928), une œuvre qui, comme aucune autre, a eu une profonde répercussion dans le monde artistique de ce moment, considérée aujourd'hui comme le représentant par excellence du modernisme brésilien. Cependant, il est progressivement apparu que le cœur de toute la discussion n'était pas les styles ou les courants en eux-mêmes, ni le Brésil ou l'Europe, mais plutôt la liberté de recherche et d'expression individuelle, qui se reflète non seulement dans le thème et la forme, mais aussi dans les instruments techniques et matériels. Dès lors, on ne pouvait guère s'attendre à une véritable unité en termes de style ou de proposition esthétique d'un univers formé par des artistes aux matrices aussi diverses.

### Diffusion du modernisme

#### L'axe Rio - São Paulo

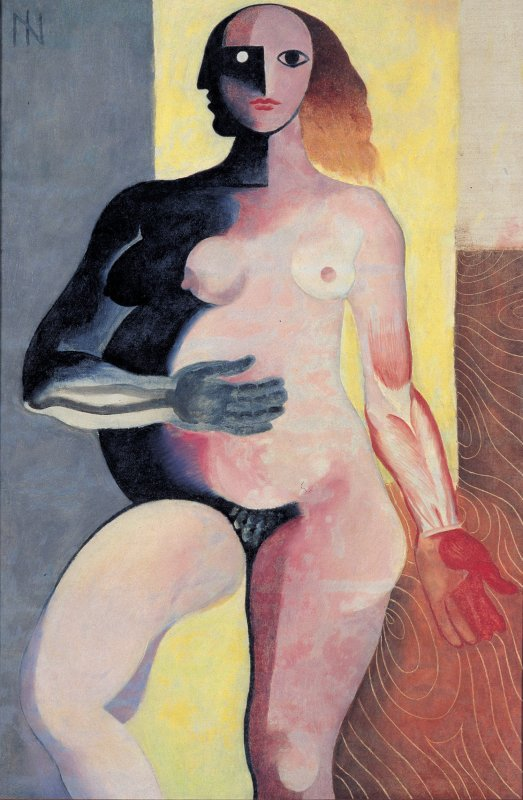
Figura, d'Ismael Nery (1927, Musée d'Art contemporain de l'université de São Paulo).

C'est à ce moment qu'une légion d'artistes a commencé à émerger, ce qui allait faire du modernisme brésilien des années 1930 et 1940 un prisme multicolore, où l'influence de l'Espagnol Pablo Picasso a pris une énorme importance. Même à Rio, principal bastion de l'académisme traditionnel, des personnalités indépendantes comme Ismael Nery, avec une œuvre dérivée du cubisme, de l'expressionnisme et du surréalisme, étaient déjà actives depuis le milieu des années 1920, bien que son œuvre n'ait pas beaucoup circulé à son époque. En 1930, le ministre de l'époque, Gustavo Capanema, nomme Lúcio Costa directeur de l'École nationale des beaux-arts, dont l'administration, bien que brève, introduit le modernisme dans le domaine académique officiel et commence à accepter les œuvres modernistes dans les salons de l'École, dont le premier est appelé de façon symptomatique le Salon révolutionnaire. Ce Salon, selon Franco de Andrade, a eu un impact et une importance encore plus grands que la Semaine des 22 dans la consolidation du modernisme au Brésil. En 1931, Ado Malagoli (pt), Bustamante Sá, José Pancetti (pt) et Edson Motta, avec quelques autres, ont fondé le Núcleo Bernardelli (pt), comme alternative à l'enseignement officiel. Leurs personnalités artistiques étaient très différentes, mais le « Noyeau » a duré jusqu'en 1940, avec les importantes adhésions de Quirino Campofiorito (pt) et Milton Dacosta (pt). Ils ont adopté une approche modérée du modernisme et se sont souciés de la qualité de l'artisanat.
À São Paulo, le mouvement moderne est de plus en plus fort. Bon nombre des artistes provenant de la Semaine des 22, ainsi que d'autres nouveaux membres tels que Lasar Segall et Antônio Gomide (pt), ont fondé en 1932 la Sociedade Pró-Arte Moderna (pt), qui avait son propre siège où, outre leurs œuvres, des tableaux de Picasso, Léger, Gris et De Chirico ont également été exposés pour la première fois au Brésil. Un autre groupe notable était le Clube dos Artistas Modernos, important surtout par la présence du fondateur Flávio de Carvalho (pt) et par une orientation beaucoup plus irrévérencieuse et moins élitiste que l'autre groupe,. Un peu plus loin, se réunissait le groupe de Santa Helena (pt), formé essentiellement d'amateurs, tous des prolétaires qui se consacraient à la peinture de chevalet pendant leur temps libre. De cet humble groupe sont issus certains des noms les plus remarquables de l'art brésilien de l'époque : Francisco Rebolo (pt), Aldo Bonadei (pt), Mario Zanini (pt), Clóvis Graciano (pt) et surtout Alfredo Volpi, immense figure qui est restée en évolution créative jusqu'à la fin de sa longue vie,. Ces associations expriment surtout l'importance de créer des associations comme stratégie d'action réussie tout au long des années 1930. Plusieurs membres de ces groupes se sont réunis en 1937 dans la Família Artística Paulista (pt), dirigée par Paulo Rossi Osir (pt) et Waldemar da Costa (pt), grâce à laquelle ils ont finalement acquis une certaine notoriété, selon Lorenzo Mammi :

« La génération qui a émergé dans les années 1930 était certes plus conservatrice, mais elle était plus consciente que les problèmes de l'art se résolvaient d'abord dans le domaine de l'art, dans le choc concret avec ses traditions et ses techniques. Le Noyau Bernardelli à Rio de Janeiro et la Famille artistique Paulista à São Paulo ont été une conséquence de ce nouveau climat. Volpi était son produit le plus précieux, même si ses œuvres les plus importantes ont été un fruit relativement tardif. »

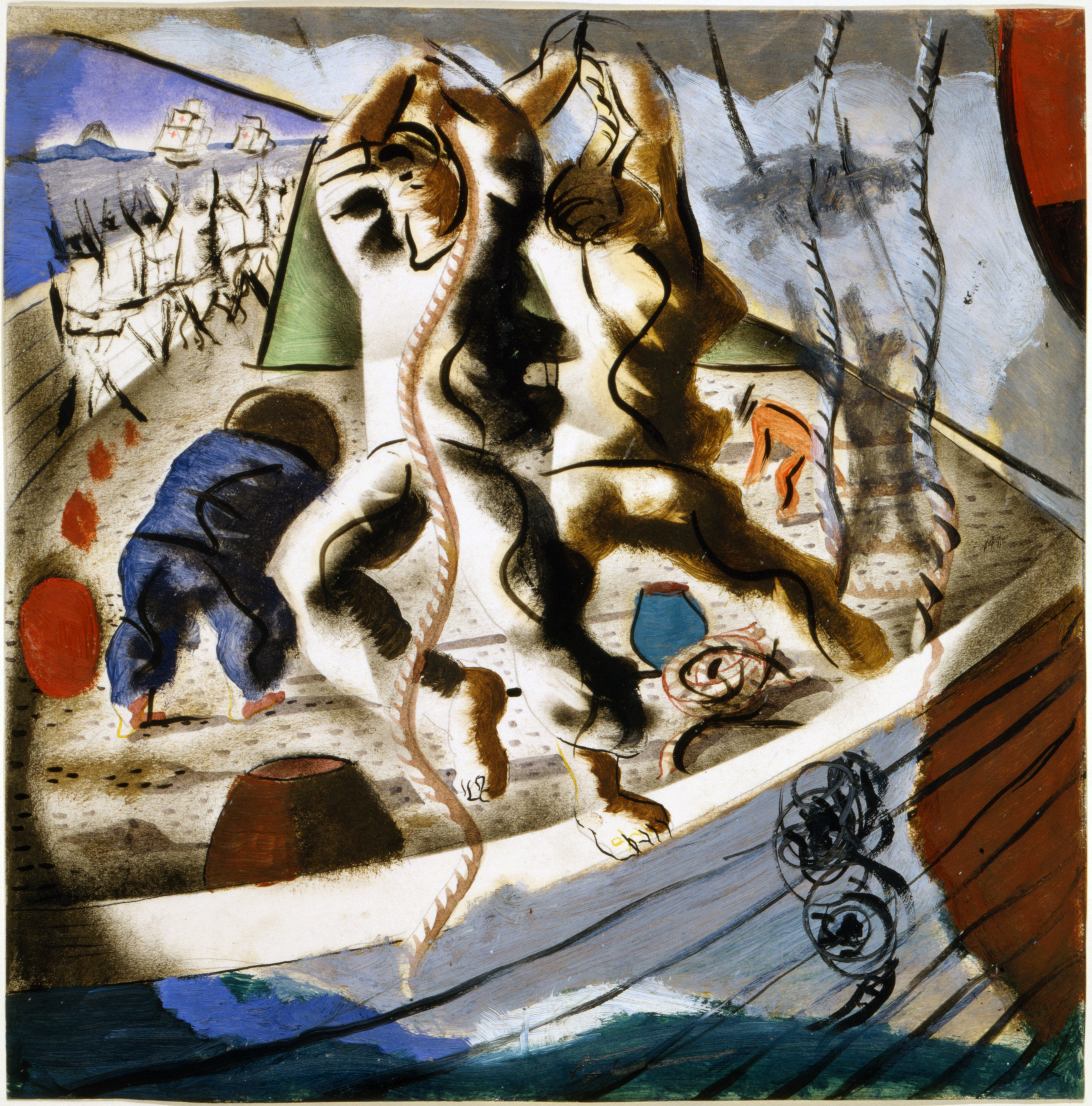
A descoberta da terra, de Candido Portinari (1941, Bibliothèque du Congrès, Washington DC).

En 1934, Candido Portinari, de retour d'Europe, entame avec la toile Café une brillante carrière qui le mènera pratiquement à un statut de peintre national, recevant une série de commandes officielles et reprenant une tradition de compositions historiques grandioses qui n'avait pas été vue depuis le siècle précédent, bien qu'évidemment dans un style moderne, très redevable à Picasso. Mais il ne s'est pas limité à l'histoire : il a laissé un grand nombre d'œuvres dans lesquelles il a dépeint de manière poignante et expressionniste la dure — et souvent poétique — réalité de la population rurale, notamment les retraités du Nord-Est.
À partir des années 1940, le prestige du modernisme est déjà suffisamment consolidé pour déterminer la création de la Division moderne aux Expositions générales des Beaux-Arts, et des noyaux modernistes commencent à proliférer dans plusieurs centres brésiliens. Une initiative remarquable est l'exposition du Groupe des 19 en 1947, à laquelle participent, entre autres, Flavio-Shiro Tanaka, Maria Leontina da Costa (pt), Luiz Sacilotto (pt), Aldemir Martins (pt) et Mário Gruber (pt), d'origines et de milieux divers, mais marqués par l'expressionnisme d'après-guerre. Le groupe se dissout immédiatement après, mais certains de ses membres se distingueront dans l'avant-garde du panorama national, qui mènera directement à l'interprétation brésilienne de l'abstraction et à une nouvelle approche du surréalisme, parfois appelée réalisme magique, quelques années plus tard.

#### Autres centres

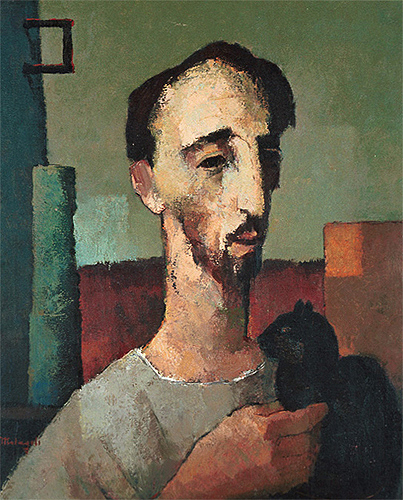
O gato preto, d'Ado Malagoli (1954, musée d'Art Rio Grande do Sul Ado Malagoli).

À Bahia, jusqu'aux années 1940, il n'y avait pas de musées organisés, pas de critiques influents, pas de salons réguliers. De plus, le mouvement moderne y a été plus ou moins ralenti par l'influence de la figure tutélaire de l'académicien Prisciliano Silva (pt). Introduit d'abord par la littérature, le modernisme a connu son premier jalon en peinture avec la première exposition de José Guimarães, élève de Prisciliano, en 1932. Incompris, il s'est aigri d'un ostracisme qui l'a conduit à s'installer à Rio, où il n'a pas eu plus de chance. Une décennie plus tard seulement, un autre événement similaire aura lieu, avec une exposition d'œuvres modernes de São Paulo organisée par Jorge Amado, avec la même répercussion négative. La situation n'a commencé à changer en faveur des modernes qu'à la fin des années 1940, lorsque l'éducateur Anísio Teixeira (pt) a été invité à participer au gouvernement de l'État, obtenant alors le soutien officiel et des espaces propres. À la même époque, Jenner Augusto (pt) et Carybé (pt) s'installent à Salvador Pancetti, suivis d'autres artistes qui viendront ultérieurement.
Le modernisme a pris racine avec force au Ceará à partir de la fondation, en 1944, de la Sociedade Cearense de Artes Plásticas (SCAP, Société de Ceará des arts plastiques), dont l'objectif explicite était d'introduire le modernisme dans les arts du Ceará. Dirigée par le peintre et critique suisse Jean-Pierre Chabloz (pt), elle a bénéficié de la participation exceptionnelle d'Aldemir Martins (pt), Inimá de Paula (pt), Antônio Bandeira (pt) et Mário Baratta (pt), ainsi que de plusieurs autres artistes locaux.
Dans le Pernambouc, si l'on fait abstraction des quelques précurseurs qui ont formé le Grupo dos Independentes (Groupe des Indépendants) dans les années 1930, ce n'est qu'en 1948 que la Sociedade de Arte Moderna de Recife (Société d'art moderne de Recife), fondée par Abelardo da Hora (pt), Reynaldo Fonseca (pt) et Hélio Feijó, a réussi à introduire définitivement le modernisme. La création de l'Atelier Coletivo en 1952 a apporté un nouveau souffle avec la participation de Wellington Virgolino (pt), Gilvan Samico et João Câmara Filho, outre un groupe considérable d'indépendants comme Lula Cardoso Ayres (pt).

A Fazedora de Anjos, de Pedro Weingärtner (1908, Pinacothèque de l'État de São Paulo).

Après un début hésitant au milieu du XIXe siècle, marqués cependant par des personnalités importantes comme Pedro Weingärtner, l'intérêt général pour la peinture va croître rapidement dans le Rio Grande do Sul, et en 1908 est fondé l'Institut des Beaux-Arts, qui deviendra le point central de diffusion de l'art dans l'État sous la forme de l'Académie de Rio, ayant comme professeurs Libindo Ferrás, Angelo Guido (pt), Oscar Boeira (pt) et João Fahrion, celui-ci de tendances plus progressistes et de talent supérieur,. Malagoli arrive en 1952 à Porto Alegre, assumant une chaire à l'Institut et bientôt la Direction de la Division de la Culture de l'État. Il est responsable de l'orientation de l'enseignement artistique public du Rio Grande do Sul puis est à la direction du Musée d'Art du Rio Grande do Sul, récemment créé. Il a pu réaliser une petite révolution moderniste dans les terres du sud, encore assez académiques, et y a formé un grand nombre de disciples. L'association Francisco Lisboa, fondée en 1938 par João Fahrion et Carlos Scliar (pt), a également joué un rôle important. Un autre partenaire important était Carlos Alberto Petrucci (pt), un talent polymorphe autodidacte.

Alberto da Veiga Guignard, lors de son exposition au Musée d'art moderne (auteur et date inconnus, Fonds Correio da Manhã des Archives nationales du Brésil).

Au Paraná, il faut noter la présence isolée mais forte de Theodoro de Bona, Guido Viaro (pt), Loio-Pérsio (pt) et Miguel Bakun (pt), en plus de la présence de l'École de musique et des beaux-arts depuis 1948, et à Santa Catarina, la plus grande figure est Martinho de Haro (pt).
Les premiers airs modernistes dans le Minas Gerais ont été enregistrés au début des années 1940, avec la construction de l'église Saint-François d'Assise à Belo Horizonte, et avec la fondation de l'école des Beaux-Arts, dirigée par Alberto da Veiga Guignard (pt) et formant de nombreux étudiants. En 1944, Juscelino Kubitschek, alors gouverneur de l'État, a promu le premier Salon d'art moderne de Belo Horizonte, l'une des plus grandes expositions collectives de la décennie. Cible de nombreuses protestations et même de déprédations, le salon fut d'une importance fondamentale pour le renouvellement du circuit artistique du Minas Gerais, avec des noms tels que Mário Silésio (pt) et Maria Helena Andrés (pt) ; Emeric Marcier (pt), grand peintre paysagiste et de thèmes sacrés, travaillait pour sa part de façon indépendante à Barbacena,.

## Grands musées, biennales et art abstrait

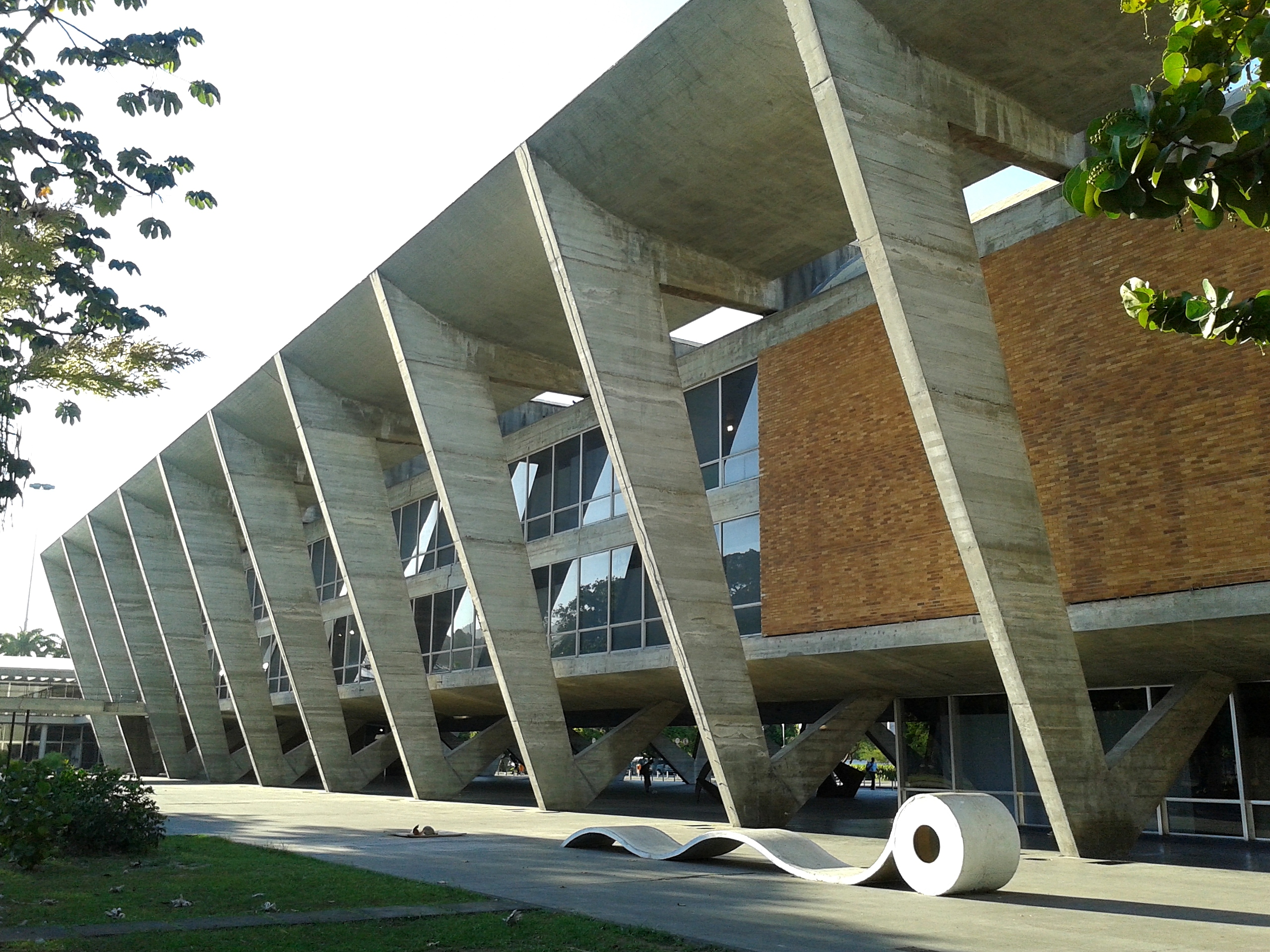
Le Musée d'Art moderne de Rio de Janeiro en 2015.

Dans l'histoire de la peinture brésilienne, le rôle de consécration, de conservation et de diffusion joué par les grands musées ne peut être négligé. L'un des premiers à être créé est la Pinacothèque de l'État de São Paulo, en 1905, suivi du Musée d'Art de Bahia (pt), en 1918. À Rio, héritier des collections royales, le Musée national des Beaux-Arts existe officiellement depuis 1937. Entre la fin des années 1940 et le début des années 1950, un groupe de mécènes de São Paulo a fondé le Musée d'art de São Paulo (1947), et peu après le Musée d'Art moderne (1948), un exemple qui a été suivi à Rio avec la création du Musée d'Art moderne (1948, inauguré en 1952), puis, avec la participation des gouvernements des États, le Musée d'art de Santa Catarina (pt) (1949), le musée d'Art Rio Grande do Sul Ado Malagoli en 1954 et le Musée d'Art de Pampulha (pt) en 1957, qui ont été des exemples importants de reconnaissance officielle et de diffusion du Modernisme.

Antônio Bandeira (n. d., photographie conservée aux Archives nationales du Brésil).

Une autre impulsion a été donnée par la création de la Biennale de São Paulo en 1951, où pour la première fois les œuvres abstraites et les artistes d'avant-garde étrangers ont reçu une large diffusion, ce qui a eu un impact sur l'évolution future de la peinture au Brésil. Grâce à ce réseau d'institutions en activité, la mise à jour du Brésil sur l'art international est devenue plus facile et accessible à un grand nombre de personnes, qui n'ont plus besoin de quitter le pays pour chercher des informations. Dans le même temps, une nouvelle génération de critiques est née, articulée autour de Mário Pedrosa, faisant évoluer le débat vers une spécialisation décisive, s'affranchissant du domaine de la littérature.

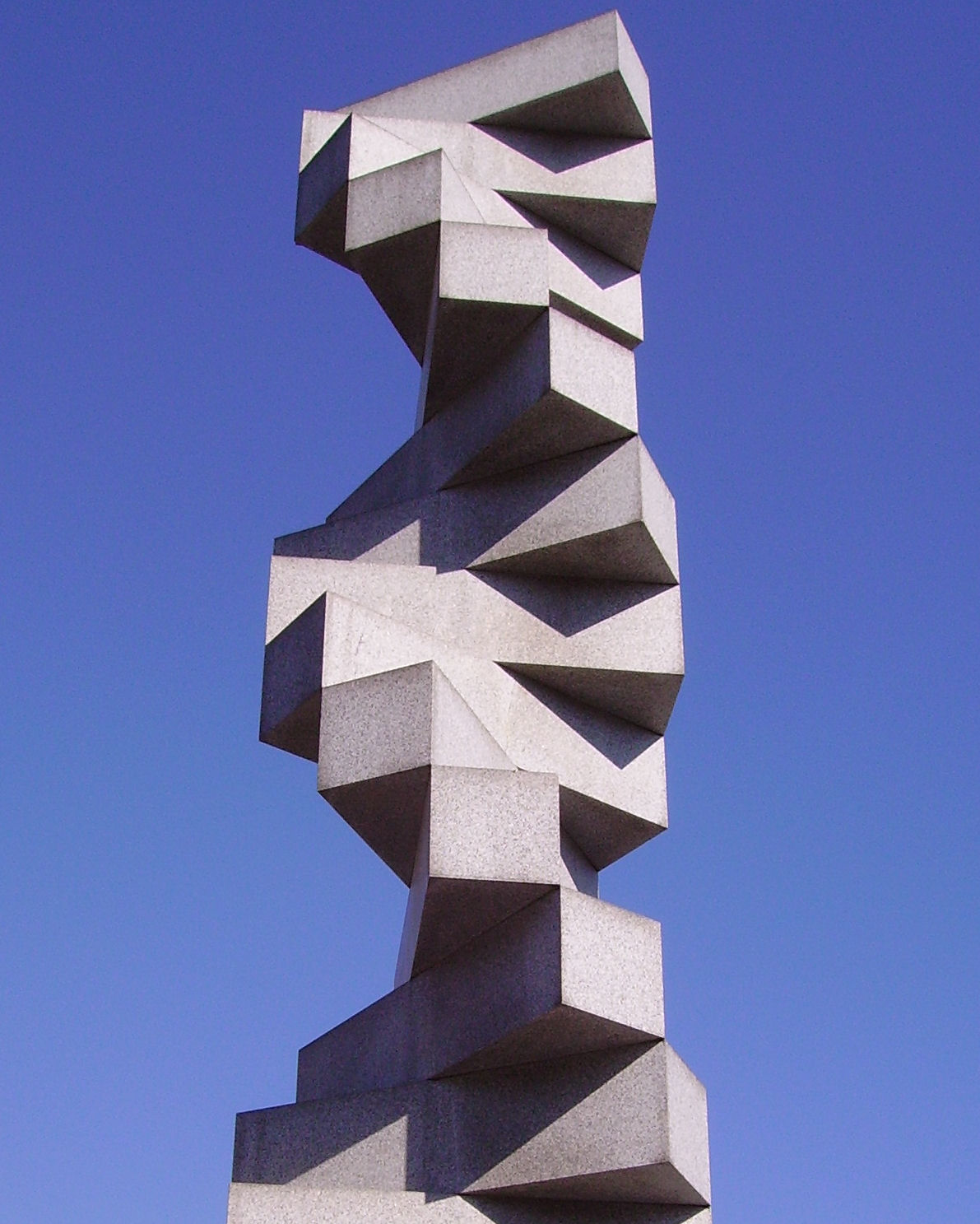
Endlose Treppe de Max Bill, à Ludwigshafen, en Allemagne.

Peu après sa consécration lors de la première biennale, l'art abstrait s'établit au Brésil au travers du travail précurseur de Max Bill, Cícero Dias, Antônio Bandeira (pt), Lothar Charoux (pt) et Samson Flexor, et avec l'activité de groupes d'avant-garde tels que le Grupo Ruptura (pt), à São Paulo, et le Grupo Frente (pt), à Rio. Selon De Paula, l'avant-garde était organisée autour des tendances géométriques constructives abstraites, au détriment des tendances informelles et expressives, avec des activités plus marginales. La fin de la première phase du modernisme brésilien est marquée à ce moment-là, caractérisée par des références locales, un flou esthétique et l'absence de conventions, inaugurant une phase de constitution d'un champ artistique autonome, régi par un système de conventions qui détermine ce qui est moderne ou non. Le manifeste de 1952 du Groupe Ruptura, aligné sur le concrétisme de São Paulo et autoproclamé « première avant-garde brésilienne », a marqué un tournant, définissant ceux qui créent de nouvelles formes à partir d'anciens principes et ceux qui créent de nouvelles formes sur de nouveaux principes. Pour la première fois, l'œuvre d'art est comprise d'un point de vue purement plastique et formel, et non pas à partir de questions extra-artistiques comme le brésilianisme, le régionalisme ou la critique sociale. Les influences formatrices du concrétisme se trouvent dans les expériences du Bauhaus allemand, du groupe De Stijl néerlandais et du Cercle et Carré français, ainsi que dans le suprématisme et le constructivisme russes. L'idéologie politique développementaliste (en), avec sa croyance dans l'industrie et le progrès, a également joué un rôle important en créant des ponts entre l'art et l'industrie.

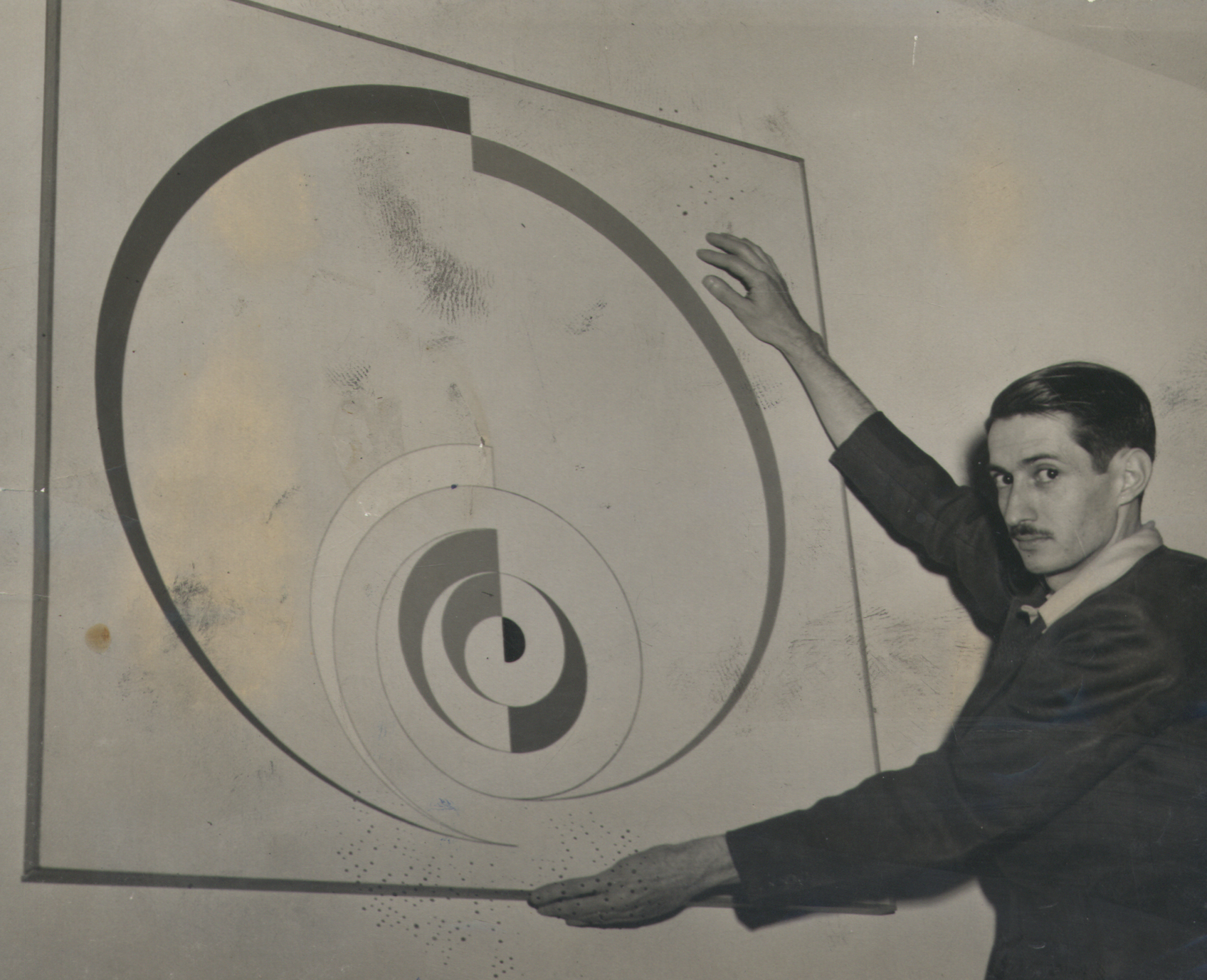
Ivan Serpa avec l'une de ses œuvres en 1965.

En 1953, la première exposition nationale d'art abstrait (Exposição Nacional de Arte Abstrata) a été lancée, montée à l'hôtel Quitandinha de Petrópolis, avec des œuvres de Bandeira, Ivan Serpa (pt), Aluísio Carvão (pt) et d'autres. D'autres noms remarquables à cette époque sont Hermelindo Fiaminghi (pt), Hércules Barsotti (en), Luiz Sacilotto (pt), Waldemar Cordeiro (pt), Lygia Clark et Hélio Oiticica. À cette époque, l'œuvre de Volpi arrive à maturité et est d'un grand raffinement qui, bien qu'évoluant à partir de la figuration, a pris un caractère fortement abstrait et constructiviste. En 1956, la première exposition nationale d'art concret (Primeira Exposição Nacional de Arte Concreta) a eu lieu au Musée d'art moderne de São Paulo et a été rééditée l'année suivante à Rio. Cependant, dans ces événements, il était déjà clair que le maintien de l'unité du groupe concrétiste ne serait pas viable pendant longtemps, fragmenté en une grande variété de propositions différentes. Les Paulistas ont mis l'accent sur le concept de pure visualité de la forme, contre lequel les Cariocas ont opposé une articulation intime entre l'art et la vie, rejetant la considération de l'œuvre comme une « machine » ou un « objet » et accordant une plus grande importance à l'intuition en tant qu'élément central de la production artistique.

## Années 1960-70: engagement politique et crise conceptuelle

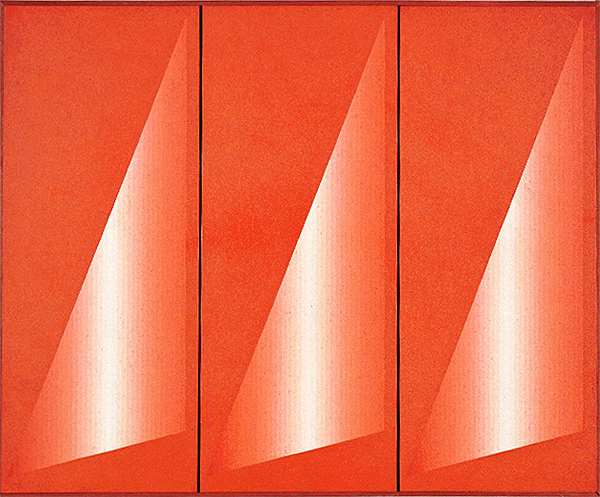
Tríptico I, de Jader Siqueira (1977, musée d'Art Rio Grande do Sul Ado Malagoli, à Porto Alegre).

Le concrétisme s'est ensuite effacé, laissant place à la création du mouvement néo-concrétiste (pt), une dissidence du premier qui a également eu des répercussions sur la littérature et d'autres spécialités artistiques. En 1959, Amilcar de Castro (pt), Ferreira Gullar, Franz Weissmann (pt), Lygia Clark, Lygia Pape, Reynaldo Jardim (pt) et Theon Spanudis (el) ont signé le Manifeste du Néo-concrétisme, dénonçant la « dangereuse exacerbation rationaliste » du concrétisme et ce qu'ils considéraient comme une dégradation mécaniste, dogmatique et scientifique de la création artistique. À leur place, ils proposent la liberté d'expérimentation, le retour au geste expressif, le sauvetage de la subjectivité, le maintien de l'« aura » de l'œuvre d'art et la récupération de l'humanisme.

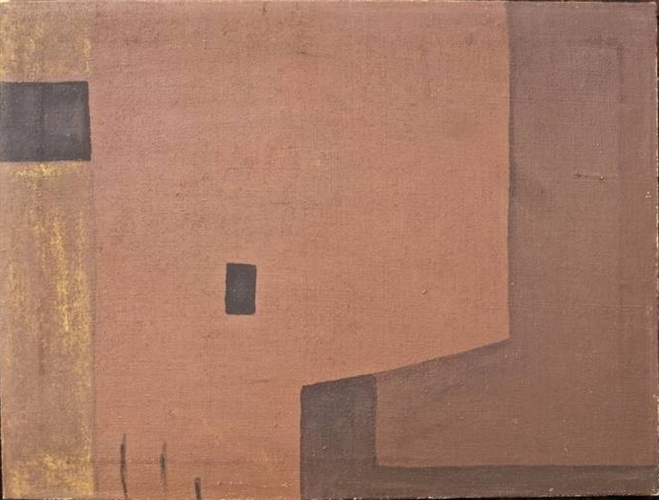
(Sans titre), de Mira Schendel (1956).

Parfois influencés par les arts graphiques, ou même incorporant des objets et des collages dans leurs œuvres, mais toujours avec une organisation géométrique de rigueur variable, les représentants typiques du mouvement étaient Aluísio Carvão (pt), Hércules Barsotti (en), Willys de Castro (pt), Mira Schendel, Abelardo Zaluar, Arcangelo Ianelli (pt), Raymundo Collares (pt), Loio-Pérsio (pt) et Pedro Escosteguy (pt). D'autre part, l'abstractionnisme s'est également épanoui dans une ligne informelle, privilégiant les formes ou les lignes fluides en mettant l'accent sur la sensibilité du geste spontané et les subtils dégradés de couleur. On y trouve des artistes comme Manabu Mabe, peintre lyrique, ou comme Iberê Camargo, avec son drame explosif. L'abstractionnisme a également été dérivé dans l'école d'optique, qui a travaillé avec des effets purement visuels et des illusionnismes optiques de diverses espèces. Maurício Nogueira Lima (pt) et Luís Sacilotto (pt) sont de bons représentants, bien que ce courant au Brésil ait peu d'adeptes.
Au début des années 1960, il y a eu une transition du nationalisme de l'ère Vargas au développementalisme de Juscelino Kubitschek, en passant par la mise en place définitive d'une société urbaine modernisée. En accord avec cette atmosphère, une génération consommatrice d'art a émergé, intégrant une bourgeoisie industrielle, imprégnée d'une nouvelle sensibilité esthétique et de nouvelles habitudes de vie, qui a soutenu la création de la première structure de marché de l'art du pays dans les villes de São Paulo et Rio de Janeiro, avec des galeries privées d'art moderne et contemporain produites au Brésil même, bien que généralement gérées par des réfugiés étrangers de la Seconde Guerre mondiale.
Pendant ce temps, la situation politique du pays s'embrouille et s'agite, tandis que des protestations contre les avant-gardes abstraites commencent à se faire entendre, exigeant une nouvelle orientation de l'art qui se concentrerait sur les problèmes de la nation. Dans l'article Notas para uma teoria da arte empenhada (« Notes pour une théorie de l'art engagé », 1963) de José Guilherme Merquior, alors lié à l'Union nationale des étudiants (pt), et dans le livre Cultura posta em questão (« Culture remise en question », publié en 1965 mais écrit des années auparavant) de Ferreira Gullar, l'avant-garde et l'engagement politique se présentaient comme des opérations distinctes et inconciliables dans le domaine artistique. Ils s'attaquent aux « expériences stériles, impuissantes et aliénées » des avant-gardes abstraites et intellectualistes et prônent une plongée décisive dans les questions brûlantes qui agitent la société brésilienne. Ils ont considéré que ces avant-gardes étaient en fait des obstacles naturels et des opposants à une véritable vulgarisation de l'art à grande échelle, uniquement possible, selon les auteurs, par un réalisme sociopolitique engagé, avec un message et un but didactique clairement compréhensible. Dans le même temps, d'autres critiques ont mis en doute et attaqué d'autres éléments du système artistique, tels que les salons, les musées et les galeries, souvent avec des liens évidents de dépendance à l'égard du pouvoir constitué,.
La crise sociale a été précipitée, les militaires ont organisé un coup d'État en 1964 et une dictature a été instaurée, créant un environnement opprimé par la censure. Selon Reis,

« De la rencontre de ces deux territoires, l'expérimentation artistique et la transformation politique, que ce soit par la différence de leurs projets, par les approches dialectiques ou par la complexité de la production artistique, est née une des discussions de base des années 1960... Elle a été très présente dans les discussions entre artistes et critiques culturels de l'époque : la possibilité d'un projet d'avant-garde national. Ou plutôt, un projet de nation encore possible donné par les arts visuels expérimentaux et ayant un caractère transformateur en unissant l'expérimentation esthétique et l'engagement politique et social. »

| Image externe | |
|               | Voir Policiais Identificados na Chacina (Registro Policial), de Rubens Gerchman (1968), sur Wikipédia en portugais. C'est une œuvre protégée par le droit d'auteur dont la reproduction est impossible sur Wikipédia en français. |

Plusieurs artistes ont pris à cœur de réévaluer la nature de l'art et son rôle dans la société, considérant que l'œuvre avait cessé d'être un objet autonome et avait une fonction sociale. Puis, outre l'expérimentation abstraite, une autre des grandes tendances de cette époque s'est formée, la nouvelle figuration, qui est en fait un faisceau de courants hétérogènes, reprenant la représentation figurative et influencé par les médias de masse, les expressions populaires incultes, les arts graphiques (en particulier l'art séquentiel), et approchant le pop art nord-américain, bien qu'avec des objectifs très différents de celui-ci, avec une veine urbaine plus agressive, et faisant également appel à la critique sociale, au non-sens et à l'humour. Les principales figures au Brésil sont Rubens Gerchman, Antônio Dias, Roberto Magalhães (pt), Carlos Vergara (pt), José Roberto Aguilar (pt), Carlos Zilio (pt), Anna Maria Maiolino,,, Wanda Pimentel, auxquelles il faut ajouter les membres du Grupo Rex (pt), très influencé par le pop art : Wesley Duke Lee (pt), Geraldo de Barros (pt), Waldemar Cordeiro (pt), Nelson Leirner (pt), José Resende (pt), Victor Arruda (pt), Carlos Fajardo (pt) et Frederico Nasser (pt). D'autres influences figuratives importantes sont celles du groupe argentin Otra Figuración (en), dont la viscéralité, selon Paulo Herkenhoff (de), a eu un large retentissement dans l'art brésilien à partir du milieu des années 1960 et s'est répandue dans les années 1970, ainsi que lors d'une célèbre exposition parisienne intitulée « Mythologies quotidiennes ».
Mário Pedrosa s'est élevé en 1966 pour défendre les avant-gardes avec le texte Crise do condicionamento artístico (« Crise du conditionnement artistique »), mettant en évidence la transformation continue des avant-gardes historiques vers la condition d'avant-garde expérimentale. Il a également souligné le rôle décisif joué par le marché de la consommation et la publicité dans les récentes transformations des avant-gardes, qui ont fait que le langage des arts visuels s'est rapidement transformé et remplacé par un autre, en raison des intérêts de la logique mercantile de la nouveauté et de l'autonomie même de l'objet artistique dans l'ère moderne. Selon Pedrosa, la production brésilienne des années 1960 mérite le nom de pionnière mondiale car elle offre, de par ses racines immédiates concrétistes et néo-concrétistes et son engagement social, une nouvelle réponse visuelle pour un nouveau monde. D'autre part, les critiques ont également souligné que Frederico Morais et Aracy Amaral (pt) ont proposé des lectures très différentes du moment esthétique des années 1960, le premier dessinant un panneau basé sur un concept d'identité typiquement brésilien, dérivé principalement du baroque, de l'anthropophagie et du concrétisme, et l'autre niant l'existence d'une véritable avant-garde nationale.

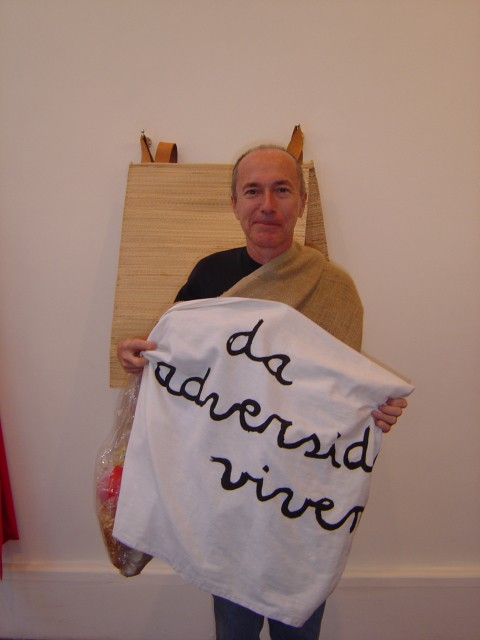
Gerardo Mosquera portant le « parangolé » Da adversidade vivemos, de Hélio Oiticica.

Un autre aspect du mouvement des années 1960 était ce qu'on appelait l'art conceptuel, qui minimisait l'importance de l'objet physique et favorisait les idées et propositions sous-jacentes. La question principale portait sur le sens de l'acte créatif, qui se déployait dans tout le champ de l'art et de la culture,. L'utilisation de supports alternatifs ou inhabituels pour la peinture, y compris le corps humain, et le caractère volontairement éphémère de certaines productions, ainsi que l'expérimentation et la contestation se sont généralisées sur tous les fronts, symptomatiques de la nécessité de trouver des échappatoires à la répression politique. Dans ce contexte, les limites entre les catégories traditionnelles d'expression — peinture, théâtre, poésie, musique, etc. — ne sont plus pertinentes et il existe un entrelacement de matériaux et de techniques, ce qui rend difficile la classification de chaque pièce. Les célèbres Parangolés d'Hélio Oiticica sont des exemples typiques de cette intégration entre différents domaines artistiques, cherchant la construction d'un « art total »,,. Dans ce processus de large rupture de paradigme, certains ont même déclaré que la peinture, en tant que genre spécifique, était morte.

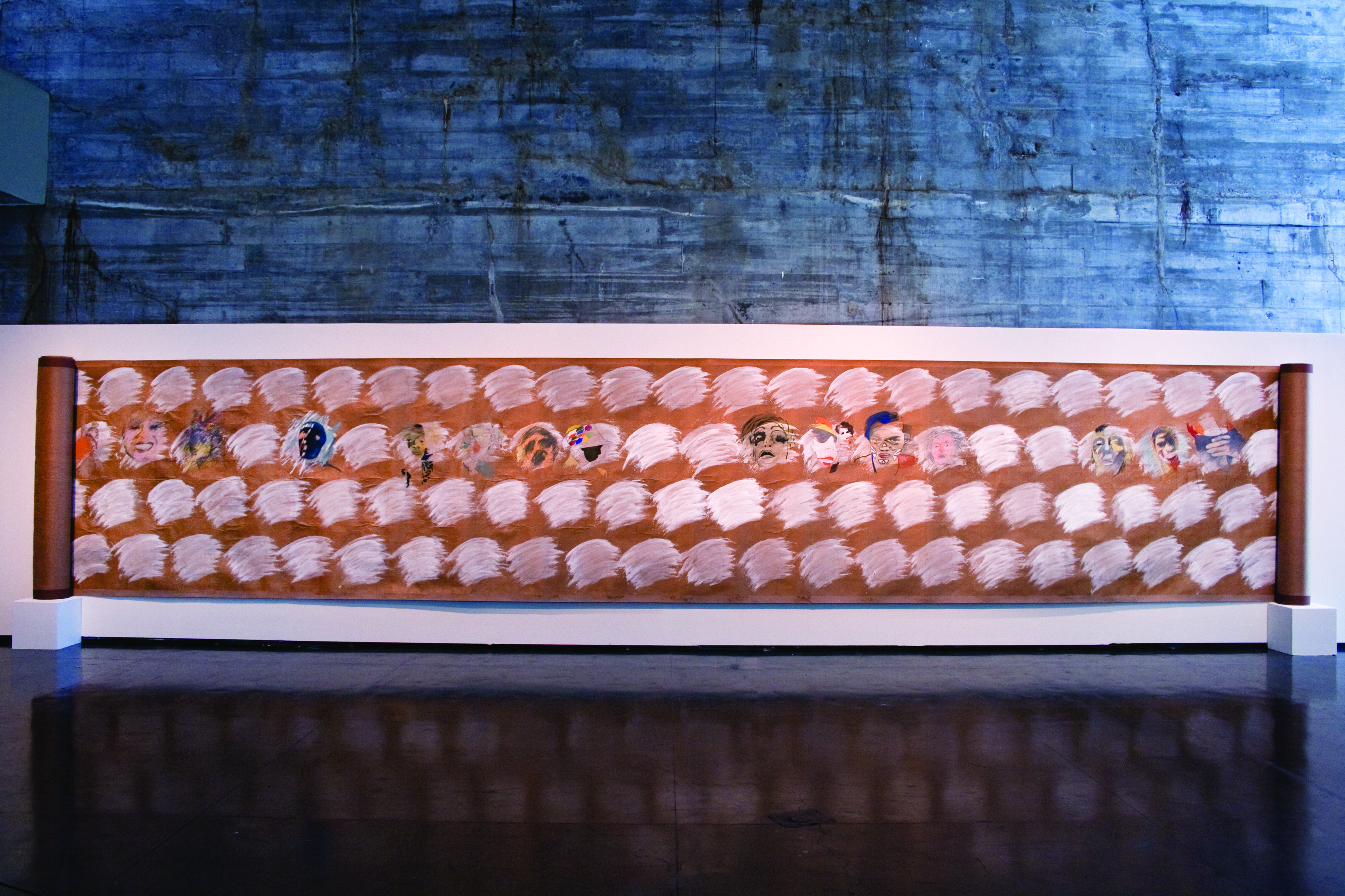
Panneau de Carlos Vergara lors de la Biennale de Venise 1980.

Un consensus temporaire et libéral a été atteint en 1967 avec la publication de la Declaração de princípios básicos da vanguarda (« Déclaration des principes fondamentaux de l'avant-garde »), signée par un important groupe de créateurs et de critiques, parmi lesquels Antônio Dias, Carlos Vergara, Rubens Gerchman, Lygia Clark, Carlos Zílio, Hélio Oiticica, et les critiques Frederico Morais et Mário Baratta (pt). Là, le concept d'avant-garde s'est exprimé de la manière la plus ouverte et la plus complexe possible, on a essayé de résoudre les impasses de la production artistique face au nouveau régime politique et de positionner son déroulement formel face aux mouvements internationaux, mais le résultat était en fait trop large et trop libre pour ne pas devenir ambigu. Des résultats plus pratiques ont été révélés sous la forme de la production artistique elle-même et dans l'espace de discussion créé avec les expositions publiques, telles que Opinião 65, Propostas 65, Nova Objetividade Brasileira et Do corpo à terra, qui ont défini comme possible un art à la fois expérimental et engagé.
Avec le général Emílio Garrastazu Médici comme président, le régime militaire est entré dans sa phase la plus brutale. Comme l'a dit Napolitano, les priorités étaient de gagner le soutien de la classe moyenne par une politique d'encouragement à la consommation, et de détruire l'opposition, si nécessaire en recourant au meurtre et à la torture. Son gouvernement était marqué par une intense propagande politique, une croissance économique et une combinaison de répression policière et de censure. La conquête par le Brésil de la Coupe du monde de football 1970 a été un prétexte parfait pour la propagande du gouvernement, avec la diffusion massive de slogans comme Pra frente Brasil ! (« En avant le Brésil ! »), Brasil, ame-o ou deixe-o (« Le Brésil, tu l'aimes ou tu le quittes »), à un moment où commençait le « Miracle brésilien ». Avec le renforcement de l'économie, un nouveau grand marché du travail s'est ouvert, la consommation a explosé et la culture de masse a atteint des niveaux sans précédent, avec une forte pénétration nord-américaine.
Malgré les pressions politiques, les années 1970 ont été extrêmement significatives, selon l'universitaire Tadeu Chiarelli (d), car certains artistes ont commencé à se rendre compte que les espaces de représentation de l'artiste dans une sphère plus large de la société avaient été drastiquement limités, et comme stratégie, ils ont cherché à produire des œuvres qui étaient encore marquantes, bien qu'elles ne soient plus explicitement contraires au statu quo, en utilisant l'allégorie. Ensemble, une remise en question est née, mettant en doute tous les postulats qui, jusqu'alors, orientaient la performance des artistes les plus participatifs, et des réflexions profondes ont été entamées sur leur identité en tant qu'artistes et sur la place qu'ils pouvaient ou devaient occuper dans le contexte de l'histoire de la nation et de l'histoire de l'art. Pour compléter le tableau, le Brésil connaissait également un flot croissant d'images véhiculées par les médias de masse, « dont le pouvoir écrasant était, déjà à ce moment-là, capable de détruire complètement tous les présupposés conceptuels et érudits de ce qui serait l'art, l'artiste, et le rôle des deux dans cette société en profonde transformation ». Dans ce contexte, l'œuvre qui a inauguré une nouvelle situation pour la peinture brésilienne a été la série d'autoportraits de Marcello Nitsche (pt) en 1975, où l'artiste, associant peinture et vidéo, s'est représenté dans chaque tableau dans un certain style de l'histoire de l'art moderne — impressionnisme, expressionnisme, concrétisme, etc. — comme s'il pouvait trouver un refuge et un minimum d'identité dans l'histoire de l'art elle-même.

## «Onde está você, geração 80?»

A viagem secreta, de Leonilson, acrylique sur toile (1987, musée d'Art Rio Grande do Sul Ado Malagoli).

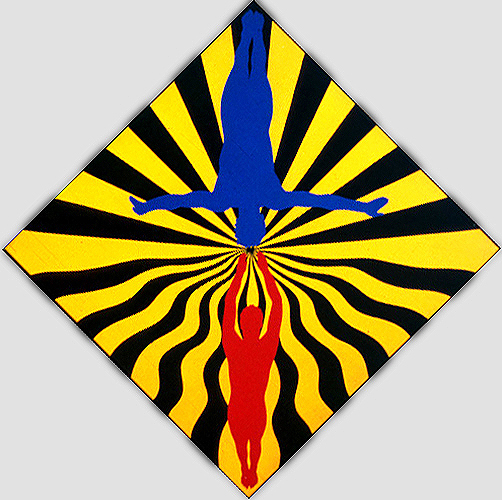
Quasi contacto, de Milton Kurtz, acrylique sur toile (1989, musée d'Art Rio Grande do Sul Ado Malagoli).

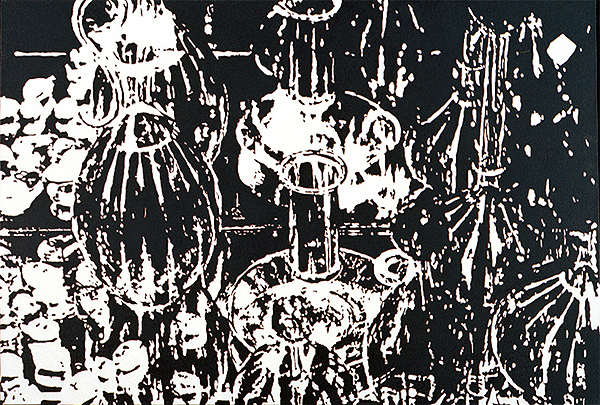
(Sans titre), de Mário Röhnelt, acrylique sur toile (1991, musée d'Art Rio Grande do Sul Ado Malagoli).

L'ouverture politique progressive des années 1980 a apporté un climat de détente sur la scène artistique. L'exposition la plus emblématique de cette décennie, Onde está você, geração 80? (« Où êtes-vous, génération des années 1980 (pt) ? »), organisée à l'École des Arts visuels du Parque Lage de Rio de Janeiro en 1984, a réuni 123 artistes, presque tous au début de leur carrière, dans laquelle la peinture a réapparu avec exubérance. Déjà sans le poids de la censure dictatoriale, le thème politique sombre et acide a été abandonné, ainsi que l'hermétisme des propositions conceptuelles, au profit d'une explosion de couleurs, de formes et de sujets. Les œuvres sont souvent de grandes dimensions, plus aptes à traduire leur enthousiasme en gestes amples, et les peintures appliquées avec abondance soulignent la sensualité de la matière et l'aspect palpable de l'œuvre. Cette prépondérance du matériau de fabrication était également associée à un faible souci d'une finition traditionnelle du produit final. De nombreux tableaux de cette période montrent l'utilisation de l'erreur et du hasard, des déversements et des écoulements, des changements de direction dans la composition, et ont été réalisés dans des tissus et des papiers irréguliers ou lâches, sans fixation à un tableau ou à un cadre support. La figuration revient avec toute sa force et commence à élaborer des chroniques de la vie quotidienne urbaine et du corps humain dans ses divers aspects, de la sexualité déjà sans tant de tabous, des héros de la bande dessinée. Selon Marcus Lontra, commissaire de l'exposition,

« Héritière du silence, cette génération rêvait de beaucoup de son, de beaucoup de soleil et de rock and roll. Dans les arts, il y avait un sentiment de liberté, un désir d'être heureux, de peindre la vie avec des couleurs fortes et vibrantes, de valoriser le geste, l'action. À l'épuisement du modernisme et au soutien théorique excessif qui confinait l'art dans une sorte de château académique uniquement pénétré par les esprits élevés, il y avait une volonté de faire de l'art le lieu des émotions, un chaudron bouillonnant d'odeurs, de plaisirs et de sensations. Cet engagement hédoniste, cette aspiration au bonheur, trouvera ses racines dans la volonté collective de « participer », d'intégrer la collectivité démocratique dont on rêvait. »

Pour le marché de l'art et les institutions artistiques formelles, le retour de la peinture sur la scène était un véritable soulagement, un moyen d'expression très traditionnel bien adapté à la structure des musées et pour lequel il était plus facile de définir des critères de valeur. La production de cette génération fut, selon les mots de Carvalhaes, un succès retentissant, étant rapidement et ardemment absorbée par le marché de l'art, et bientôt consacrée par les critiques, qui la couvrirent d'adjectifs tels que « simplifiée », « sans prétention », « joyeuse », « jeune » et d'autres du même ton attrayant. La répercussion dans les médias populaires a été tout aussi importante. À São Paulo, avec une attitude similaire, un groupe s'est réuni autour de la Casa 7 et de la Fondation Armando Álvares Penteado (pt) ; parmi les peintres les plus connus de cette génération, on peut citer Daniel Senise (pt), Leda Catunda (pt), Nuno Ramos (pt), Rodrigo de Castro Andrade, Beatriz Milhazes, Victor Arruda (pt), Leonilson (pt) et Mônica Nador (pt).
Le mouvement n'est pas isolé et accompagne la reprise de la peinture en Europe et aux États-Unis, avec une forte influence du néo-expressionnisme et de la tendance historiciste du courant postmoderne, relisant une grande variété de thèmes et d'éléments formels du passé lointain et récent, ce qui contribue à donner un visage très polymorphe à la peinture de cette décennie, qui se traduit plus par la pure volonté de peindre que par une proposition esthétique unifiée ou cohérente. C'était en partie un prétexte pour la critique du mouvement qui s'est progressivement fait entendre. D'autres se sont interrogés sur la légitimité d'une consécration aussi rapide et massive de ces jeunes artistes, et d'autres encore ont compris la proposition comme naïve, nostalgique, conformiste ou superficielle, ignorant volontairement à la fois la tradition artistique et les problèmes sociaux. Pour Ricardo Basbaum, la critique qui a immédiatement célébré la génération des années 1980 a péché en évitant la confrontation et l'analyse de l'œuvre elle-même pour se concentrer sur des aspects purement comportementaux, et pour Martin Grossmann, la pratique de la relecture historiciste a eu peu de place dans le contexte brésilien, principalement parce qu'il n'y avait pas de « références in loco (dans les musées) comme les Européens et les Américains. La faiblesse de notre renouveau devient encore plus évidente quand on sait que la plupart de nos jeunes peintres ignoraient la petite histoire de la peinture brésilienne, ignorant des joyaux encore plus récents comme Malfatti, Guignard ou Volpi, par exemple ».

## Fin duXXesiècleet début duXXIesiècle

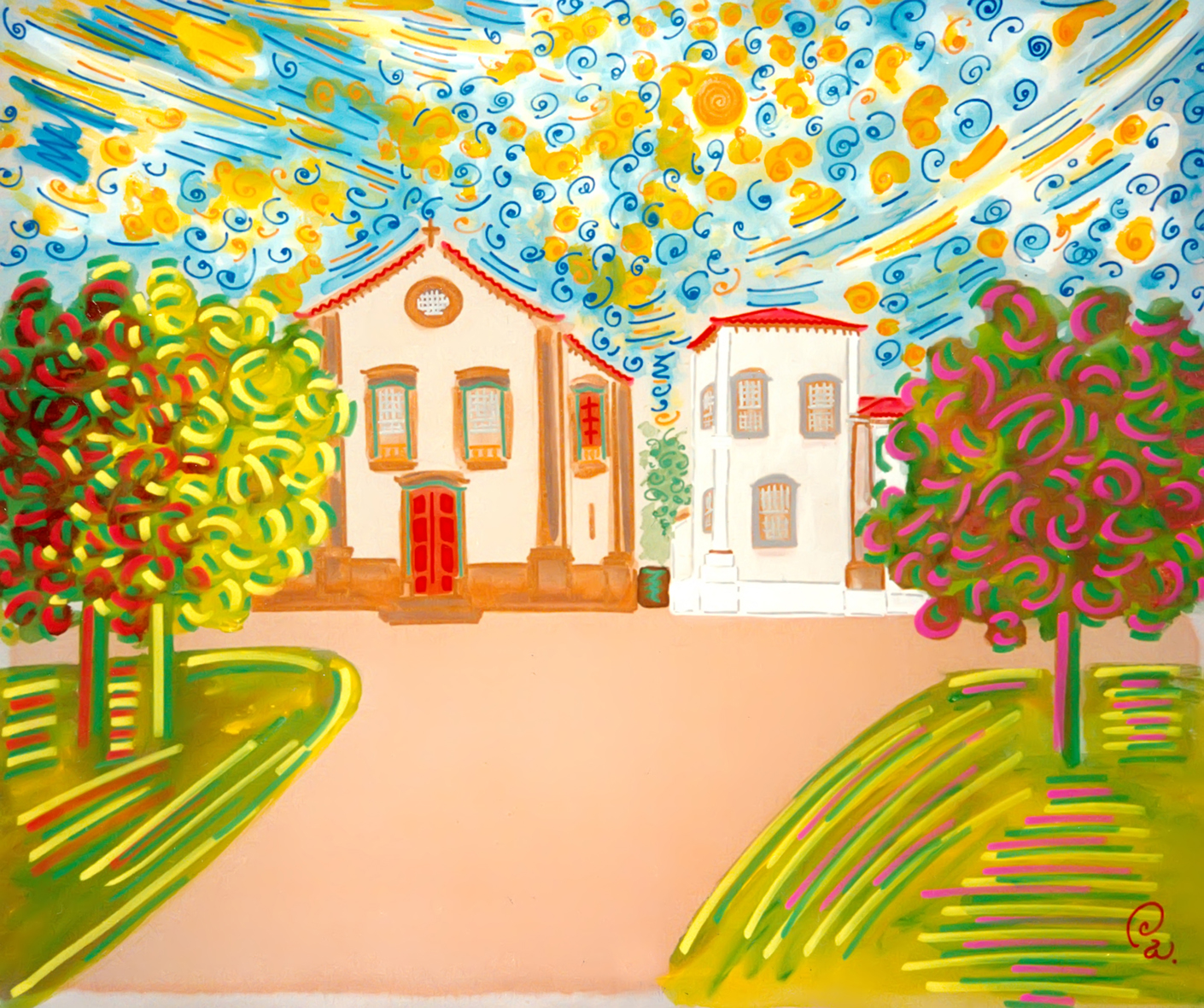
Tiradentes, d'Oscar Araripe (2017, collection de l'artiste).

Après l'explosion des années 1980, la décennie suivante a d'abord révélé un certain vide, une fatigue. La relecture se banalise et perd en quelque sorte le sens vital qu'elle avait juste avant, on ressent le besoin d'orienter les efforts de recherche d'un nouveau sens à la pratique de la peinture, et les artistes se retrouvent à nouveau à la croisée des chemins. La solution trouvée par certains — ou le reflet d'une désorientation — était la déformation et l'accent mis sur les aspects de la perversité, avec le corps humain et les relations interpersonnelles comme objet central.

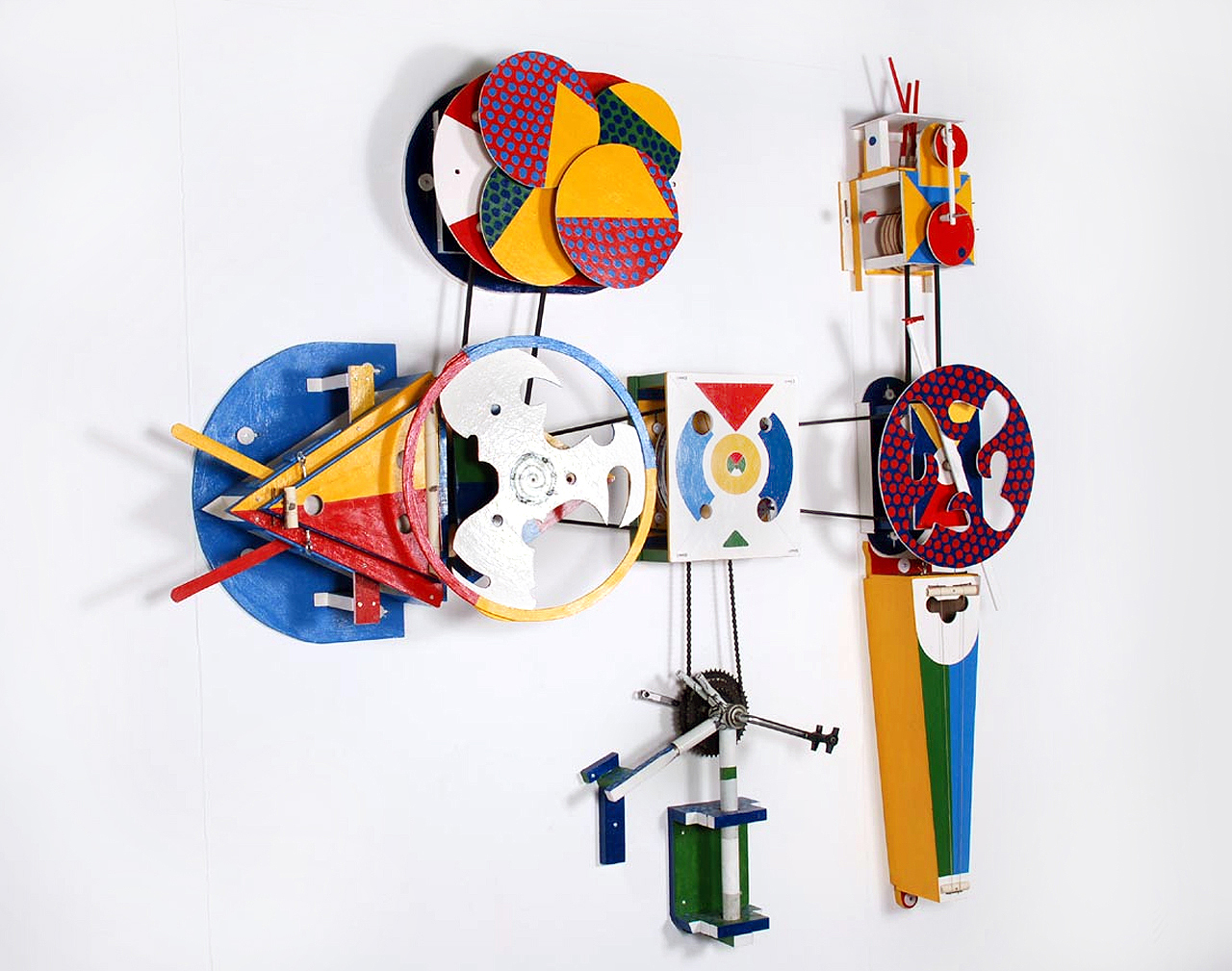
Deraierendelouer, de Chico Machado, peinture cinétique et sonore manipulable. Peinture émaillée sur bois, engrenages et poulies (2007, collection de l'artiste).

D'autres encore ont métabolisé plus positivement le flot de nouveaux concepts et l'ouverture de nouveaux champs de recherche, et ont utilisé cette richesse pour créer des langages personnels plastiquement attrayants et avec une pluralité de lectures et d'associations possibles, en utilisant souvent le mot comme un élément plastique qui ouvre de nouvelles dimensions de narration, de sens et de visualisation à l'œuvre. D'autres artistes continuent à travailler sur des questions typiquement post-modernes, relativisant, problématisant et actualisant les aspects de la paternité, de l'anachronisme et de l'originalité. La peinture contemporaine brésilienne la plus récente, bien qu'elle ait perdu une place relative dans le monde de l'art, en concurrence avec d'autres médias tels que la photographie, la vidéo, la performance et l'installation, est toujours très présente, étant pleinement mise à jour avec tous les courants importants alors en vogue. La diversité et la recherche d'une re-signification des termes sont des aspects centraux de la production, ayant toujours comme base solide les pratiques et les éléments visuels des avant-gardes historiques et du conceptualisme, comme la transgression des médias et des techniques traditionnelles et l'association avec les médias alternatifs, reflétant la société mondialisée et multi-référentielle dont le Brésil fait désormais partie,.

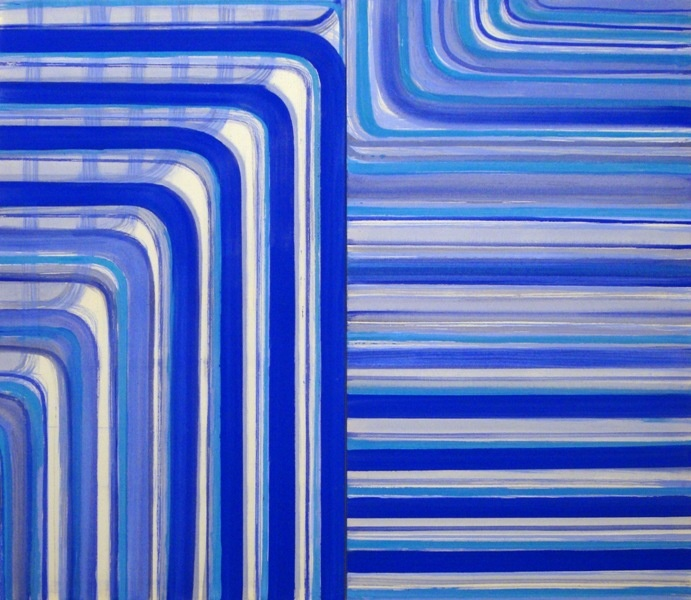
Fluidos e fixos - correnteza 2 (diptyque), de Niura Bellavinha (2010, Anita Schwartz Art Gallery).

D'autre part, ces nouvelles façons de faire et de comprendre la peinture ont eu des répercussions intéressantes dans le monde de l'éducation artistique, et les écoles officielles contemporaines elles-mêmes, héritières de l'ancienne Académie, se sont trouvées dans la contingence d'adapter et de relativiser largement les pratiques et les concepts afin de suivre le cours des événements. Il est paradoxal que, malgré la diffusion massive et facilement accessible de l'art contemporain dans les médias, de nombreux jeunes artistes entrent dans les facultés avec une vision encore romancée de leur métier, et font preuve à la fois d'une désinformation sur le contexte récent et d'une difficulté à l'assimiler d'un seul coup d'œil. La même situation se présente au grand public, souvent incapable de déchiffrer les codes complexes du langage de la peinture contemporaine, ce qui rend la présence de médiateurs d'exposition et de textes explicatifs une nécessité incontournable.

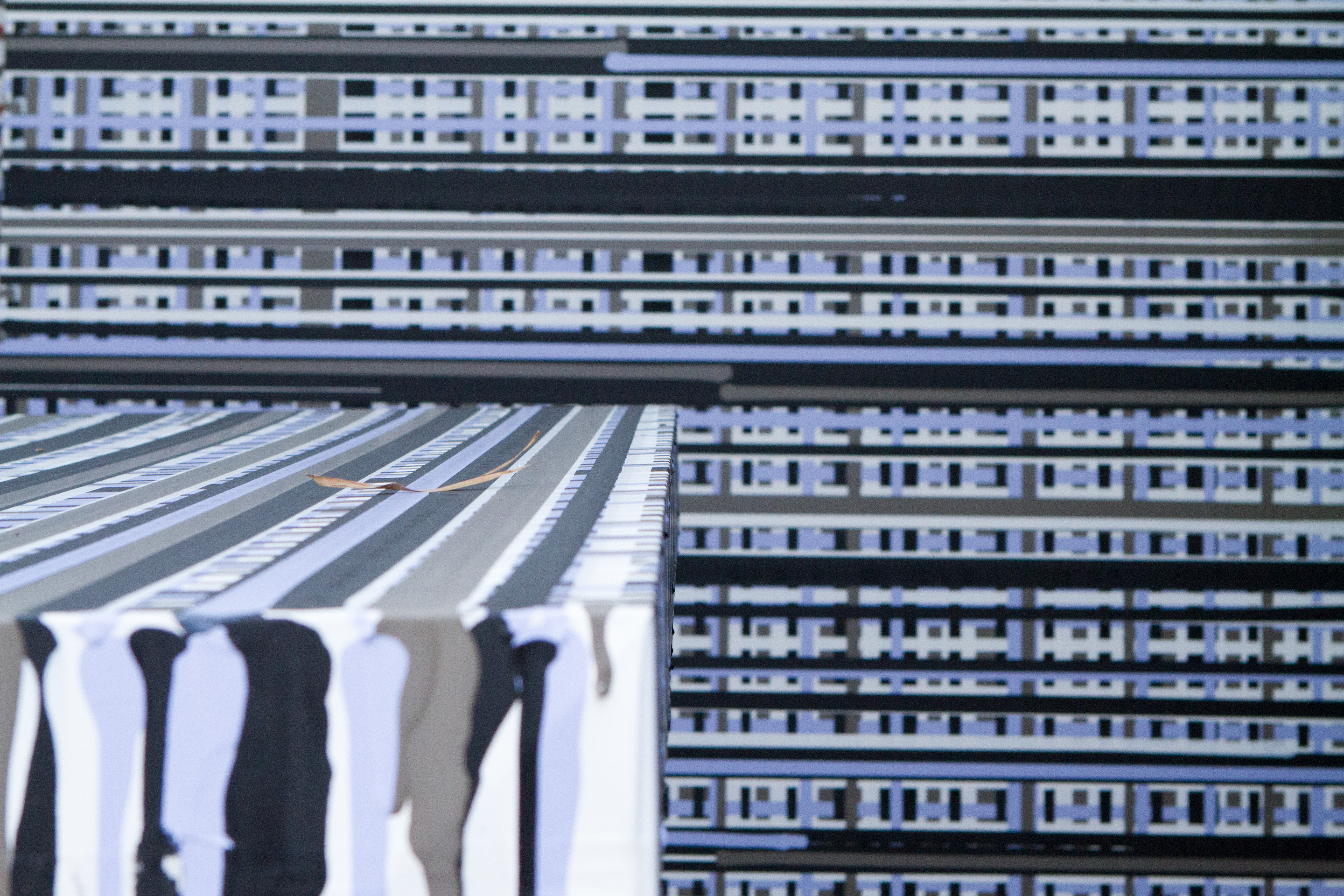
Détail de la série Estrutura, de Daniel Feingold (2016).

Les dernières décennies ont également été caractérisées par l'apparition d'un nouveau modèle de gestion et de fonctionnement du système artistique, avec des conservateurs, des producteurs culturels et un type très spécifique de plate-forme culturelle gérée par de grandes institutions, comme Itaú Cultural et le Centro Cultural Banco do Brasil, jouant un rôle décisif dans la cartographie, la sélection, la légitimation et la diffusion de la production picturale nationale, impliquant une réorientation dans les fondements mêmes du contenu intellectuel des grandes expositions qu'elles promeuvent, s'alignant en règle générale sur une philosophie néolibérale et servant de modèle pour les performances d'autres institutions plus petites. L'État a également occupé une position de premier plan, finançant plusieurs projets qui envisagent des musées de peinture et d'art par le biais de lois d'incitation à la culture.

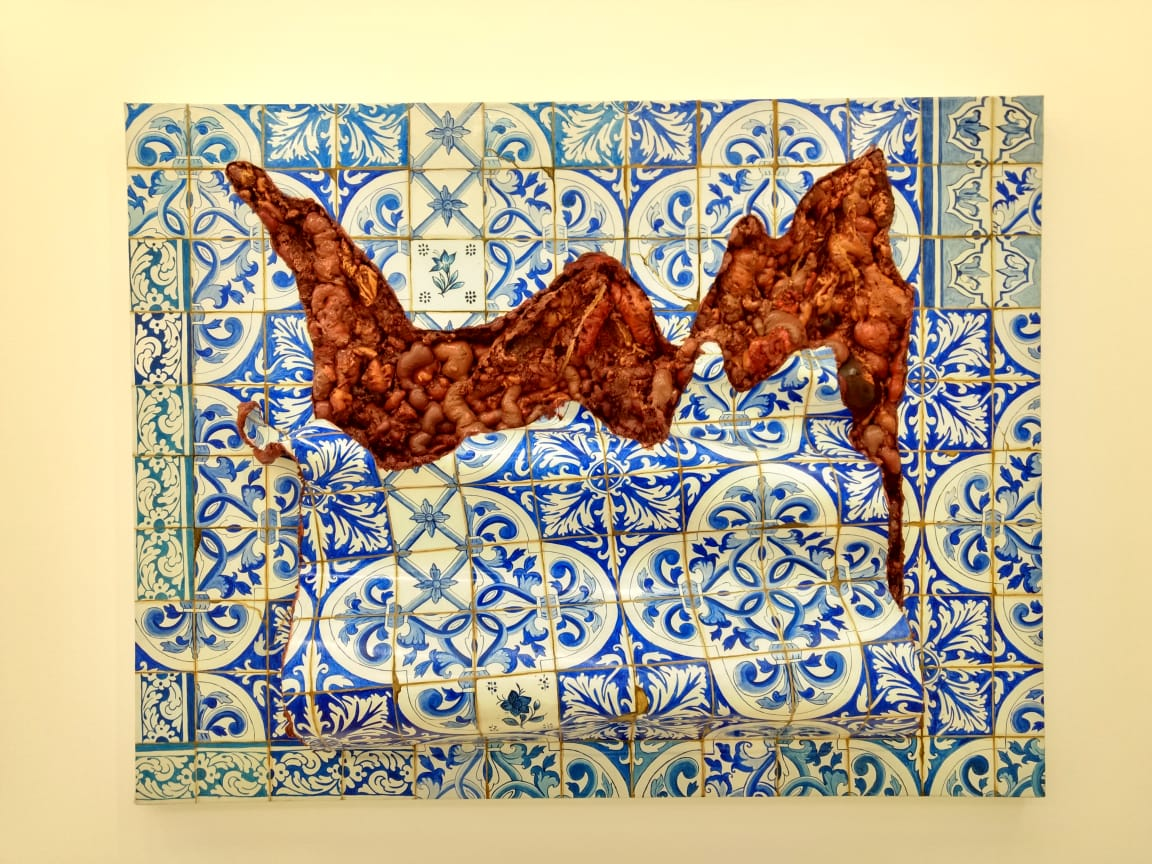
Otros Cuerpos Detrás, d'Adriana Varejão (2019, lors d'une exposition au musée d’art contemporain Tamayo, à Mexico).

Pour Calzavara, la peinture brésilienne contemporaine doit relever le défi supplémentaire de se produire dans un pays traditionnellement considéré comme périphérique par rapport aux grands centres culturels du monde, et continue de faire face à des dilemmes non résolus face au monde technologique, mondialisé et fortement industrialisé du début du XXIe siècle. Des artistes remarquables de la production la plus récente, tels que Oscar Araripe (pt), Paulo Pasta, Nuno Ramos (pt), Adriana Varejão et d'autres, ont fait des déclarations exprimant des incertitudes, des ambiguïtés et des inconclusions sur leurs œuvres respectives. Cependant, ces mêmes dilemmes semblent être une partie importante de l'essence même de la création picturale contemporaine Comme elle l'explique en 2008 :

« Peut-être pouvons-nous y déceler — même s'il s'agit d'une identification fondée sur des incertitudes — une spécificité relative au domaine de la peinture aujourd'hui : elle comporte nécessairement des questionnements incontournables dans un monde industrialisé et technologique, qui, au lieu de rendre la peinture impossible, deviennent presque la condition sine qua non de son existence — ce sont ces questionnements qui, lorsqu'ils sont confrontés, produisent de nouvelles formes d'expression picturale. Cela finit par conférer à la bonne partie de la production actuelle (ou, du moins, à celle que je considère plus cohérente) un état d'autocritique que je crois bénéfique, en faisant de ce médium expressif l'un des plus conscients de ses potentialités et de ses limites, opérant d'une manière (parfois plus et parfois moins) tendue entre ces deux conditions. »

## Peinture marginale
En marge du grand circuit artistique officiel ou semi-officiel, qui a toujours eu un caractère nettement intellectualisé, il existe encore au Brésil une riche collection de peintures qui n'entrent dans aucune catégorie érudite. Ce sont les artistes populaires ou naïfs, le cas particulier de l'art des aliénés mentaux, et la production récente de graffitis dans les grandes villes.

### Art naïf

Heitor dos Prazeres, devant l'une de ses œuvres en 1961.

Le genre remonte au baroque brésilien, où de nombreuses œuvres sont clairement nées en dehors des cercles illustrés, et étant en général des pièces de dévotion religieuse destinées à l'ornementation des lieux de culte, elles ont fini par se mélanger au contexte général. Ce n'est cependant qu'au début du XXe siècle que le genre a reçu l'attention de la critique spécialisée, à partir de la production de José Bernardo Cardoso Júnior (pt). Sans rapport avec l'évolution érudite et sans préparation académique, beaucoup d'entre eux sont anonymes, et conservent une atmosphère souvent intemporelle et naïve dans leur production, sans compromettre leurs qualités esthétiques, qui se distinguent par l'originalité des solutions plastiques. Les plus grands noms dans ce domaine sont Heitor dos Prazeres, Djanira da Motta e Silva (pt), Chico da Silva (pt), José Antônio da Silva, José Rodrigues de Miranda (pt), Agostinho Batista de Freitas (pt), Antônio Poteiro (pt), Ivonaldo Veloso de Melo (pt), Rosina Becker do Valle (pt), Constância Nery (pt), Rodolpho Tamanini Netto (pt), Sônia Furtado (pt), Tercília dos Santos (pt), Dalvan da Silva Filho (pt), entre autres.

### Graffiti

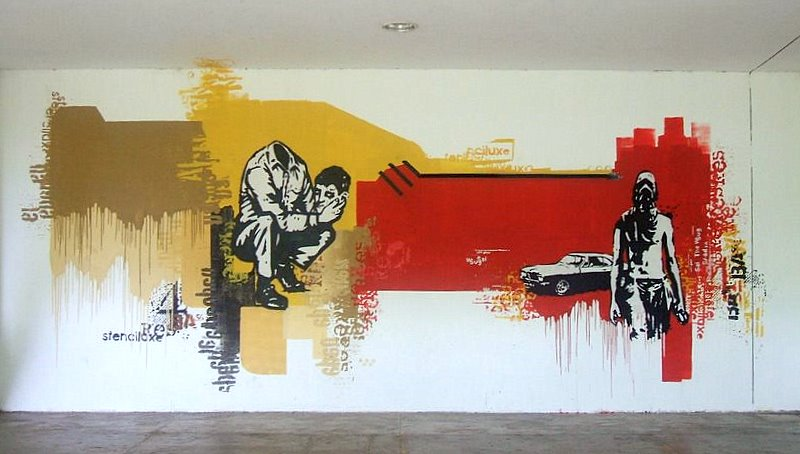
Graffiti de au Musée Afro Brasil à São Paulo.

D'une existence immémoriale, les inscriptions et peintures murales anonymes, les graffitis, ont pris force à partir des manifestations de rue parisiennes de mai 1968 comme une forme de contestation du système ou de la culture officielle. Compris par ses militants des années 1980 — alors qu'il avait déjà été noté comme une forme particulière d'expression — comme un moyen de communication et d'auto-identification de groupe et d'occupation d'espaces urbains abandonnés, il conservait encore un caractère anarchiste de contre-culture, et était lié à des mouvements musicaux comme le punk
Lors des Biennales de São Paulo de 1983 et 1985, le genre a bénéficié d'une grande attention médiatique et un grand nombre d'artistes se sont consacrés à cette modalité d'expression, aux caractéristiques graphiques marquées, qui, à travers eux, a permis de sortir de l'anonymat, de perdre son aura subversive, d'acquérir des forums artistiques légitimes et de trouver un soutien officiel par le biais de cours, d'événements spéciaux et d'expositions dans les musées. Alex Vallauri (pt), Hudinilson Júnior (pt), Carlos Matuk, Waldemar Zaidler et Artur Lara sont quelques-uns des nombreux noms à mettre en avant au Brésil